# Selecció de futbol de Catalunya
|  | Aquest article tracta sobre l'equip masculí. Si cerqueu l'equip femení, vegeu «Selecció femenina de futbol de Catalunya». |

La selecció de futbol de Catalunya representa Catalunya en competicions de futbol masculí. Històricament s'ha conegut com a selecció o seleccions catalanes de futbol les formacions que han competit sota la jurisdicció de la Federació Catalana de Futbol (FCF). La selecció catalana de futbol no està reconeguda per la FIFA, per l'oposició de la Federació Espanyola de Futbol i del Consell Superior d'Esports (CSD), i per tant, només pot jugar partits amistosos a nivell internacional. Tanmateix, sí que pot competir oficialment com a selecció autonòmica a les competicions de la Federació Espanyola de Futbol que organitza normalment per a categories inferiors.
El 22 de desembre del 2009, Catalunya s'adjudicà el I Trofeu Catalunya Internacional, tot guanyant la selecció argentina.
La selecció absoluta masculina té com a seleccionador Gerard López des del 2013; anteriorment, n'han estat seleccionadors, entre d'altres, Johann Cruyff (2009-2013), Pere Gratacòs (2006-2009), Àngel "Pitxi" Alonso (1995-2005), László Kubala (1990) o Raine Gibson (1911-1912).
El jugador que més cops ha dut la samarreta de la selecció catalana és Sergio García, 16 vegades, i també és el màxim golejador, amb 9 gols.

## Símbols

### Evolució de l'uniforme[5]
| 1904-1906 | 1906-1912 | 1912-1915 | 1915-1975 | 1976-1995 | 1997-1998 |  |

| 1999 | 2000-2003 | 2004-2006 | 2007-2009 | 2009 | 2010-2012 |  |

| 2010-12 (2a) | 2013 | 2013-2014 | 2014-2019 | 2019- |  |

## Història

### Primers anys (1904-1920)
La creació de les Federacions Esportives Catalanes va ser el reflex de la passió esportiva de part d'una societat que estava més propera a Europa que la de la resta de la península. Així, el 1902 es va crear l'Associació Clubs de Foot-ball (embrió de la Federació Catalana), que va ser la llavor necessària perquè l'any següent la selecció disputés el seu primer partit. Durant aquests anys cal destacar el doble enfrontament davant França el 1912 i la consecució de la Copa Príncep d'Astúries l'any 1916.
Ja l'any 1903 tenim clars precedents o embrions de la selecció nacional catalana de futbol. Així, per exemple, el 24 de setembre de 1903 es va fer un partit entre dos combinats per escollir la veritable selecció de Catalunya que pogués enfrontar la seva potència contra els millors clubs i seleccions de tot el continent. Aquell dia de la Mercè formaren amb la missió que els millors integressin la primera selecció de Catalunya l'any següent:

Combinat Vermell de Catalunya: S. Morris I, Domènech, Hamilton, Castells, René, Oliveres, Biada, Black, Girvan, Steinberg i Harris

Combinat Blanc de Catalunya: Marial, Garriga, Carril, Roig, H. Morris II, Darné, Green, Garcia, F. Bru, Cenarro i Montells

#### Primers partits[Partits 1 a 3]
El 6 d'abril de 1904 va significar començar la història de les seleccions amb bon peu, amb una victòria. Era el primer partit de la selecció i s'aconseguí ajuntar en un sol equip els elements de clubs tan rivals en la primera dècada de segle com l'Espanyol i el Barça. Tot esforç era poc davant l'esdeveniment. El rival, això sí, no era gran cosa: la tripulació del vaixell Cleopatra d'Anglaterra. El partit contra els anglesos havia estat gestionat per Arthur Witty. El Catalunya-Cleopatra va acabar 3-0 per als internacionals quadribarrats. Pocs dies abans s'havia pres el determini que els partits més importants de l'Associació de Clubs de Foot-ball (el nom de la Federació Catalana en aquella època), entre ells els de la selecció del país, es juguessin en un camp dotat amb tanques que l'Espanyol tenia prop de l'Hospital Clínic, nom amb què es coneixia el camp. Avui dia prop d'aquell indret hi ha el Museu de l'Esport Melcior Colet.
El dimecres 13 d'abril de 1904 es va jugar al camp de l'Hospital Clínic, el primer partit entre la selecció i el Sportsmen's Club, segon en el palmarès oficial de la selecció. Després d'aquest amistós, es tornarien a enfrontar en un interessant concurs a principis de 1905. En el partit contra el Sportsmen's que acabaria guanyant 3 a 2, la selecció nacional va jugar amb samarreta vermella i pantalons blancs, com el desaparegut club Hispània. D'aquest 3 a 2, la segona victòria de la selecció, van destacar una sortida impetuosa i amb sort de Joan Gamper i una bona rematada de Cenarro. Entre els rivals van destacar Witty, Gamper, Morris, Soler... també figures del futbol català de l'època. L'esdeveniment futbolístic s'arrodoní amb curses atlètiques de velocitat, lluita grecoromana, motos i altres disciplines esportives.

Catalunya: Cuervo, Carril, Quirante, Galiardo, Cenarro, Darné, Ponz, F. Bru, Meyer, Biada i Balat
El diumenge 29 de maig de 1904 es va jugar al camp que existia a l'Hospital Clínic el tercer partit seriós de la selecció. Aquest partit de la selecció nacional va tenir lloc en honor del RCD Espanyol, campió dels tres concursos de clubs barcelonins de la temporada 1903-1904: primers, segons i tercers equips. El 15 de maig ja hi hagué un partit Català-Espanyol a benefici dels nens pobres. Dies abans del partit del dia 29 ja patien els internacionals catalans perquè la disputa del nou partit no quedés deslluïda per la calor. Arribà el gran dia i el partit es va disputar a les sis de la tarda. El partit acabà 4 a 1. Els gols de l'Espanyol els van fer Cenarro, Ponz, Sampere i Greco. El gol dels quadribarrats el va fer el jugador Castellà. L'espanyolista Cenarro s'acomiadà en aquest partit i se n'anà a viure a Tànger. Pocs dies després, ja sense Cenarro, l'Espanyol va batre 7-0 l'equip occità Étudiants de Toulouse amb: Fuster, Galiardo, Garriga, Darné, Meyer, Soler, Green, Mora, Méndez, Sampere i Àngel Ponz.

Club Espanyol: Vives, Carril, Belausteguigoitia, Ayestaran, Soler, Galiardo, Sampere, Cenarro, Mora, Ponz i Green

Catalunya: Soler, Quirante, Keller, Rodríguez I, Darné, F. Bru, Castellà, Almasqué, Rodríguez II, Balat i Saucedo
El 31 d'agost de 1904 s'enfrontaren dos combinats catalans, fora de palmarès.

#### Any 1905, sèrie de partits contra el Sportsmen's[Partits 4 a 6]
El 1905 la selecció va fer i va guanyar un concurs contra la societat Sportsmen's i s'endugué les medalles d'argent fetes per al vencedor. El Sportsmen's Club era a principis del segle XX un gran focus d'activitat poliesportiva en totes les modalitats hagudes i per haver, des d'hoquei patins, natació, columbofília i futbol fins a lluita grecoromana, llebrers i atletisme. La majoria d'activitats es desenvolupaven a Barcelona, Badalona i voltants. L'objectiu del concurs era formar una selecció nova dels millors jugadors catalans per enfrontar-se pròximament a equips estrangers (holandesos, alemanys, anglesos, etc.). Els noms que sonaven eren aquests: Soler, Manuel Cuervo, J. Morris III, Carril, Goizueta, Castillo, Soler, Meyer, Galiardo, Quirante, Darné, Rodríguez, Forns, Ponz, Girbau, Green, Black, Barris, Balat, Salat, F. Bru, Rodríguez i Biada.
En aquells dies es va enfrontar també una selecció de París contra una selecció de Londres prop de la torre Eiffel. L'1 de gener de 1905 es va fer el primer partit de la sèrie amb presència de jugadors de l'Espanyol, el FC Barcelona, l'Internacional i el Català sobre el camp. La Vanguardia es feia ressò de la destreza que les permitió lucir el recio vendaval reinante y las nubes de polvo que cegaban a menudo a jugadores y espectadores, con evidente perjuicio para los primeros de tomar por pelota la cara de algún contrincante, y para los segundos de averías en las respectivas (...) Esperamos con ansiedad los restantes partidos (..). La selecció nacional de Catalunya es va imposar 2 a 0 amb gols de Grano (1-0) i Meyer (després d'una jugada des del mig del camp, 2-0). També van destacar per la selecció nacional Rodríguez i Pérez.
Si l'Hospital Clínic, seu dels partits entre la selecció i el club Sportsmen's, va acollir aquests partits els dies 1 i 15 de gener, no és menys cert que el diumenge 8 de gener es va fer un partit entre el Barça i el Català (6-0) en aquest camp i d'aquesta manera es complia el que s'acordaria tres dies més tard, el dia 11. El dimecres 11 de gener, la Federació Catalana, aleshores anomenada Associació, acordà jugar alternativament els dies festius el concurs entre la selecció federativa i el Sportsmen's Club. Els guanyadors tindran medalles para las cuales se fabrica un troquel especial y único y una cinta blanca especial como distintivo honorífico. No es descartava que el guanyador del concurs s'enfrontés aquella mateixa temporada a equips de fora.
El diumenge 15 de gener es va jugar al camp de l'Espanyol, l'Hospital Clínic, un partit entre la selecció nacional (de vermell) i el Sportsmen's (de blaugrana). A les tres de la tarda, es va fer el segon partit de l'any entre ambdós equips, de fet el tercer entre ells al llarg de la història si comptem el jugat el 1904.

Catalunya: Soler, J. Morris III, Carril, Quirante, Meyer, Galiardo, Sampere, Balat, Rodríguez, Ponz, Green

Sportmen's Club: Cuervo, A. Witty, Almasqué, Soler, Darné, Peris, Harris, Pérez, F. Bru, Forns, Carles Comamala
El febrer de 1905 es va convocar un important concurs de fotografia amb medalles i diplomes com a premis. També es feien juguesques amb baralles de galls i altres activitats socials, a part de les esportives. El 5 de febrer es va jugar el tercer partit del concurs entre la selecció del país i els homes de l'Sportsmen's Club. En aquest partit la selecció no va poder reunir més de 10 jugadors, entre els quals van destacar Rodríguez i «Chavito». Soler i Steinberg van assolir el protagonisme en el bàndol rival. Les fonts consultades no donaven pistes del resultat del segon i el tercer partit del concurs, si bé sembla que no hi hagué gaires gols. Als darreres dies de març es van reunir els membres de la federació catalana i van decidir donar per acabats els enfrontaments entre la selecció de Catalunya també anomenada «Associació» i l'Sportsmen's Club. També es va decidir passar a jugar dos partits cada tarda de jornada en lloc d'un com fins aleshores.

#### 1906, holandesos, alemanys, anglesos...[Partits 7 a 11]
Entre el gener i el juliol de 1906 es van fer partits contra el Karlsruhe FV d'Alemanya, el MBC Wittverde també d'Alemanya, el Civil Service de Londres i el Haagsche Footballvereeniging de L'Haia d'Holanda fixats per als no socis en 25 cèntims de pesseta. És important ressenyar que ja el febrer de 1905 es publicà a la premsa catalana una confirmació d'un club alemany per venir a jugar pròximament contra la selecció nacional a Barcelona. Un dels rivals de 1906, el Civil Service, li va clavar 0-7 a l'Athletic Club el dia 16 d'abril de 1911. També es va jugar contra el Madrid, que encara no era Reial. L'1 de febrer de 1906 es fundava El Mundo Deportivo, que seria setmanal fins a convertir-se en diari el 4 de març de 1929. El 6 de maig es va fer l'últim partit de la temporada regular amb l'enfrontament entre el Barça i l'X, els dos clubs campions de 1905 i 1906.
El diumenge 13 de maig va tenir lloc el primer partit de la selecció nacional catalana contra un equip estatal durant 1906, al camp del Barça, al carrer d'Indústria amb Muntaner, entre la selecció de jugadors feta per l'Associació de Clubs de Futbol i el club campió estatal, el Madrid FC, que havia estat fundat pels germans catalans Carles i Joan Padrós. Es tractava del primer partit entre la selecció nacional catalana i el Madrid de futbol, però no pas l'últim ni tampoc el futbol l'única disciplina en què s'enfrontarien Catalunya i el Madrid. Catalunya, amb vestit blanc-i-vermell com l'Athletic Club de Bilbao, s'arrenglerà amb: Green (tot i que en principi havia de ser el famós campió d'origen suís Morret), Sampere, Ponz, Forns, Wallace, Quirante, Steinberg, Galiardo, Carril, Martí i Soler. Al seu davant, a les quatre de la tarda, el club madridista alineà aquests homes: Alcalde, Berraondo, M. Yarza, J. Yarza, Normand, Prast, M. Giralt, A. Giralt, Alonso, Parages i Revuelto. El partit començà amb bon joc visitant que s'avançava amb un gol matiner, tot i jugar a la tarda. Ben aviat, la selecció donà la volta al partit i jugà tota la segona part en el terreny dels blancs. El marcador ho diu tot: 5-2 per als quadribarrats, que marxaren ovacionats. L'assistència del Sr. Linares, capità general de la zona dona una mostra de la importància que començava a tenir la selecció nacional de Catalunya de futbol en el seu tercer any d'història. Al cap d'uns dies el rotatiu barceloní La Vanguardia es referia a la necessitat que el bloc català persista ligado por el doble vínculo del mutuo afecto y del triunfo que han obtenido, aun cuando sus ocupaciones les obliguen a abandonar transitoriamente el punto de sus afecciones. Hi havia ganes que la selecció nascuda el 1904 donés moltes tardes de glòria i gaudi a Catalunya. Era el digne colofó a un partit esportiu a la gespa i també al sopar celebrat a l'Estació de França de Barcelona entre ambdós equips.

#### 1909-1910[Partits 12 a 18]
El 18 de novembre de 1909 es va jugar un nou partit de la selecció. L'excusa era fer un partit a benefici d'uns ferits a Melilla. El partit es va jugar al camp del Barcelona, situat al carrer d'Indústria amb Urgell. Van arbitrar Park, Doncos i Thalman, els dos darrers a les bandes.

Catalunya: Solà, Martí, Torras, Castillo, Peris, Martínez, Green, Despuig, Casellas, Wallace i Forns

Equip Blanc: Gibert, Irízar, F. Bru, Sampere, Aguirreche, Grau, Berdié, Molins, C. Comamala, Balat i A. Comamala
Vencé l'equip blanc per 2-6 i hi va haver un èxit de públic aclaparador. A la reunió següent de la Federació es va escollir una nova selecció de Catalunya on hi figuraven només dos de l'equip que va perdre i majoria de l'equip blanc. L'equip base de la selecció seria: Gibert de l'Espanyol com a porter; Bru del Barça i Irízar de l'Espanyol com a defenses, Peris del Barça, Aguirreche de l'Universitari i Sampere de l'Espanyol al migcamp, Berdié de l'Espanyol, Wallace del Barcelona, Carles Comamala i el seu germà del Barcelona i Casellas del Català com a davanters.
El 9 de febrer de 1910 es va disputar un partit enfront del FC Barcelona, al camp barcelonista del carrer Indústria de Barcelona. El resultat fou de 3 a 2 i els gols barcelonistes els marcaren: Carles Comamala (2) i C. Wallace. Alineacions:

FC Barcelona: Solà, F. Bru, Amechazurra, Robinson, Peris, Grau, Forns, Llompart, Macià, C. Comamala i C. Wallace

Catalunya: Molí, Renyé, Passani, Mariné, Baró, A. Massana, Ramírez, Casellas, Graell, Salvó i Rodríguez

Àrbitre: Hamilton
Aquest mateix 1910 es disputaren dos partits contra el FC Maonès. El primer d'aquests dos partits es va disputar al camp de Maó (Menorca) el 20 de març de 1910, davant de 5.000 espectadors. El resultat fou de 0-7 i el primer gol fou marcat per Berdié, de l'Espanyol. Alineacions:

FC Maonès: Sintes, Roger, Orfila, Mercadal, Ibáñez, Ruidanets, Uhler I, Puerta, Uhler II, Triay i Anglada

Catalunya: Codina, F. Bru, Irízar, Grau, Amechazurra, Aguirreche, Sampere, Barenys, Forns, Berdié i Balat

Àrbitre: Sintes.
El segon partit, al mateix camp i amb el mateix àrbitre, es va jugar el dia 22 amb el resultat de 0 a 4 i amb aquestes alineacions:

FC Maonès: Sintes, Roger, Orfila, Mercadal, Ibáñez, Ruidanets, Uhler I, Puerta, Uhler II, Triay i Anglada

Catalunya: Codina, F. Bru, Irízar, Grau, Amechazurra, Aguirreche, Sampere, Barenys, Forns, Berdié i Balat
El primer partit dels dos jugats en la Copa Challenge Sant Sebastià enfrontà al camp de Sant Sebastià el 24 de juliol de 1910 aquests equips:

Selecció de París: De Castyne, Schalbas, A. Davion, Mayault, Allemande, P. Davion, Puget, Jordan, Mathey, Pflüger i Tribulet

Catalunya: Costa, F. Bru, Halden, A. Massana, Aguirreche, Sampere, Barenys, Angoso, Berdié, Comamala i Roteta
El resultat fou de 3 a 1 i marcaren: Comamala, Tribulet i Mathey (2). L'endemà, a Sant Sebastià i dins la Copa Challenge, amb arbitratge del parisenc Mathey, Sant Sebastià superà 5 a 1 la selecció nacional. Dos dies més tard, el 27 de juliol de 1910, el camp d'Amute, a Irun, fou testimoni d'una golejada nacional: 1 a 7 contra l'Sporting d'Irun.

#### 1912, enfrontaments contra França[Partits 19 a 22]

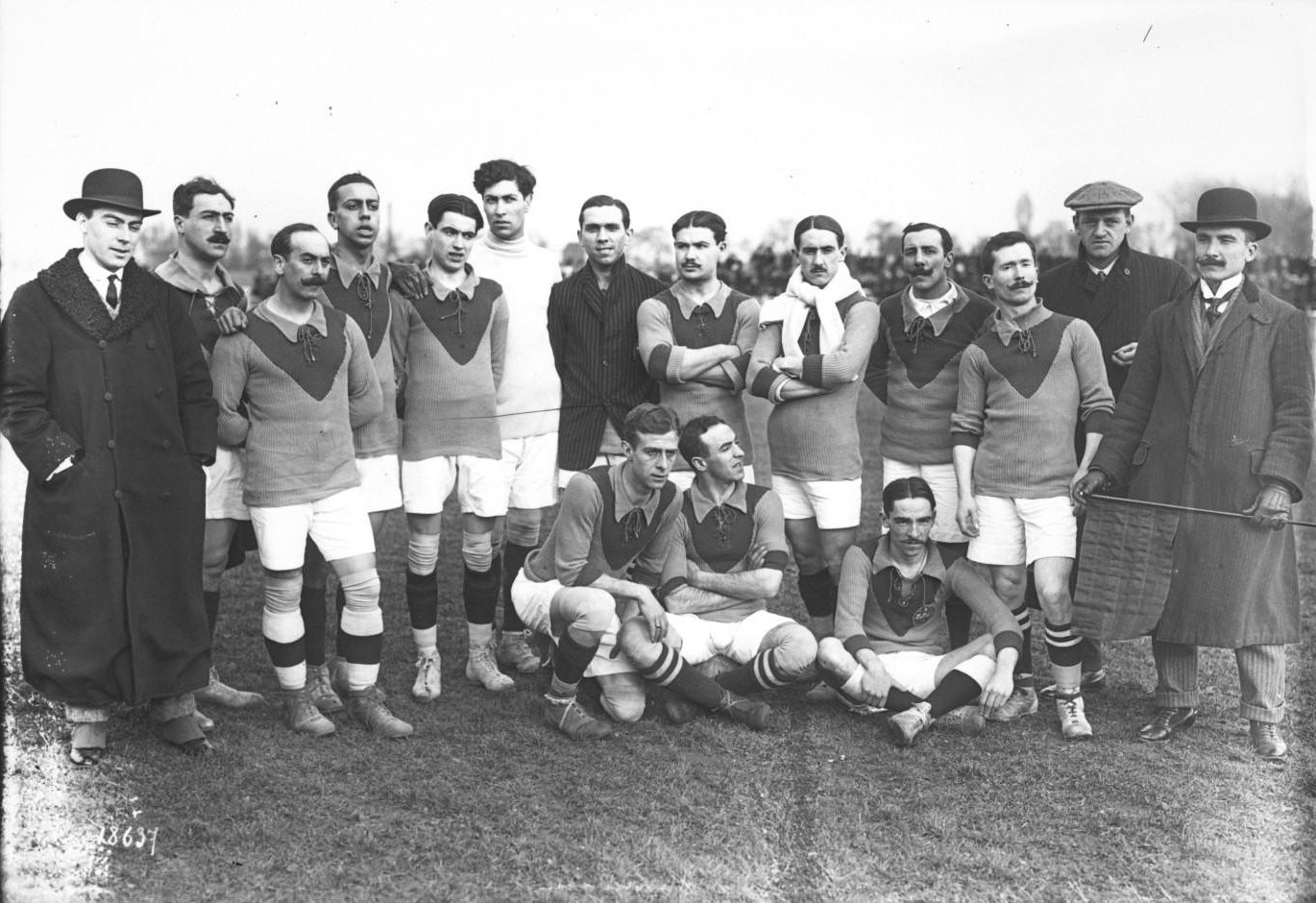
Selecció de futbol de Catalunya en el partit contra França el 20 de febrer de 1912, en el camp de Colombes de Paris.

El dia 11 de febrer de 1912 es va jugar el nou partit de la selecció nacional. El seleccionador català de la temporada 1911-12 era un anglès: Raine Gibson. En aquest partit Catalunya estrenà un nou uniforme, blau i groc. Una selecció d'estrangers guanyà Catalunya per 2 a 0. Entre els estrangers, la majoria d'origen britànic però residents al país, hi havia l'espanyol Galán i el català Gibert per cobrir les absències d'última hora.

Catalunya: Mendizábal, Irízar, Amechazurra, Ramiro, Peris, F. Bru, Forns, A. Morales, Rodríguez, Armet-Kinké i C. Comamala
El camp de Colombes de París fou l'amfitrió el 20 de febrer de 1912 d'un partit de luxe: selecció estatal de França contra selecció nacional de Catalunya. Els equips s'arrengleraren així en un partit de desorientació per als catalans (7-0):

França: Gastyne, Sergent, Schallar, Nicol, Denis, Rémy, Vayeux, Bagnol, Bard, Bacrot i Troussellier

Catalunya: Renyé, Irízar, Amechazurra, Alemany, Peris, Armet-Kinké, Forns, Rodríguez, Comamala, A. Morales i Ramírez
El camp del carrer Indústria que tenia el RCD Espanyol rebé la visita a Barcelona de la selecció francesa el dia 1 de desembre de 1912. Es tractava de la devolució de la visita feta a Colombes. Amb arbitratge de Hodge i gol del blanc-i-blau de Genaro De la Riva, Catalunya vencé França (1-0). Jugaren:

Catalunya: Renyé, Amechazurra, S. Massana, Casellas, Aguirreche, Pomés, Sena, De la Riva, Sampere, Bau i Comamala

França: Houblain, Ge, Meinart, Hauret, Mayan, Gras, Agostini, Perraud, Tourneus, Greguen i Lasalle
Es va jugar al camp del carrer Indústria pertanyent al Futbol Club Barcelona el dia 8 de desembre de 1912 un partit a benefici del Sindicat de Periodistes. S'enfrontaren la selecció nacional i una selecció d'estrangers amb el resultat de 5 a 2. L'àrbitre Barren comptabilitzà els gols d'Alfred Massana (2), Carles Comamala, Wallace (pròpia porta), Forns, Wallace i Stewart. Els equips s'arrengleraren així:

Catalunya: Renyé, Amechazurra, Irízar, A. Massana, Sagnier, Quirante, Armet-Kinké, A. Comamala, C. Comamala, Janer i Forns

Selecció d'estrangers: Manchan, Braussendorf, Wallace, Rositzky, Greenwell, Morris, Allack, Kaiser, Steel, Stewart i Mc Lean

#### 1913-1915[Partits 23 a 27]
Per la Mercè de 1913 es va fer un partit al camp del Barcelona entre el club local i la selecció. El resultat fou de 6 a 1 i marcaren Carlier, Costa, Allack (2) i A. Morales (2) pel Barcelona.

FC Barcelona: Trias, Brussendorf, Sans, Castejón, Costa, A. Massana, R. Morales, A. Morales, Carlier, Allack i Peris

Catalunya: L. Bru, Anselmo, Caballero, Torralba, Matifoll, Sastre, González, Cardona, Oltra, Pérez i Sanz

Àrbitre: Castells.
Uns dies abans, el 31 d'agost, es va fer un partit entre dos combinats catalans per posar pau i tranquil·litat al món del futbol català, que durant un temps havia patit problemes d'escissions al Principat i que també temporalment havia acollit el futbol balear i valencià.
El 1914 es va disputar un partit entre Catalunya i el Plumstead anglès el dia de Sant Esteve i van guanyar els quadribarrats 4 a 0.
El 3 de gener de 1915 la selecció va jugar al camp de San Mamés, Bilbao, davant 6.000 espectadors. Els gols foren marcats per Pichichi (4), Pagaza, Patricio i Armet-Kinké. El resultat fou de 6 a 1.

País Basc: Ibarretxe, Solaun, Arrate, Peña, J. M. Belauste, Artola, Angoso, Pagaza, Arabolaza, Pichichi i Acosta

Catalunya: L. Bru, Reguera, S. Massana, Bau, Pomés, Ponsa, Monistrol, Armet-Kinké, Castells, López i Peris
El 7 de febrer hi va haver l'amistós de tornada entre les seleccions de Catalunya i el País Basc. Al camp del carrer Indústria de Barcelona, davant 5.000 espectadors i arbitratge de Sampere. Els gols foren marcats per Reguera en pròpia porta, Monistrol, Armet-Kinké i J. M. Belauste. Resultat final: 2 a 2. Jugaren:

Catalunya: Gibert, Reguera, S. Massana, Prat, Casellas, Salvó, Alcántara, Monistrol, Armet-Kinké, Mallorquí i Peris
El 4 d'abril es va disputar un partit a Tarragona, que va acabar 2 a 3 favorable als quadribarrats: Nàstic 2- Catalunya 3. La plantilla del Nàstic en la primera temporada de la seva secció de futbol (1914-15) comptava amb Fontbona, Serra, Melchor, Díaz, Pichichi, Òdena, Gibert, Godall, Salvadó, Rosanes, Cardona, Sarobé, Sales, Soler i Mensa. La majoria d'aquests jugadors van jugar contra la selecció nacional catalana que no cal dir que va ser -com era habitual entre 1903 i 1915- gairebé exclusivament barcelonina.

#### 1915, Catalunya disputant partits oficials[Partits 28 a 34]
El 12 de maig de 1915 Catalunya jugà per primera vegada un partit oficial de futbol, va ser al camp Athletic de Madrid entre la selecció del Centre d'Espanya i Catalunya. El gol castellà fou marcat per Petit i els gols catalans per Alcántara i Baró, arbitrà Ruete. Jugaren:

Centre d'Espanya: S. i E. Aranguren, Begiristain, Carruana, Rey, Álvarez, Petit, Montero, Matximbarrena, Pelouse i Sócrates

Catalunya: L. Bru, Reguera, Matifoll, Torralba, A. Massana, Monistrol, Mallorquí, Baró, V. Martínez, Alcántara i Peris

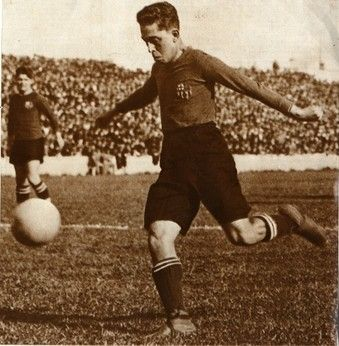
Alcántara jugà amb la selecció entre 1915 i 1925.

El 13 de maig Catalunya jugà el seu segon partit oficial de la Copa Príncep d'Astúries també coneguda com el torneig de les federacions de l'Estat. Després de superar la selecció del Centre d'Espanya, es va enfrontar a la del País Basc, ja coneguda pels amistosos jugats el gener i el febrer. Arbitrà Menéndez i marcà l'únic gol Legarreta. Al camp de l'Athletic de Madrid s'arrengleraren:

País Basc: Eizaguirre, Carrasco, Hurtado, Artola, J. M. Belauste, Peña, Pagaza, Legarreta, Patricio, Barturen i R. Belauste

Catalunya: L. Bru, Casellas, S. Massana, Torralba, A. Massana, Monistrol, Mallorquí, Baró, Armet-Kinké, Alcántara i Peris
Després d'aquests dos partits oficials de la Copa Príncep d'Astúries, Catalunya tornà als amistosos: El 10 d'octubre al camp Indústria de l'Espanyol s'enfrontà a la selecció de Castella, dita també Centre d'Espanya, sota arbitratge de Hamilton. El partit acabà amb el resultat inicial de 0 a 0. Alineació:

Catalunya: Miñana, Casellas, S. Massana, Salvó, Pomés, Prat, González, Armet-Kinké, Monistrol, Alcántara i Mallorquí
El 31 d'octubre es disputà el partit entre Catalunya i Guipúscoa al camp Indústria de l'Espanyol. L'àrbitre Tallada va veure tres gols (2-1). Marcaren Castells, G. Sena de Guipúscoa i Armet-Kinké. Jugaren:

Catalunya: Aramburo, F. Bru, Pedret, Costa, Alemany, Malo, Ozores, Armet-Koki, Castells, Armet-Kinké i Peris
L'endemà, 1 de novembre de 1915, al mateix camp i quasi amb els mateixos equips, les dues seleccions empataren a dos gols. Marcaren pels catalans Armet-Koki i Costa. Catalunya s'endugué una copa pel millor balanç després dels dos partits.

Catalunya: Aramburo, Boix, Pedret, Costa, Castells, Malo, Ozores, Armet-Koki, Ribera, Armet-Kinké i Peris
Després d'aquests dos Catalunya-Guipúscoa i abans d'acabar l'any es van fer dos Guipúscoa-Catalunya. El primer es va fer al camp de Sant Sebastià, arbitrà Sabata i el dia de Nadal acabà amb un 5 a 1. La revenja va arribar el dia de Sant Esteve (0-4) al camp Amute d'Irun i amb l'àrbitre Martí.

#### 1916, torna la Copa Princep d'Astúries[Partits 35 a 41]
El 1916 fou un any que començà per a la selecció amb tres partits contra el mateix rival: el combinat de Castella. Per la festa de l'Epifania, el 6 de gener de 1916, es va jugar un amistós al camp Athletic de Madrid. Els catalans van guanyar 0-4.

Catalunya: L. Bru, Casellas, S. Massana, A. Massana, Pomés, Salvó, Armet-Kinké, Cabedo, Monistrol, López i Peris
Al camp Athletic de Madrid i per segon any consecutiu, Catalunya jugà un torneig oficial de l'àmbit estatal: l'anomenada Copa Príncep d'Astúries. L'11 de maig Catalunya va guanyar 3 a 6 contra Castella, l'àrbitre fou en Dieste amb gols de Cabedo (4), Kinké i Sampere.

Castella: Cárcer, Erice, Carruana, Aranguren, Petit, Quintana, Álvarez, Bernabeu, Uribarri i De Miguel

Catalunya: Gibert, Armet-Pacan, Sampere, Salvó, Matifoll, Prat, Armet-Kinké, Monistrol, Cabedo, López i Raich
El 13 de maig els mateixos rivals van empatar a 2 amb Dieste d'àrbitre. Armet-Kinké va marcar dos gols, un de penal. Larra i De Miguel marcaren pels castellans.

Catalunya: Gibert, Casellas, Sampere, Salvó, Matifoll, Prat, Armet-Pacan, Monistrol, Cabedo, López i Armet-Kinké
Aquest mateix any es van fer dos partits al camp de l'Espanyol i un a San Mamés, Bilbao entre Catalunya i el País Basc. El 21 de maig el resultat fou d'1 a 3. S'avançà Patricio, empatà Armet i marcaren després Chacho i Pichichi.

Catalunya: Gibert, Armet-Pacan, Sampere, Salvó, Monistrol, Prats, Baró, Armet-Kinké, Cabedo, López i Raich
El 22 de maig es jugà a Barcelona per segon dia consecutiu i hi va haver empat a zero gols. Catalunya jugà amb:

Catalunya: Jauregi, Alvarado, Armet-Pacan, Alcover, Sampere, Monistrol, Cella, Armet-Koki, López, Passani i A. Morales
El dia 4 de juny de 1916 va ser Catalunya qui va retre visita a la selecció nacional d'Euskadi. Guanyaren els bascos 5 a 0 (4 gols de Patricio i un de Legarreta). L'àrbitre del partit fou Hurtado. Els jugadors catalans van ser els següents:

Catalunya: L. Bru, Armet-Pacan, Sampere, Torralba, Pomés, Salvó, Monistrol, Armet-Kinké, Cabedo, López i Peña
També el juny de 1916 la selecció absoluta de Catalunya amb jugadors no habituals golejà 1-6 la selecció militar de Melilla.

#### 1917, una nova edició de la Copa Princep d'Astúries[Partits 42 a 46]
L'any 1917 va començar amb un enfrontament entre el Futbol Club Barcelona i la selecció del país (formada per una selecció de la segona lliga) al camp dels blaugrana. Era el 17 de maig i es van presentar aquestes alineacions:

FC Barcelona: L. Bru, Reguera, Costa, Amat, Sancho (Llobet), Baonza, Vinyals (Rovira), Garchitorena, V. Martínez, Hormeu i Sagi-Barba

Catalunya: Bordoy (Europa), Fabrés (FC Martinenc), Subirana (CS Martinenc), Pérez (Colònia Güell), Batllori (CS Martinenc), Barnet (Europa), Mercader (Colònia Güell), Pellicer (FC Martinenc), Pelaó (Europa), Mitjavila (Júpiter) i Blanchard (Júpiter)

L'àrbitre va ser Jack Greenwell, que seria molts anys entrenador del Barça. Els gols van ser de Vicenç Martínez i Salvador Hormeu de penal (Barça) i Mitjavila (selecció nacional).
El maig es va fer a Madrid la Copa que agrupava les federacions de l'Estat i Catalunya va participar-hi per tercer any consecutiu. Eren el cinquè, el sisè i el setè partits oficials de tota la història, ja que la resta dels anteriors no tenien caràcter oficial.
Castella-Catalunya (2-2): Es va disputar el 10 de maig amb arbitratge de Dieste. Els gols van ser de Villaverde (2), Gumbau i Alcover. Jugaren:

Castella: Pascual, Goyarrola, Naveda, Montero, Yáñez, Buylla, Zabala, Agüero, Fernando Villaverde, Mieg i Madariaga

Catalunya: Aramburo, Bau, Armet-Pacan, Salvó, Sancho, Urgell, Cella I, Gumbau, Alcover, Monistrol i Plaza
Cantàbria-Catalunya (0-1): Es va disputar el dia 10, amb arbitratge de Menéndez i un altre gol de l'internacional Gumbau, com en el partit anterior.

Cantàbira: Soto, Conrado, Avelino, Riera, Camín, Arín Galé,Argüelles, Saturnino Villaverde, Felgueroso, Moré i Senén Villaverde

Catalunya: Aramburo, Bau, Armet-Pacan, Salvó, Sancho, Urgell, Cella I, Gumbau, Alcover, Monistrol i Plaza
Castella-Catalunya (2-0): Es va disputar el 15 de maig de 1917 el darrer partit de la Copa Príncep d'Astúries, de desempat entre Castella i Catalunya. Marcaren Mieg i Agüero i Catalunya es retirà als 75 minuts de joc del partit arbitrat per Ruete.

Castella: Pascual, Goyarrola, Naveda, Quintana, Montero, Castell, Zabala, Agüero, F. Villaverde, Mieg i Larrañaga

Catalunya: Aramburo, Bau, Armet-Pacan, Salvó, Sancho, Urgell, Cella I, Gumbau, Alcover, Monistrol i Plaza
Catalunya-Castella (1-0): Aquest partit amistós es va disputar al camp de l'Espanyol de Barcelona, al carrer Indústria, el 14 d'octubre de 1917. L'àrbitre fou F. Bru i marcà l'1-0 Monistrol.

Catalunya: Miñana; Costa, Armet-Pacan; Monistrol, Baró, Bellavista; Vinyals, Gumbau, Cabedo, Alvarado i Passani

#### 1918-1919[Partits 47 a 48]
El Girondins de Bordeus i la selecció quadribarrada es van enfrontar al camp del club local, a l'estat francès, entre el gener i el juny de l'any 1918.

Catalunya: Bruguera, Solà, Bau, Salvó, Blanco, Sanahuja, Cella I, Villena, Mateu, López i Mallorquí (Tejedor i Olivella)
El Futbol Club Barcelona i la selecció d'internacionals catalans van jugar un nou amistós el 25 de maig de 1919 en homenatge als subcampions d'Espanya. El gol blaugrana fou marcat per Lakatos i l'àrbitre fou el Sr. Torras. Es va jugar sense jugadors de l'Espanyol.

FC Barcelona: L. Bru, Reguera, Coma, Rodríguez, Sancho, Blanco, Vinyals, Costa, Torralba, Lakatos i Greenwell

Catalunya: Bordoy (Europa), Prat (Espanya), Flaquer (Inter), Perich (At. Sabadell), Roger (Avenç), Cutillas (Sants), Cella I (Espanya), Soler (Sabadell), C. Gràcia (Terrassa), Blanxart (Júpiter) -Amade (Stadium)- i Campi (Martinenc)

### Anys daurats (1920-1936)
L'any 1920 neix la selecció espanyola. És des d'aquest moment que els millors jugadors catalans es veuen obligats a compartir la seva presència tant a la selecció espanyola com, quan poden, a la catalana. El 13 de març de 1924 té lloc un fet històric: un enfrontament Catalunya-Espanya. Es tracta del primer de tres partits d'aquestes característiques i en el qual el combinat català perd per 0-7. Cal dir que en la selecció espanyola hi juguen tres catalans, Ricard Zamora, Vicenç Piera i Josep Samitier; aquest últim autor de dos gols.
Segons Antoni Closa, coautor del llibre Selecció catalana de futbol. Nou dècades d'història, "els anys 20 són els anys d'or de la selecció catalana perquè es van disputar molts campionats estatals i la selecció va fer moltes gires europees en països com ara Suïssa o Txèquia."
La proclamació de la Segona República l'any 1931 marca un abans i un després en la selecció catalana. La federació espanyola concedeix a la catalana autonomia per organitzar els seus propis campionats, una autonomia, però, amb poc efecte pràctic. I és que ben aviat la federació espanyola fa un pla per unificar les competicions i eliminar els campionats regionals. El primer partit de l'era republicana és un Catalunya-Txecoslovàquia que els catalans guanyen per 1-0. Com a anècdota, dir també que l'any 1934 la selecció catalana juga dues vegades contra Brasil, a Barcelona al camp de les Corts, on guanya per 2-1, i a Girona on empata 2-2.

#### 1920-1921[Partits 49 a 55]

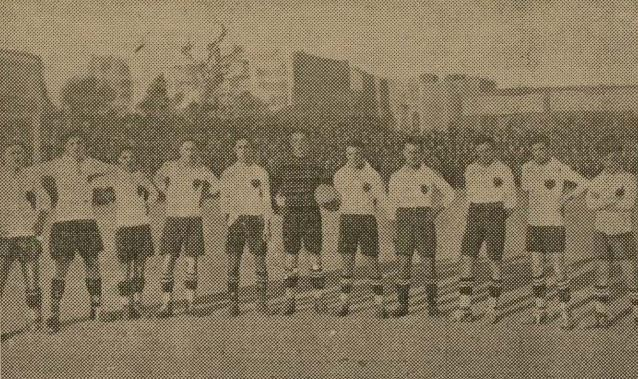
Selecció de futbol de Catalunya en el partit contra Biscaia l'1 de febrer de 1920, al camp del carrer de la Indústria de Barcelona.

A principis de 1920, al carrer Indústria de Barcelona, es van fer dos partits entre Catalunya i Biscaia, una forta selecció amb la presència de Pitxitxi i els Belauste. El partit es disputà el 31 de gener al camp de l'Espanyol. L'àrbitre fou el Sr. Torrents i el partit anà així: 0-1 de Carmelo, empatà Coca (1-1) i marcà el 2-1 Domènech. Van jugar aquests homes:

Catalunya: Zamora, Solà, Galícia, Sanahuja, Pelaó II, Samitier, Cella, Domènech, V. Martínez, Coca i Gimeno
L'1 de febrer de 1920, aquest cop al camp del Barcelona, van tornar a jugar Catalunya i Biscàia. L'àrbitre fou el Sr. Timor i aquest cop Catalunya va guanyar amb un gol més de diferència: 3-1. S'avançaren els biscaïns per mitjà de Carmelo però empatà Domènech. Vicenç Martínez va augmentar el compte i Domènech va marcar novament.

Catalunya: Zamora, Solà, Galícia, Sanahuja, Pelaó II, Samitier, Cella, Domènech, V. Martínez, Gimeno i Alcántara
Al camp de l'Espanyol es van enfrontar el 6 de febrer de 1921, la selecció del Principat i la del Sud-oest de l'Estat francès. Es va avançar França Sud-oest mitjançant Bourbon. Alcántara i Domènech marcaren per partida doble i Mallorquí va fer un dels cinc gols catalans (5-1).

Catalunya: Bruguera, Amadeo, Montesinos, Torralba, Sancho, Alcázar, Mallorquí, Domènech, Samitier, Vinyals i Alcántara
El 9 de febrer es tornaren a enfrontar Catalunya i França Sud-oest al camp Indústria de l'Espanyol. Sancho va fer dos gols. Reduí distàncies Bourbon i col·locà el definitiu 3-1 el jugador Lluís Blanco. Jugaren:

Catalunya: Bruguera, Amadeo, Montesinos, Torralba, Sancho, Alcázar, Mallorquí, Domènech, Blanco, Vinyals i Sanahuja
Al camp de l'Espanyol jugaren també dos partits més Catalunya i Provença els dies 3 i 4 d'abril de 1921. El dia 3 amb arbitratge de Santiago Massana Catalunya va guanyar 4-0, amb els següents homes:

Provença: Van Ruymbecke, Brocard, Wiliox, Ulyse, L. Barnier, Jaumot, Mayen, P. Barnier, Santelli, Torta i Coti

Catalunya: Zamora, Amadeo, Montesinos, Tena I, Sanahuja (Cabedo), Carulla, Vinyals, Domènech, C. Gràcia, Mallorquí i Alcázar
El dia 4, amb Timer com a àrbitre, Catalunya va guanyar Provença per 1 a 0.
El Futbol Club Barcelona i la selecció es van tornar a enfrontar el dia 4 de setembre en un partit a benefici de les víctimes de la guerra del Marroc. Els gols (3-0) anaren a càrrec de Paulino Alcántara (2) i Climent Gràcia.

FC Barcelona: Zamora, Coma, Surroca, Torralba, Sancho, Samitier, Vinyals, V. Martínez, C. Gràcia, Alcántara i Martínez-Sagi

Catalunya: Bordoy (Europa), Subirana (Martinenc), Payà (Sabadell), Sanahuja (Inter), Gularons (Avenç), Tena I (Sabadell), Balart (Sabadell), Domènech (Sabadell), Roger (Avenç), Querol (Espanyol), Gil (Júpiter)

#### 1922-1924, dos nous campionats de la Copa Príncep d'Astúries[Partits 56 a 66]
El 1922 Catalunya jugà nous partits oficials de la Copa Príncep d'Astúries de futbol. Contra Guipúscoa, al camp Amute d'Irun, País Basc, davant 6.000 espectadors, es va fer el 18 (no el 19 com molts creien) de novembre un partit de quarts de final de la Copa Príncep d'Astúries de la temporada 22-23, arbitrat per Aranguren. Els quadribarrats van aconseguir guanyar per 0 a 3 amb gols de Samitier de penal al minut 19, C. Gràcia al minut 37 i Martí al 70.
Els internacionals eren:

Catalunya: Estruch, Canals, Montesinos, Torralba, Pelaó, Samitier, Pellicer, Piera, C. Gràcia, Martí i Sagi-Barba
La semifinal, en terreny enemic, de la Copa va arribar al camp del Molinón, Xixon, Astúries el 14 de gener de 1923. S'imposaren els asturians amb un gol de Zabala a manca de dos minuts per a la conclusió.

Astúries: Óscar, Germán, Comas, Bango, Meana, Corsino, Domingo, Bolada, Zabala, Barril i Antonio

Catalunya: Zamora, Planas, Surroca, Torralba, Sancho, Samitier, Tena II, V. Martínez, C. Gràcia, Carulla i Oliveras
El dia 25 de febrer de 1923 tingué lloc al camp de les Corts un homenatge a Joan Gamper, qui fou president, fundador i jugador del Barcelona. C. Gràcia va fer els dos gols locals i Barrachina els dels quadribarrats.

FC Barcelona. Pascual, Planas, Surroca, Torralba, Blanco, Samitier, Piera, V. Martínez, C. Gràcia, Alcántara i Sagi-Barba

Catalunya: Bota, Cabedo, Walter, Roca, Sancho, Mauricio, Rediu, Homs, Barrachina, Mauri i Galofré
Nou mesos més tard, al camp de les Corts es va fer un altre partit de la selecció. El 25 de novembre, en partit de quarts de final de la Copa Príncep d'Astúries, Catalunya va superar Guipúscoa (2-1). Olivella va fer els dos gols i l'exjugador de la selecció castellana René Petit va fer el gol guipuscoà. Catalunya jugà amb:

Catalunya: Zamora, Cabedo, Garrobé, Roca, Sancho, Carulla, Pellicer, Martí, Cros, Olivella i Sagi-Barba.
El camp de les Corts aplegà una gentada el 27 de gener de 1924 per veure el partit oficial entre Catalunya i Biscaia que havia de decidir qui passava a la final de la Copa. Martí, al minut 11, marcà el gol del partit (1-0) que ens donà l'accés a la final contra Castella.

Catalunya: Zamora, Planas, Garrobé, Trabal, Sancho, Carulla, Pellicer, Martí, Samitier, Tena II i Sagi-Barba

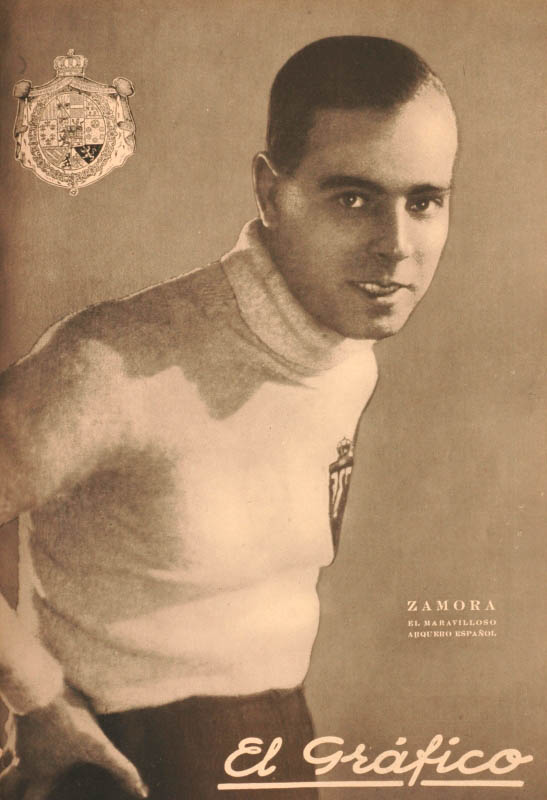
Zamora, un habitual de la selecció als anys 20.

La final es va disputar al camp de l'Athletic Club el 24 de febrer, dia que també jugaria la selecció dos partits més. El partit de Bilbao acabà amb empat a 4. Els gols catalans van ser marcats per Samitier (2), Piera i Sagi-Barba en el minut 18 de la pròrroga. Jugaren:

Castella: Martínez, Pololo, Quesada, Mejías, Mengotti, Gonzalo, De Miguel, Triana, Monjardín, Félix Pérez i Del Campo

Catalunya: Zamora, Planas, Surroca, Sanahuja, Sancho, Caicedo, Piera, Feliu, Samitier, Martí i Sagi-Barba
Com dèiem, el mateix 24 de febrer es van jugar dos partits més, d'homenatge a Gabriel Bau. El primer d'ells va ser a Badalona contra el conjunt local. Es va guanyar per 0-5 amb gols de C. Gràcia (2), V. Martínez, Mallorquí i Paulino Alcántara. Arbitrà Baonza. Catalunya jugà amb

Catalunya: Estruch, Canals, Cabedo, Torralba, Zabala, Bessas, González, V. Martínez, C. Gràcia, Alcántara i Mallorquí.
El dia 24 i també en homenatge a Bau es jugà un altre partit al camp de Sant Andreu de Barcelona enfront l'Avenç del Sport. Arbitrà Boxades i el partit acabà amb victòria dels internacionals catalans per 4 gols a 5.

Catalunya: Ferrando, Coma, Montesinos, Querol, Helvig, Ròdenas, Vilar, Navarrete, Lakatos, Mauri i Juanico (Mairlot)
El 26 de febrer es va jugar a Bilbao el partit de desempat de la final de la Copa Príncep d'Astúries entre castellans i nacionals. L'àrbitre Sánchez va veure com marcaven: 0-1 Carulla, 1-1 Monjardín, 2-1 Monjardín, 2-2 Samitier i 2-3 Piera. Catalunya tornava a ser campiona.

Castella: Martínez, Quesada, Olaso, Mengotti, Caballero, Álvarez, Muñagorri, Triana, Monjardín, Bernabeu i Del Campo

Catalunya: Zamora, Massagué, Montané, Sancho, Caicedo, Piera, Carulla, Samitier, Martí, Peidró i Sagi-Barba
El primer Catalunya-Espanya va tenir lloc el dia 13 de març de 1924 al camp de les Corts. El partit començà amb una forta xiulada del públic nacional al combinat estatal. La selecció espanyola usà grans jugadors que eren habituals de la selecció de Catalunya com José Luis Zabala, Vicenç Piera, Josep Samitier i Ricard Zamora mentre que cedí a la selecció nacional de Catalunya un porter asturià de trist record: Óscar. Guanyà Espanya 7 a 0. Arbitrà Llovera i es presentaren aquestes alineacions:

Catalunya: Óscar (Stadium Ovetense) (substituït per Estruch (Sab)), Massagué (Ter), Montesinos (Esp), Carulla (FCB), Sancho (FCB), Caicedo (Esp), Polo (Celta), Cros (Eur), Olariaga (Esp), Alcántara (FCB) i Sagi-Barba (FCB)

Espanya: Zamora (Esp), Rousse (AB), Acedo (AB), Meana (SG), Gamborena (RUI), Peña (AG), Piera (FCB), Samitier (FCB), Zabala (Esp), Laca (AB) i Chirri (AB)
En homenatge a Loredo (16.3.24), es va disputar al camp de Sarrià (Barcelona) un partit entre el RCD Espanyol i la selecció del país, la qual guanyaria per 4 a 5. Els gols foren de Zabala (3) i Llauger pel costat periquito i Piera, Samitier i Peidró (3) marcaren pels quadribarrats.

RCD Espanyol: Zamora, Canals, Trabal, Montesinos, Sanahuja, Caicedo, Olariaga, Llauger, Zabala, Mauri i Mallorquí

Catalunya: Bordoy (Europa), Saura (Gràcia), Moltó (Sants), Artisús (Europa), Molina (Gimnàstic València), Cortès (Gràcia), Piera (FCB), Samitier (FCB), Peidró (Gràcia), Polo (Celta de Vigo) i Chirri (Athletic Club)

#### 1925-1927, grans partits internacionals i de nou campions de la Copa Príncep d'Astúries[Partits 67 a 83]

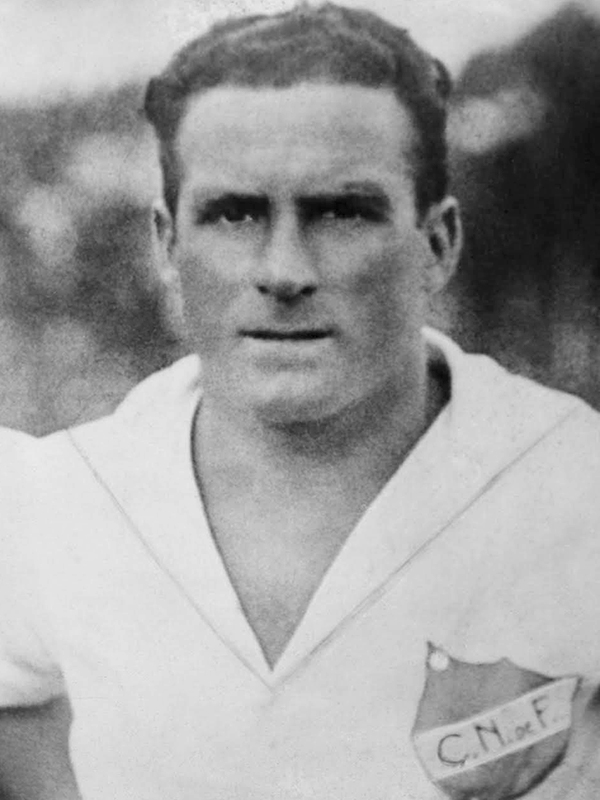
Héctor Scarone, una de les grans estrelles mundials del moment jugà contra Catalunya

L'any 1925 el famós club Nacional de Montevideo va fer una extensa gira europea de set mesos i 37 partits (de febrer a agost), d'aquesta manera aprofitaven la gran tirada d'Héctor Scarone i la resta de figures que s'havien proclamat campiones olímpiques amb la selecció de l'Uruguai. Després d'empatar el dia anterior a dos gols amb el Barça, el Nacional es va enfrontar a Catalunya el 13 d'abril de 1925 a les Corts. Catalunya en el primer partit de l'any va oferir una bona imatge davant 25.000 espectadors guanyant 2 a 1. Els gols a la primera part van ser obra de Sagi-Barba (1-0) i Samitier (2-0). A la segona va reduir distàncies Santos Urdinarán.

Catalunya: Sancho, Carulla, Artisus, Platko (porter), Serra, Alcoriza, Pellicer, Samitier, Cros, Olivella i Sagi-Barba
El 24 d'abril de 1925 La Vanguardia va anunciar un partit demanat per la Federació Francesa per a un combinat del sud-est de l'Estat veí. El 10 de maig, al camp del Guinardó, Barcelona, i sota arbitratge de Llovera, es disputà el partit que guanyà Catalunya 2 a 1. Van marcar els gols Manuel Cros (1-0), Kramer (1-1) i Vicenç Martínez (2-1). S'alinearen les seleccions d'aquesta manera:

Catalunya: Zamora, Massagué, Montané, Trabal, Zabala, Tena I, Pellicer, Sastre, Cros, V. Martínez i Alcázar

França Sud-est: Reynard, Hevit, Parkes, Cazal, Domergue, De Dieu, Dewaquez, Boyer, Kramer, Grut i Gallay
Abans d'acabar la seva gira a Galícia, els uruguaians del Nacional van tornar a passar per Catalunya i van jugar per segon cop contra la quadribarrada. El 12 de juliol i davant 30.000 espectadors, les Corts van ser testimoni d'un gran joc dels rivals, que es van imposar 0-4 amb gols de Tito Borjas, Scarone, Urdinarán i Cea.

Catalunya: Platko, Walter, Serra, Artisus, Sancho, Mauricio, Pellicer, Samitier, Cros, Piera (lesionat, substituït per Peiró) i Alcázar
La selecció tornà a jugar al mític Colombes de París l'1 de novembre de 1925, aquest cop enfront de la selecció de París. Segons l'àrbitre francès Vandewegaete, es marcaren aquests gols: 0-1 Samitier, 0-2 Cros, 1-2 Cordon, 1-3 V. Martínez i 2-3 (resultat definitiu) Maulene. Els millors nacionals van ser Montané i Ricard Zamora. La selecció parisenca era molt entusiasta però li faltava tècnica. Jugaren aquests homes:

Selecció de París: Chayrigues, Pallitz, Largenère, Dauphin, Maulene, Kenner, Gourdon, Cordon, Bolomey, Darquez i Dufour

Catalunya: Zamora, Saprissa, Montané, Trabal, Pelaó, Tena I, Piera, Samitier, Cros, V. Martínez i Sagi-Barba
Al camp de Sarrià es van enfrontar el 13 de desembre de 1925 Catalunya i Txecoslovàquia. L'àrbitre Christophe era belga, fet poc habitual portar un àrbitre estranger però elogiable per part dels organitzadors que el van contractar. Els txecoslovacs van avançar-se mitjançant un penal transformat per Schaffer, empatà també de penal el mític Sagi-Barba i donà la victòria Josep Samitier (2-1). Les alineacions foren:

Catalunya: Zamora, Serra, Montané, Trabal, Zabala, Mauricio, Piera, Oramas, Samitier, Alcántara i Sagi-Barba

Txecoslovàquia: Hochmann, Hojer, Perner, Kolenaty, Kada, Cerveny, Horejs, Novak, Schaffer, Dvoracek i Jelinek
A les Corts, Barcelona, es va disputar un nou partit enfront de la selecció de París el dia 16 de maig de 1926. Arbitrà Mariné i Catalunya es va passejar amb una golejada. 4-0. Gols: 1-0 Sastre, 2-0 Pedrol, 3-0 Sastre i 4-0 Broto.

Catalunya: Zamora, Serra, Montané, Tena I, Gularons, Tena II, Ventolrà, Mauri, Sastre, Broto i Pedrol

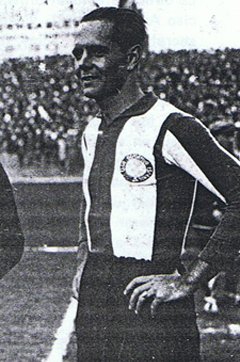
Ricardo Saprissa defensà Catalunya durant els anys 1920.

Al camp de l'Sparta de Praga es va disputar el 7 de juliol de 1926 un partit entre les estrelles de Txecoslovàquia i les Catalunya. Arbitrà l'austríac Hinler. Txecoslovàquia es va prendre la revenja del partit disputat l'any anterior. Hajny va fer dos gols però abans havia marcat Samitier (2-1).

Catalunya: Pedret, Serra, Montané, Tena I, Sancho, Mauricio, Piera, Samitier, Sastre, Broto i Pedrol
Per arrodonir la minigira europea, la selecció es desplaçà a Suïssa i per jugar el dia 11 de juliol contra la selecció de Zúric. Els internacionals catalans van ser arbitrats per Herrer, suís. Els gols anaren a càrrec de Pedrol als 6', Fink als 15', Sastre als 30', Samitier als 31', Perotti als 62', Broto als 77' i també als 81'. El resultat va ser de 2 a 5.

Catalunya: Pedret, Serra (Rini), Massagué, Tena I, Pelaó, Mauricio, Piera, Samitier, Sastre, Broto i Pedrol
L'any 1926 es tornà a disputar la Copa Príncep d'Astúries. Catalunya s'enfrontà a Astúries i en el partit d'anada va vèncer 0-2 amb gols de Broto als minuts 22 i 80. Es va jugar al camp d'El Molinón el 5 de setembre i l'àrbitre va ser Steimborn.

Catalunya: Pedret, Serra, Montané, Tena I, Pelaó, Mauricio, Piera, Samitier, Sastre, Broto i Sagi-Barba
Al camp del Guinardó es va fer el partit de tornada d'aquesta competició oficial el dia 19 de setembre. Steimborn arbitrà novament. S'avançà el combinat asturià mitjançant Avilesu al minut 5, empatà Forgas als deu minuts, el 2-1 el marcà Pellicer als 59', el 3-1 Paulino Alcántara als 79'. Tres minuts més tard Forgas feia el quart gol quadribarrat, a punt d'acabar Herrera va fer dos gols que van maquillar el resultat (4-3). Les alineacions foren:

Catalunya: Pedret, Serra, Massagué, Soligó, Pelaó, Tena I, Pellicer, Broto, Forgas, Alcántara i Sagi-Barba

Astúries: Benjamín (Picu), Quirós (Nico), Cuesta, Bango, Menéndez, Corsino, Matón, Avilesu, Herrera, Braulio i Argüelles
Catalunya s'enfrontà al CE Sabadell el dia 26 de setembre de 1926 al camp de la Creu Alta en homenatge a qui va ser gran jugador de la selecció, Cabedo. L'àrbitre va ser Ribé i els gols van ser marcats per: 0-1 Miquel, 0-2 Cros, 0-3 Gallart, 0-4 Cros, 1-4 Tena II, 2-4 Mota i 3-4 Tena II.

CE Sabadell: Estruch, Cabedo, Devesa, Pros, Carreras, Tena I, Domènech, Virgili, Mota, Tena II i Sangüesa

Catalunya: Palau (Gràcia), Serra (Europa), Pascual (Espanyol), Gámiz (Badalona), Pons (Sabadell), Miquel (FCB), Solé (Espanyol), Gallart (Gràcia), Cros (Europa), Tonijuan (FCB) i Oliveras (Sants)

Partit entre el xilè Colo-Colo i la selecció catalana el 1927

Guillermo Subiabre, l'estrella del Colo Colo

A les Corts de Barcelona es va disputar el 15 de maig de 1927 un nou partit contra Castella. Josep Sastre va marcar tres gols als minuts 8, 11 i 88. L'àrbitre va ser Cruella.

Catalunya: Llorens, Perelló, Massagué, Soligó, Roig, Mauricio, Sagi-Barba, Gallart, Sastre, Tena II i Alcázar
Catalunya s'enfrontà al Swansea de Gal·les en un partit que es va fer per construir un monument a la memòria de l'escriptor Miguel de Cervantes. Va ser a les Corts, el camp del Barça, el 29 de maig de 1927. Lewis i Pattmore avançaren els gal·lesos, però al minut 43 de la primera marcà Gallart. El marcador ja no es va moure durant la segona part.

Catalunya: Llorens, Montané (Massagué), Walter, Castillo, Martí, Mauricio, Gallart, Carpio, Sastre, Broto i Alcázar

FC Swansea: Fergusson, Woodward, Williams, Seymons, Collins, Lloyd, Thomas, Pattmore, Ricel, Lewis i Hills
A les Corts, el camp del Barça, el 9 de juny de 1927, Catalunya s'enfrontà al Colo Colo xilè. Després que Baonza fes sonar el xiulet inicial va ser Samitier al minut 1 qui va treure les teranyines de la porteria. Al minut 8 empatà el Colo Colo, però al 22 Muñoz aconseguia una momentània victòria dels xilens. Sagi-Barba marcà un nou gol per a la selecció al minut 40. Amb aquest resultat s'arribà al descans. A la represa marcaven primer Schneberger i després el nacional Sancho. Dos nous gols donaren la victòria al Colo Colo que retallà Samitier amb un gol al minut 80. 4 a 5 final. Van jugar aquestes formacions:

Catalunya: Llorens, Perelló, Massagué, Martí, Sancho (Roig), Tena I, Piera, Samitier, Olivella, Martínez i Sagi-Barba

Colo Colo: Cortés, Linford, Poirier, Morales, Saavedra, González, Grabo, Muñoz, Subiabre, Schneberger i Olguín
El 16 de juny a les Corts s'enfrontaren les seleccions de Catalunya i Brussel·les. Catalunya aconseguí una golejada molt important (9-0). Els gols foren marcats per Josep Sastre (4), Pep Samitier (3), Vicenç Piera i Tena II. Els protagonistes foren:

Catalunya: Llorens, Perelló, Massagué, Martí, Gularons, Carulla, Piera, Samitier, Sastre, Tena II i Sagi-Barba
El 10 de juliol es jugà un RCD Espanyol-Catalunya en homenatge a Josep Maria Canals i Casimir Mallorquí al camp de Sarrià. Els blanc-i-blaus van presentar el seu onze de gala amb homes com Ricard Zamora, Ricardo Saprissa, Ramon Trabal i Martí Ventolrà i van guanyar justament per 4 a 1 amb gols de Ventolrà, Bragulat i Oramas (2). Oliveras va fer el gol dels internacionals.

Catalunya: Casanovas, Serra, Montesinos, Tena I, Roig (Tomàs), Mauricio, Carpio, Gallart, Tena II, Martínez i Oliveras
Al camp Metropolitano de Madrid Catalunya va jugar contra Castella (anomenada Centre) el 27 d'octubre de 1927, un partit que significà una derrota sense pal·liatius: 4-0. Catalunya alineà els següents jugadors: 

Catalunya: Florenza, Serra, Massagué, Martí, Pelaó, Mauricio, Piera, Samitier, Sastre, Sagi-Barba i Oliveras

#### 1928-1930, inauguració de l'estadi de Montjuïc[Partits 84 a 95]
El diumenge 6 de maig de 1928 hi hagué partit de la selecció catalana. Al camp del FC Martinenc, es va fer un homenatge al jugador Josep Prat, qui moriria el dia 11 de febrer de 1929. El Martinenc i la selecció absoluta de futbol (3-2) van oposar-se després d'altres partits. Primer hi va haver un partit d'infantils entre l'Espanyol i el Martinenc que els de Sarrià van guanyar per 4-1, després bàsquet de luxe entre la selecció del Principat i el Martinenc (venceren els quadribarrats pel marcador de 14 a 30 punts), finalment saltaren els primers equips de futbol que oferiren un joc molt vistós, mogut i igualat. La selecció, tot i ser poc regular en les seves aparicions, meravellà per la compenetració en el joc d'equip dels quadribarrats. L'àrbitre fou el Sr. Bau, que va estar correcte. Alineacions:

Catalunya (de blanc): Llorens (Barça), Balet (Sant Andreu), Simó (Terrassa), Ponts (Terrassa), Griera (Terrassa), Puig (Sants), Ciòrdia (Europa), Mota (Sabadell), Prat (Sant Andreu), Comes I (Espanyol).

FC Martinenc (de roig): Prat, Marin, Bracons, Camorera, Colomines, Calvet, Lapena, Cases, Monleon, Rubio, Fandos.
La Federació va comunicar a l'Associació de Futbol de Lisboa el novembre de 1928 la impossibilitat d'acceptar els partits proposats entre les seleccions de Catalunya i Lisboa.
El 17 de març de 1929, es disputa un partit d'homenatge a Patrici Caicedo entre l'Espanyol i la selecció. La Comissió organitzadora havia procurat presentar el millor conjunt, ja que la majoria dels partits de la selecció nacional no resultaven per manca de coneixement del joc. S'anunciava en l'equip de la selecció nacional una potent base de la UE Sants que tant s'havia distingit en el Torneig de Promoció d'aquell any. També hi havia jugadors del CE Europa i el CE Júpiter com ara Gámiz, Mauricio i Mañé. Els populars preus per al partit benèfic i d'homenatge es posaven a la venda a les oficines de l'Espanyol i al Bar Esquerra. El dia 17 de març de 1929 es va jugar el partit que els blanc-i-blaus guanyarien a la selecció per 5 a 1 a Sarrià. L'Espanyol va rebre la visita de la selecció, que va sortir golejada. Miró va fer l'únic gol dels internacionals catalans, a passada de Pausàs. Era el 2-1 i encara faltaven 30 minuts per al final, però s'havia d'imposar l'Espanyol. La selecció feu un gran joc durant algunes fases, però es va veure impotent per vèncer el club periquito. Els equips van presentar les següents alineacions:

RCD Espanyol: Solà, Saprissa, González, Trabal (Kaiser), Patrici Caicedo (Duran), Tena I, Prat, Broto, Oramas, Valls i Juvé

Catalunya: Mañé, Torredeflot I, Olm, Gámiz, Larosa, Mauricio, Pausàs, Calvet, Miró, Pous i Landa
El 12 de maig de 1929 es va fer al camp de les Corts un partit d'homenatge a Lluís Bru i Masipó entre el Barça i la selecció del país. El resultat fou de 2 a 1 amb dos gols blaugranes de Sastre i un quadribarrat d'Oramas. Dels seleccionats, s'ha de destacar el paper exercit per Gallart, Ramonzuelo i Florenza. En canvi, Serra i Cruz no van tenir el seu dia.

FC Barcelona: Uriach, Saura, Bussot, Obiols, Guzmán, Pedrol, Piera, Sastre, Campabadal, Garcia i Sagi-Barba

Catalunya: Florenza, Serra, Cruz, Trabal, Layola, Tena I, Gallart, Ramonzuelo, Oramas, Broto i Colls

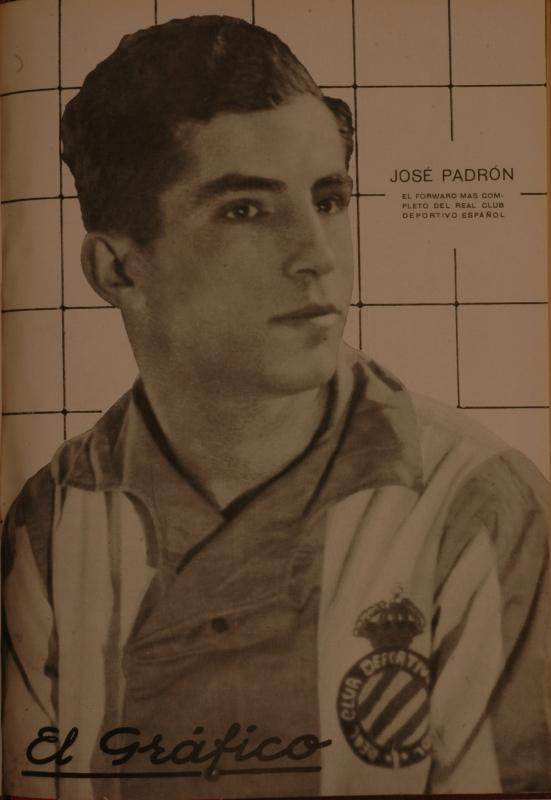
José Padrón defensà Catalunya davant el Bolton Wanderers.

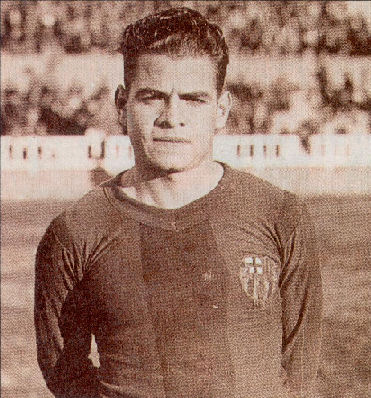
Manuel Parera fou internacional català durant els anys 20 i 30.

El 20 de maig de 1929 per inaugurar l'estadi de Montjuïc que set dècades més tard passaria a anomenar-se Estadi Olímpic Lluís Companys, es disputà el partit Catalunya-Bolton Wanderers (4-0). El dia 5 de maig el diari La Publicitat parlava del futur partit amb el Bolton i reclamava que no tornés a passar que "tot i ésser terra de bons jugadors, els nostres equips representatius sempre resultaven una barreja sense suc ni bruc que donaven una pobríssima impressió de conjunt, més per la desorientació dels qui els combinaven que no pas per manca de voluntat." Això feu que els equips de la selecció catalana fossin mal vists pel públic i que cansat d'espectacles depriments, s'allunyés d'aquesta mena d'exhibicions. La contractació de l'equip anglès costà unes 76.000 pessetes. Havia d'entrenar la selecció en aquesta ocasió el Sr. Heilein del CE Europa. El dia del partit l'Estadi era ple, amb 63.000 persones segons La Publicitat. Altres fonts parlaven de 80.000 espectadors. Es veu que va assistir-hi el rei espanyol i la seva família. Es parlava d'expectació frenètica i s'afegia que "L'espectacle de l'Estadi de Montjuïc ahir a la tarda, ple d'aquella multitud compacta, només el poden presentar els grans pobles, els pobles amb empenta per assolir tot el que es proposin, els pobles capaços d'acomplir tots els destins, per alts que siguin (...) dies grans i de glòria per a Catalunya". Els gols van ser marcats per Josep Samitier als minuts 1 i 5, Martí Ventolrà al 50 i Manuel Parera al 55. Un gran partit, amb joc, espectacle i gols: 4-0!

Catalunya: Zamora, Walter, Alcoriza, Martí, Solé, Castillo, Ventolrà, Samitier, Cros, Padrón i Parera I

Bolton Wanderers: Gill, Hawort, Finney, Themborn, Seddan, Nuthall, Clelland, Gibson, Butler, Blackmore i Cook
El dia 30 de juny del 1929 es va fer un partit entre el Club de Futbol Badalona, el campió del torneig de classificació, i la selecció nacional (0-0), en just homenatge a Genís Viñas, que fou gran jugador de l'equip blau.

Catalunya: Casanovas (Sants), Ferrer (lliure), Pueyo (lliure), Layola (Europa), Sancho (lliure), Iranzo (Europa), Diego (Júpiter), Ferré (lliure), Valls (lliure), Bosch (FCB) i Soligó (Europa)
El 14 de juliol es va disputar el partit UE Sants - Catalunya (3-4) en homenatge a Josep Guixà. En aquest partit s'acomiadà de l'afició el jugador del Sants Carles Oliveras. La selecció nacional jugà amb la base del Barça, reforçada per jugadors de Badalona, Sabadell, Europa i Gràcia. El joc fou ofensiu per ambdues parts al llarg de tot el matx. En el descans el resultat era de 0-0. El gol de l'1-0 fou de Calvet. L'1-1 de Castro arribà deu minuts després. L'1-2 de Castro feu entrar la pilota per l'angle dret de la porteria blanc-i-verda. Amb l'1-3, Castro aconseguia el hat-trick. Piera marcà l'1-4 abans dels dos darrers gols. El resultat final fou de 3 gols a 4. En el partit d'homenatge al president del Sants i a les ordres del col·legiat Espelta, els equips s'arrengleraren així:

UE Sants: Casanovas, De Mur, Olm, Obiols, Duran, Pausàs, Cuchy, Calvet II, Miró (Garcia), Pons, Oliveras (Obiols)

Catalunya: Ros (Sants), Melenchón (Gràcia), Saura (Barcelona), Calvet I (Martinenc), Piera (Barcelona), Carol (Badalona), Diego (Barcelona), Castro (Badalona), Campabadal (Barcelona), Martínez-Sagi (Alfons XIII) i Parera I (Barcelona)
El 8 d'agost de 1929 es va jugar un partit a benefici de l'Hospital Clínic entre dues seleccions malgrat que cap volgué agafar el nom de Catalunya. Seria una mena de partit entre 'probables' i 'possibles' com en el partit ja ressenyat de setembre de 1903.
Es tenia la intenció de fer un partit entre Catalunya i una selecció d'Europa central o d'Itàlia per inaugurar oficialment la temporada 29-30 cap al 15 d'agost. En lloc seu, es jugaran un Iluro de Mataró-Catalunya i un Barcelona-Europa. Així doncs, a Mataró, en homenatge al jugador Víctor Comes, una forta selecció s'enfrontà contra els locals. Al descans el resultat era de 2 a 2. A la segona part Ravell va fer el gol definitiu que permetia a l'Iluro adjudicar-se la victòria contra la selecció nacional.

Iluro: Terròs, Mas, Comes, Roig, Lleonard, Bentanachs, Corrons, Ravell (gol), Ablanedo (gol) i Tayeda (gol)

Catalunya: Guasch, Roure, Olm, Berdié, Sancho, Gironès, Prat, Coromines, Coll (dos gols), Blanes i Aguilera
El 22 d'agost del 29 Gaspar Rubio, del Madrid, tot i estar malalt, volia acompanyar el madridista Cabo i formar part de la selecció nacional en el partit del 25 d'agost en homenatge a Bruno, el popular conserge del Gràcia. Altres jugadors que s'havien adherit eren Montesinos (Saragossa), Albor (Cultural Lleonesa), Vidal i Bertran (Castelló). El partit Gràcia-Catalunya registrà el resultat de 2 a 5 el 25 d'agost de 1929.

FC Gràcia: Blanco, Cortès, Soler, Alemany, Sancho, Cruselles, Piñero, Llopis, Carmona, Bernal i Perona

Catalunya: Cabo (R. Madrid), Vidal (Castelló), Sorribes (Iberia Saragossa), Obiols (Europa), Abad (Sevilla), Calvet (Sants), Agustí (Murcia), Castro (Badalona), Rubio (R. Madrid), Peiró (Murcia) i Sans
La Publicitat deia el 4 de juny de 1930: "La nostra Federació, que es troba amb tants jugadors forans inscrits, ha acordat, com no es podia esperar altra cosa, prescindir de tots ells per a aquests partits (contra el País Basc) i seleccionar únicament els que tenen un caràcter netament catalanesc". Catalunya va jugar el 8 de juny a tres quarts de cinc de la tarda al camp de Montjuïc. El futbol formà part d'un espectacle conjunt amb el partit de rugbi Principat-Llenguadoc/Rosselló. En el cas del futbol, Catalunya 0 - País Basc 1 va ser el resultat del partit, amb jugadors visitants de: Sant Sebastià, Vitòria, Bilbao, Irun... L'únic gol va ser marcat per Gorostiza (0-1). Aquell dia van assistir al matx més de 45.000 persones. Després, en un sopar, les seleccions principatines de futbol i de rugbi, més la basca de futbol i la nord-catalana de rugbi, corejaren amb entusiasme La Santa Espina, Gernikako Arbola i La Madelon.

Catalunya: Jugà de blanc amb Zamora, De Mur, Alcoriza, Tena I, Guzmán, Castillo, Ventolrà, Gallart, Samitier, Arnau i Parera I

País Basc: Jugà de vermell amb Blasco, Ciriaco, Quincoces, Roberto, Ayestaran, Amadeo, Bienzobas, Bata, Olivares, Albéniz i Gorostiza
A Saragossa, el 22 de juny de 1930 es va fer un partit en homenatge a Rini. Els aragonesos van vèncer 3 a 1 amb tres gols de Burillo i el de l'honor a càrrec d'Álamo.

Catalunya: Jaumandreu (Iberia Saragossa), Portas (Espanyol), De Mur (Espanyol), Tonijuan (Espanyol), Sancho (Iluro), Moliné (Espanyol), Piera (Barcelona), A. Garcia (Barcelona), Álamo (Espanyol), Zamoreta (Espanyol) i M. Garcia (Barcelona)
A final de juny de 1930 es va saber que es preparava per al 6 de juliol un partit entre la selecció nacional de Catalunya i la del nord d'Itàlia, finalment es va anul·lar el partit. Un temps després, el 7 de setembre de 1930, hi va haver un partit de la selecció a Badalona. Es van enfrontar el Badalona (que va guanyar 2-0) i la quadribarrada. El motiu fou l'homenatge a Lluís Blanco, fins aquell moment entrenador de l'equip de la costa. A la selecció hi figuraven nombrosos jugadors del CE Sabadell i també valuosos elements de l'Espanyol com Bosch i Trabal. L'àrbitre del matx a Badalona fou el Sr. Vingut.
Per la festa barcelonina de la Mare de Déu de la Mercè de l'any 1930 es va disputar un partit de la selecció contra els castellans. El partit del 24 de setembre s'anunciava de benefici a favor de la futura Mútua Esportiva, de la família del dissortat jugador vilanoví Gimeno i de l'Asil de Sant Joan de Déu. Guanyà Catalaunya per 3 a 0. Els gols quadribarrats arribaren als 24' (Ventolrà), 57' (Goiburu) i 70' (Arocha). Després del partit es va fer un sopar. El directiu de l'Europa Sr. Massoni anuncià que el seu club cedia la part de recaptació a què tenia dret i després dels aplaudiments, cantà, tan finament com ell sabia fer-ho: "La taverna d'en Mallol" i "Ai, ai, ai".

Catalunya: Zamora, Saprissa, Alcoriza, Martí, Guzmán, Cristià, Ventolrà, Goiburu, Samitier, Arocha i Sagi-Barba
Fora de palmarès, direm que l'any 1930 un combinat català format pel Barça i l'Europa, inaugura el camp del Wisla Cracòvia de Polònia.

#### 1931-1933, temps de República[Partits 97 a 119]
El dia 1 de gener de 1931 l'equip català va quedar reduït a nou jugadors, per lesions de Samitier i Tena II. El resultat a San Mamés va ser de 3 a 2, gols de Samitier i Arocha.

Catalunya: Cabo, Zabalo, Mas, Martí, Solé, Tena I, Diego, Tena II, Samitier (Bestit I), Arocha i Bosch
El 6 de gener es va jugar al camp madrileny de Chamartín un partit entre Catalunya i Castella. La selecció nacional utilitzà un jersei blanc amb pantalons negres mentre que Castella utilitzà un jersei lila i pantalons blaus. El gol català fou marcat per Sagi-Barba al minut 84. Abans havia marcat Marín. Resultat final d'empat a 1.

Catalunya: Florenza, Saprissa, Vigueras, Obiols, Solé, Tena I, Diego, Sastre, Forgas, Bosch i Sagi-Barba
Al camp de les Corts es va jugar el 4 de juny de 1931, dos dies abans de l'CE Europa-Catalunya, un partit entre el Principat i la selecció de Praga, aleshores txecoslovaca, que tenia un equipàs amb homes com Planicka, Cambal, Svoboda i Puc. Arbitrà Llovera i va vèncer la selecció quadribarrada amb un gol d'Arocha (1-0).

Catalunya: Florenza (Casanovas), Zabalo, Mas, Pausàs, Martí, Guzmán, Piera, Goiburu, Arocha, Ramon i Juvé

Selecció de Praga: Planicka, Zeniseck, Novak, Vadicka, Sinjorsky, Cenizeck, Junek, Cembal, Svoboda, Puc i Jaska
El dia 6 de juny de 1931 es va fer l'homenatge a Antoni Alcàzar amb un partit entre l'Europa i la selecció nacional. En aquesta ocasió els quadribarrats van disposar dels jugadors del Barça, l'Espanyol, el Sabadell i el Júpiter (2-3). El partit es va fer al camp del Guinardó, a benefici de l'Hospital Sant Llàtzer, per a leprosos. Els gols anaren així: 0-1 Ventolrà, 1-1 Cros, 1-2 Arocha, 2-2 Miró, 2-3 Ventolrà.

Catalunya: Aznar, Saprissa, Moliné, Trabal, Font, Codina, Pitus Prat, Ventolrà, Sastre, Arocha i Sagi-Barba
Al camp Buenos Aires de Mallorca es van jugar dos partits entre el Reial Club Deportiu Mallorca i la selecció del Principat els dies 28 i 29 de juny de 1931. En el primer partit Catalunya va guanyar Catalunya per un gol a quatre. El gol vermell el marcà Pizà i els quadribarrats Peiró (2), Escrig i Edelmiro. Miquel va fer d'àrbitre. Catalunya alineà:

Catalunya: Cabo, Saura, Portas, Obiols, Solé, Moliné, Ramonzuelo, Escrig, Edelmiro, Peiró i Parera I
En el segon partit, el del dia 29, guanyaren els mallorquinistes per 3-0, era la revenja.
A Castelló es va jugar el 10 de juliol de 1931 un partit entre el club dels coneguts com a "orelluts" i la selecció. Els gols blanc-i-negres foren marcats per Bertran (3) i Moya mentre que pels principatins anotà Zabala dues vegades (4-2).

Catalunya: Uriach, Saura, Zabalo, López, Guzmán, Arocha, Piera, Goiburu, Zabala, Padrón i Bellés
Al camp de Vallejo de València, el 25 de juliol van jugar el Gimnàstic de València i Catalunya. El resultat fou 2 a 1 amb gols de Vilaplana, Peiró i Torres.

Catalunya: Cabo, Portas, Orriols, Gámiz, Itarte, Besolí, Ramonzuelo, Roig, Edelmiro, Bosch i Peiró
Al camp de Vallejo de València, el 26 de juliol van tornar a jugar el Gimnàstic de València i Catalunya. El resultat fou 3 a 1 amb gols de Vilaplana de penal, Almela, Pradas i Ramonzuelo el 0-1.

Catalunya: Cabo (Llopis), Orriols, Gámiz, Itarte, Besolí, Antonio, Ramonzuelo, Roig, Edelmiro, Peidró i Peiró
Al camp Galileu de Barcelona es va jugar aquest partit d'homenatge a Jesús Pedret el dia 9 d'agost. El partit acabà 2 a 5 i marcaren les dianes per aquest ordre: Escolà I, Calvet, Gallart, Gironès, Besolí II, Torredeflot II i altre cop Calvet. Ramon Escolà donà la copa al vencedor. Abans se'n jugà un altre entre el Joventut Ardits FC i Foment FC de Molins de Rei.

Catalunya: Aznar, Orriols, Moliné, Besolí, Solé, Pausàs, Torredeflot II, Gallart, Escolà I, Calvet i Fandós
El 6 d'abril de 1932, al camp de Les Corts s'organitzà un partit de preparació per al següent davant la selecció Centre amb el Badalona amb resultat final de 4-1. Els gols de la selecció els van marcar tots a la primera part Sami en jugada personal, Espuny en pròpia porta, Ramon al rematar un córner i Arocha de falta directa. El gol del Badalona arribà al segon temps i de penal.

Catalunya: Nogués, Zabalo, Blanch, Arnau, Solé, Cristià, Prat, Samitier, Arocha, Ramon i Juvé
El 14 d'abril de 1932 a Montjuïc (Barcelona), s'enfrontaren Catalunya i Centre. Era seleccionador català Josep Torrents i el català Ricard Zamora va defensar el marc castellà, però no va poder evitar un gol de Josep Samitier, que igualava el gol fet per Losada al minut 8 (1 a 1). Per preparar el partit contra Castella, vuit dies abans s'havia jugat a les Corts un partit entre el primer equip del Badalona i la selecció.

Catalunya: Nogués, Zabalo, Alcoriza, Arnau, Solé, Cristià, Pitus Prat, Samitier, Arocha, Ramon i Juvé
En partit d'homenatge a Carles Oliveras, es van tornar a enfrontar els blanc-i-verds de la Unió Esportiva Sants i la selecció nacional al camp Galileu el 16 de maig. La selecció va guanyar per 0-2 amb gols de Calvet i Del Campo en pròpia porta.

Catalunya: Casanovas, De Mur, Sorribas, Besolí, Sancho, Larrasa, Pons, Sospedra, Calvet, Escolà I i Fandós
El divendres 24 de juny, al camp de la Creu Alta de Sabadell es va fer un partit d'homenatge a l'exjugador del Centre d'Esports Sabadell i del RCD Espanyol Tena I. S'avançà el Sabadell amb gol de Garreta, però la selecció remuntà abans del descans mitjançant 2 gols de Sastre i Sagi-Barba. Al segon temps Helguera establí el definitiu empat a 2.

Catalunya: Zamora, Arater, Vilalta, Trabal, Pons, Castillo, Sangüesa, Tena II, Sastre, Puig i Sagi-Barba.

Sabadell: Linares, Oro, Giner, Martí, V. Gràcia, Tena I, Helguera, Barri, Garreta, Jaso i Esteve

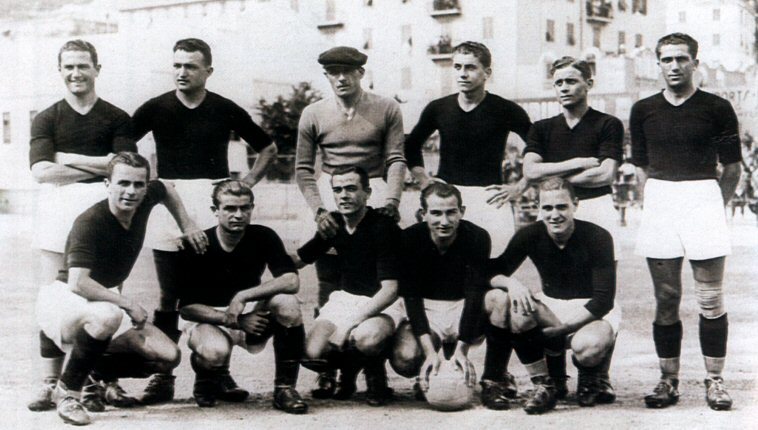
Equip del Torino de la temporada 1935-36. El 1932 jugà enfront Catalunya

El mateix dia i l'endemà es disputaren dos partits entre el Barça i la selecció nacional basca. El tercer dia, és a dir el 26, s'enfrontaren Catalunya i Torino FC, equip que va alinear 8 internacionals per Itàlia, entre ells grans figures com Adolfo Baloncieri i Julio Libonatti. Així anà el partit: 1-0 Zabalo de penal, 1-1 Alcoriza (pp) als 69', Juvé va fer el 2-1 als 75', 3-1 Goiburu als 81' i finalment Baloncieri marcà el 3 a 2 definitiu.. A les Corts els equips s'arrengleraren així:

Catalunya: Nogués (Florenza), Zabalo, Alcoriza, Martí, Solé, Arnau, Pitus Prat, Goiburu, Gual, Bosch i Juvé

AC Torino: Bosia (Maina), Zanelli, Martin II, Janni, Ardizzone, Martin III, Prato, Baloncieri, Libonatti, Rossetti i Bertolo
La Federació Catalana de Futbol gestionava el març de 1933 que el West Ham United FC vingués a jugar el mes de juny a Barcelona, a profit de la Lliga Amateur. El 2 d'abril de 1933 es va fer un partit a profit dels hospitals de Barcelona entre la selecció nacional de Catalunya i el Club Atlético de Madrid (2-0) i les Corts es van omplir a vessar. Toresky va fer el xut d'honor davant dels capitans Marín i Alcántara. Hi havia una forta base del Barça i a més s'havien sol·licitat Cristià, Arater, Edelmiro -a l'Espanyol- i Morral i Duran -al Sabadell-. El joc català va anar de menys a més, cada cop més coordinats els jugadors i amb més guspira (allò que els esnobs en diuen "punch"). Les bones combinacions entre els culers Alcántara i Sastre van rivalitzar amb les fetes entre els blanc-i-vermells Marín i Guijarro. Els dríblings de Rubio i les ocasions de Valls i Alcántara van ser el més destacat de la primera part. En el descans, els matalassers van canviar Olaso i Castillo per Corral i Antoñito mentre que els catalans representants van substituir Joan Rafa, Agustí Sancho i Agustí Layola per Francesc Alcoriza, Ramon Guzman i Santos. D'aquesta manera, el joc es va fer encara més interessant. Vuit minuts després de la represa, Pascual feia el primer gol català després d'una jugada entre Alcántara i Sastre i la posterior errada en defensa d'Anatol. Alcántara, Sastre, Pascual i Goiburu van continuar superant el porter, però els gols van ser evitats per la defensa en última instància, amb l'arquer ja batut. Poc abans d'acabar el partit, Sastre controlava l'esfèrica, s'endinsava en la defensa rival i la clavava per l'escaire. Era el 2-0 i poc després l'àrbitre Comorera xiulava el final.

Catalunya: Nogués, Arater, Rafa (Alcoriza), Arnau, Sancho (Guzman), Layola (Santos), Valls, Goiburu, Sastre, Alcántara i Pascual

Atlètic de Madrid: Pacheco, Anatol, Olaso (Corral), Rey, Castillo (Antoñito), Vigueras, Marín, Guijarro, Rubio, Buiria i Costa.
El dissabte 24 de juny, a Sabadell es va disputar un CE Sabadell-Catalunya (4-2) en homenatge al defensa de l'equip local Giner. Els millors de la selecció van ser Manuel Oro, Gual, Ros, Parera I i Alat. L'1-0 fou obra de Bertran, en combinació amb Calvet i Esteve. El 2-0 el marcà Calvet de cap, a passada d'en Mota. El tercer gol arlequinat fou també el segon de Bertran, després d'escapar-se ràpidament dels internacionals quadribarrats. A la segona part hi hagué domini de la selecció nacional de Catalunya. Els millors gols del partit no foren altres que els de la selecció, com reflecteixen les cròniques de l'època. El 3-1 fou cosa de Gual i el 3-2 anà signat per Parera I. Semblava que el resultat no variaria, però vet aquí que, a les acaballes del partit, Calvet entrà el quart. Els equips van presentar les següents alineacions:

CE Sabadell: Forniés, Morral, Giner, Ponç, V. Gràcia, Mota, Sangüesa, Bertran, Calvet, Rubies i Esteve.

Catalunya: Ros (Palafrugell), Oro (Espanyol), Giner II, Ferrer, Abad (Sevilla), Trullàs (Logroño), Ventolrà II, Costa (FCB), Gual (Llevant), Carmona (Granollers) i Parera I (FCB).
El diumenge 2 de juliol de 1933, a Sabadell, es va disputar un Sabadell-Catalunya (1-3) en homenatge al notable porter de l'equip arlequinat Masip. L'àrbitre fou Santiago i el Sabadell va repetir deu dels onze homes que li havien donat la victòria contra la selecció en el matx d'homenatge a Giner. Aquest cop la sort es decantà pel costat quadribarrat i a la mitja part del partit el resultat continuava igualat (1-1) amb gols de Rubies i l'internacional Cabaner. Després marcaren Cabaner i Massó. Els equips van presentar les següents alineacions:

CE Sabadell: Forniés, Morral, Giner, Ponç, V. Gràcia, Mota, Sangüesa, Bertran, Crespo, Rubies i Esteve

Catalunya: Roca, Vilar, Alba, Queralt, Colungo, Font, Oliver, Casablanques, Massó, Tricuera i Cabaner
El 16 de juliol de 1933 tingué lloc el partit d'homenatge a Cabo (jugador del FC Martinenc que abans havia jugat a equips com l'Espanyol, el CF Badalona i el Madrid). Al terreny de joc de Can Ràbia (Barcelona), es realitzà un enfrontament entre la selecció nacional de Catalunya i el conjunt de les ocasions anomenat Equip Blanc, que era com una selecció catalana de menys categoria. Els gols foren: 0-1 Calvet, 1-1 Cros a centre de Ventura, descans, 2-1 Cros de nou, 2-2 Saprissa en pròpia porta, 3-2 al minut 80 amb el hat-trick signat per Cros. L'àrbitre del partit de futbol fou Caminal. Els equips van presentar les següents alineacions (La selecció vestia de blau i el seu rival de blanc):

Catalunya: Cabo, Saprissa, Vigueras, Tonijoan, Itarte, Murata, Ventura, Goiburu, Cros, Padrón i Esteve. A la segona part Gómez va entrar per Ventura.

Equip Blanc: Ros, Villacampa, Torredeflot I, Soligó, Abat, Bertolí, Piera, Gallart, Calvet, Escrig i Gros.
El 30 de juliol de 1933, al camp del carrer Galileu, hi hagué l'homenatge a Frederic Frederic Soligó (UE Sants), un dels homes que també havia format part de partits de l'Equip Blanc. Primer es va jugar un partit de veterans entre el Sants i el Martinenc, de resultat aclaparador: 8-1 a favor del club local. Tot seguit, el plat fort: UE Sants contra la selecció absoluta de Catalunya, que acabaria amb 2-1 per a l'equip de l'homenatjat. El setmanari La Rambla deia el dia 31 que "seguidament, en aparèixer al camp l'homenatjat Soligó, seguit del Sants i de la selecció, fou objecte d'una gran ovació." L'únic gol quadribarrat arribà al minut 51 de joc, mitjançant Escolà II. Els equips van presentar les següents alineacions:

UE Sants: Iñesta, Soligó (Villacampa), Torredeflot I, Torredeflot II, León (Vela), Burguete, Busquets, Costa, Escolà I, Folch i Gironès

Catalunya: Llorens, Itarte, Alcoriza, Bertolí, Abat, Cros, Piera, Besolí, Ventolrà, Escolà II i Fandos
El dia 15 d'agost de 1933, la selecció absoluta masculina de futbol va jugar un partit a Sant Martí. El matx havia de servir d'homenatge al ciclista Josep Cebrian Ferrer a través de l'enfrontament del Futbol Club Martinenc i la selecció nacional de Catalunya.
El 19 d'agost de 1933 es va jugar un nou partit de futbol de la selecció contra el Centre d'Esports Malgrat, va ser en aquesta població, que celebrava la seva Festa Major. Van arbitrar els futbolistes Arocha i Perera. El resultat fou 5 a 4 per als locals.

CE Malgrat: Garcia, Barcons, Robert, Perera, Aguilar, Mercader, Pérez, Suárez, Vallverdú, Calatayud i Satué

Catalunya: Montserrat, Julio, Saura, Dolç, Requesens, López, Bover, Calvet, Gual, Cros i Martínez
El 20 d'agost de 1933, a Sant Martí es va fer un homenatge a Altés. Es tractava d'un nou partit de la selecció nacional, que presentà una formació molt compenetrada. Segons sembla, el defensa quadribarrat Botella ho escombrava tot, la línia de mig camp s'entenia molt bé i Artigas i Domènech van fer guanyar el partit. El resultat fou 3 a 5. Els tres gols del Martinenc van ser a la primera part i els cinc gols de la selecció els marcà Artigas. El partit va presentar aquests equips:

FC Martinenc: Petrús, Portabella, Vinyes, Altés, Moreno, Flequer, Munuera, Sales, Vila I, Vila II i Fandos (més Garcia, Prats i Bayó a la segona part)

Catalunya: Ros (Palafrugell), Lledó (Granollers), Botella (Oviedo), Brió (Horta), Layola (Espanyol), Serra (Espanyol), Pons (Iluro), Artigas (Barcelona), Cros (Espanyol), Prats (Martinenc), Domènech (Espanyol) (Morrajas, segona part)
A l'estadi de Sarrià, es va disputar un interessant Catalunya-Selecció de Budapest el dia 27 d'agost. El partit es va fer a favor de la Lliga Amateur, és a dir, del futbol modest. Els gols van ser marcats per Pere Solé, Ángel Arocha, Dudas i Crisant Bosch als minuts 5, 41, 49 i 75. El resultat fou de 3 a 1 per als catalans. Contra els hongaresos, el seleccionador Josep Torrents va fer jugar aquests homes:

Catalunya: Nogués, Zabalo, Mas (Alcoriza), Arnau, Solé, Cristià, Pitus Prat, Edelmiro, Arocha, Ramon (Goiburu) i Bosch

Selecció de Budapest: Ujvari (Hungaria), Egri (Somogy), Kiss (Ujpest), Sebes (Hungaria), Kalmar (Hungaria), Magyar (III Ker), Szego (Hungaria), Kardos (Hungaria), Turay (Ferencvarosi), Dudas (Ujpest) i Titkos (Hungaria)

#### 1934-1936, segon Catalunya-Espanya[Partits 120 a 137]
La Federació Espanyola va prohibir la celebració d'un partit que havien de celebrar una selecció de jugadors que havien tingut la pensada d'agrupar-se i desplaçar-se al Marroc francès a títol de gran selecció i la majoria d'ells penjant-se les medalles de "setze vegades internacional", "competidor de Zamora", etc. Malgrat la prohibició, la selecció catalana jugà un partit que acabà amb el resultat d'empat a dos gols. A la premsa marroquina el partit es presentà de la següent forma: "Els dirigents de l'Stade i de l'Olympique ens van comunicar anit la bona notícia de l'arribada dels internacionals Miquel, Vela, Rubies Cruz i Ballester, amb la selecció de Catalunya. Es tracta, doncs, d'un equip de primer pla, el qual aplaudirem diumenge vinent contra l'Olympique Marocain i dilluns davant l'Stade Marocain. Podem avui presentar la formació completa i definitiva de la selecció nacional catalana:
- Miquel (Barcelona): 22 anys. Rival de Zamora en el lloc de porter de la selecció d'Espanya. Posseeix, a més d'altres especialitats esportives, entre elles la de ser recordista estatal dels 50 metres, natació lliure.
- Roure (Sabadell): 25 anys. Dues vegades internacional. Defensa ferm i sòlid.
- Oro: 24 anys. Jugador titular del C. D. Espanyol, molt popular a Espanya, que forma una línia perfecta amb Roure, amb el qual s'ha alineat freqüentment.
- Franco (Espanyol): 27 anys. Suplent de l'equip nacional en el lloc de mig dreta.
- Vela (Barcelona): 26 anys. Mig centre de gran valor. Setze vegades internacional. Figurava en l'equip que va batre el d'Anglaterra per 4 a 3 i el de França per 8 a 0.
- Llata (Barcelona): 21 anys. Titular de l'equip nacional. Molt lluitador i acrobàtic.
- Avellanos (Espanyol). 24 anys. Extrem molt ràpid i perillós. Campió de Catalunya dels 100 i 200 metres llisos.
- Rúbies Cruz (Sabadell). 25 anys. Tretze vegades internacional. Com Vela va actuar en el team que va vèncer França a Saragossa.
- Ballester (Gimnàstic de Tarragona). 22 anys, 1 m. 78. Davanter centre de l'equip d'Espanya. Rècord de gols marcats el 1932. Extraordinàriament original en desmarcar-se i formidable xutador.
- Copons (Celta de Vigo), 24 anys. Un dels millors interiors de la península. Suplent de l'equip estatal, completa admirablement la tripleta central amb Rubies Cruz i Ballester.
- Serra (Espanyol). 21 anys. Titular de l'equip nacional durant quatre anys. Ha estat adquirit per l'Espanyol a l'Atlètic de Madrid per 30.000 pessetes.

Els suplents per a cobrir les vacants eventuals dels jugadors titulars són:
- Arnau. Porter del primer equip de l'Espanyol.
- Fairent (Gimnàstic de Tarragona).
- Gascon (Palafrugell F. C.)"

L'encontre es va disputar a l'Estadi Olímpic de Rabat i la selecció nacional catalana i l'Olympique Marocain van empatar a 2 gols.
Durant el mes de gener del 1934 començà a organitzar-se un nou partit Catalunya-Espanya, en benefici de l'Irun. Ja el 14 de gener es publicava a la premsa que "El seleccionador espanyol s'entrevistà amb el seleccionador català, senyor Torrents, per ultimar el matx Selecció de Catalunya contra Selecció Espanyola, que es jugarà aviat a Barcelona (...)" (textual). El dia 26 l'Irun es queixava davant la possibilitat que el partit Catalunya-Espanya a benefici seu, fos també a benefici de l'Alavés. Mentrestant, el dia 1 de febrer la Federació Catalana de Futbol acordava destinar diners per contribuir al monument a la memòria de Francesc Macià, el president de la Generalitat de Catalunya que havia mort el dia de Nadal de 1933. Una nota de la Federació Catalana informava el dia 7 de febrer que la selecció nacional no podria fer cap entrenament abans del Catalunya-Espanya i que hauria de presentar-se al partit sense haver fet cap "petit assaig". El dia 10 ja s'escrivia "l'expectació és cada dia més positiva, servirà a l'esmentat entrenador -estatal- per confeccionar l'equip que haurà de jugar contra Portugal per al Campionat del món". El dia 13 apareixia la llista de possibles jugadors: 
- FC Barcelona: Joan Josep Nogués, Ramon Zabalo, Severiano Goiburu, Joan Rafa i Salas.
- Girona FC: Josep Torredeflot.
- CE Sabadell: Vicenç Gràcia, Joaquín Forniés, Joaquim Morral, Àngel Antoni Calvet i Jaume Esteve.
- RCD Espanyol: Pere Solé, Josep Cristià, Josep Prat, Edelmiro Lorenzo, Francisco Iriondo, Crisant Bosch i Benito Pérez.
- UE Sants: Josep Escolà.

El partit, que es va jugar a 3/4 de quatre de la tarda del dia 14 de febrer de 1934, va tenir fases brillants i moments avorrits. L'acabament de la primera part amb el resultat de zero a un va desplaure al públic català que esperava un major rendiment dels seus representants. Les jugades d'interès del primer temps van anar a càrrec dels quadribarrats, si bé una errada de Torredeflot i l'oportunisme de Casuco, havia donat als estatals un avantatge al marcador que per domini i millor joc no mereixien. La segona part fou testimoni del desvetllament dels representants nacionals, els quals, durant els vint minuts darrers de partit, van pressionar el marc estatal de Zamora i si no marcaven era a causa de la forma envejable de què gaudia Ricard Zamora. Els jugadors de la selecció estatal van aconseguir el segon gol mitjançant Isidro Lángara. De l'equip espanyol destacaren Marculeta i el Diví Zamora. Entre els catalans excel·liren malgrat el resultat Sales i a estones Goiburu, Prat i Rafa. Els equips s'arrengleraren de la següent manera:

Catalunya: Nogués (FCB), Rafa (FCB), Torredeflot I (Gir), V. Gràcia (Sab), Salas (FCB), Cristià (Esp), Pitus Prat (Esp), Edelmiro (Esp), Iriondo (Esp), Goiburu (FCB) i Esteve (Sab)

Espanya: Zamora (RM), Ceballos (Racing), Peña (SG), P. Regueiro (RM), Vega (Celta), Marculeta (Donostia), Ventolrà (FCB) (després Casuco (Ovi)), Gallart (Ovi), Lángara (Ovi), L. Regueiro (RM) i Sornichero (Mur)
El diumenge 25 de març es va jugar al camp de la Unió Atlètica d'Horta de Barcelona un partit a benefici de la Mutual Esportiva entre el conjunt local i la selecció. Els gols nacionals van ser de Forgas (2) i els del club de Ferrando (3) i Agut. La pluja i algunes absències d'última hora van deslluir l'encontre (4-2).

UA Horta: Vilà, Peix, Falguera, Pallarès, Bardina, Carrió, Ferrer, Brió, Ferrando, Agut i Barnet

Catalunya: Cruz (FCB), Borràs (Badalona), Juan, Peñarroya, Alcoriza (Poble Nou), Rubio (Terrassa), Rini (Terrassa), Rochina, Forgas (Badalona), Millan (Badalona) i Prats (Martinenc)

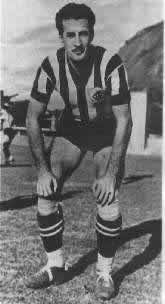
Carvalho Leite marca el gol brasiler en la derrota enfront Catalunya el 1934

Aquest any Catalunya disputà dos partits davant la selecció del Brasil. El 13 de juny Catalunya va fer un entrenament per a la confecció de l'equip contra el Brasil. El dia 15 el teatre Novetats s'afegia al Barça per despatxar entrades del gran partit. El dia 16 ja s'anunciava el partit com una "solemnitat futbolística" a la premsa. També es deia l'hora (cinc de la tarda), que Pau Casals faria el kick-off inicial i que Brasil faria la mateixa alineació que va fer contra el combinat d'Espanya al Mundial uns dies abans. El mateix dia del partit a la premsa de Barcelona escrivien: "A darrers de temporada, quan ja hi ha molts elements que porten un mes de repòs absolut, el formar una selecció amb possibilitats d'èxit és francament difícil" però "la nostra selecció pot guanyar, i creiem que guanyarà". El públic va assistir al partit amb camises blanques majoritàriament, a causa de la calor. A les Corts es va disputar un xoc preliminar entre el Vendrell i el Barça amateur, en honor del mestre Pau Casals. Finalment, l'alcalde Pi i Sunyer va fer el kick-off inicial. Lluís Companys va arribar al minut 20, moment en el qual es va parar el partit perquè els jugadors poguessin saludar els ocupants de la llotja presidencial. Van marcar Escolà al minut 21 i Morera als 48 pel que fa a la selecció. Carvalho Leite va aconseguir l'únic gol d'un derrotat Brasil. Catalunya guanyava 2 a 1 en el primer Catalunya-Brasil.

Catalunya: Nogués, Zabalo, Torredeflot I, Martí, Solé, Cristià, Ventolrà, Escolà, Raich, Morera i Domènech

Brasil: Pedrosa, Sylvio Hoffmann, Luiz Luz, Ariel, Martim Silveira, Canalli, Luizinho, Waldemar de Brito, Leônidas da Silva, Armandinho (Octacílio, Carvalho Leite) i Patesko

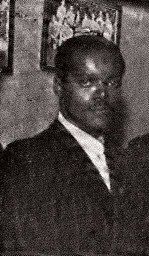
Leônidas da Silva, màxim golejador del Mundial 1938 jugà enfront Catalunya l'any 1934

Com que la selecció brasilera va decidir no anar a València, la FCF va aprofitar per organitzar un segon Catalunya-Brasil a Girona, amb la selecció nacional formada per jugadors de l'Espanyol, el Sabadell, el Júpiter i el Girona. Les demandes de localitats es feien al Girona FC, que va ampliar la capacitat de l'estadi per al partit. La Publicitat era pessimista, malgrat el triomf anterior una setmana abans, de cara al nou partit. Escrivien en aquest diari: "la selecció B que juga demà pot anul·lar el bon efecte d'aquella primera victòria de fa 8 dies". S'ha de dir que els jugadors barcelonistes eren baixa perquè el mateix dia es jugava un homenatge barcelonista a Joan Gamper que va comptar amb la participació activa de Lluís Companys, president de la Generalitat, i de la vídua del fundador del Barça. El mateix diari es preguntava el 24 de juny si havia dimitit el seleccionador nacional Torrents pel fet de no haver intervingut en la selecció del segon Catalunya-Brasil i pel risc de perdre el valor de la primera victòria. El col·legiat Santiago ordenà l'arrenglerament dels equips, que ho feren així:

Catalunya: Forniés, Farró, Torredeflot I, Martí, Solé, Cristià, Pitus Prat, Calvet, Gual, Barceló (Clarà) i Domènech

Brasil: Pedrosa, Sylvio Hoffmann, Octacílio, Ariel, Martim Silveira (Tinoco), Canalli, Luizinho, Waldemar de Brito, Carvalho Leite, Leônidas da Silva i Patesko (Luiz Luz)

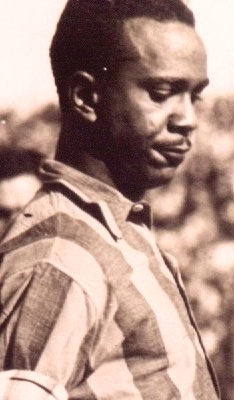
Waldemar de Brito l'any 1934

L'alcalde de la ciutat gironina, senyor Tomàs, tingué cura de tirar el kick-off i fou objecte d'una gran ovació. Després d'un quart d'hora de contenció, vingué el gol de Barceló al minut 25, fet a la mitja volta. En el segon temps, Leónidas va fer el gol que donava l'empat a la selecció canarinha. Una centrada de Domènech, rematada per Calvet donava a Catalunya el seu segon gol. Més endavant Patesco va aconseguir l'empat. Cinc minuts més tard unes mans de Silva dintre l'àrea, van ser sancionades per l'àrbitre amb penal. Els brasilers es van retirar del camp de joc. Al cap de poc temps, el delegat de l'equip brasiler va sortir al terreny de joc per disculpar els jugadors, que van tornar-hi. Solé va llançar el penal fora, alt. Als darrers moments del partit Barceló va ser substituït per Balbí Clarà. La copa cedida per l'Ajuntament va ser lliurada per miss Catalunya a la selecció quadribarrada, per haver estat vencedora en córners (5 a 2). L'efectivitat catalana va superar la tècnica brasilera.
El 29 de juny de 1934 tingué lloc aquest partit benèfic entre la selecció i l'Athletic Club, que acabà amb el resultat de 5-1. Es tractava del "reglamentari partit anyal a profit de la Mutual Esportiva de Catalunya" com es deia en aquells temps. El partit de les Corts estava organitzat en aquest cas per la Federació Catalana de Futbol. Al llibre d'Ubieta sobre el club basc s'escrivia: "Fin de temporada. 29 de juny Barcelona. Una selección catalana abruma a un fatigadísimo Athletic con un 5-1". A la primera part del partit l'Athletic va exercir un marcat domini sobre el conjunt nacional, ja que la línia mitjana de la selecció, amb uniforme blanc, actuava amb deficiències. En els primers trenta minuts, l'Athletic va esprintar amb Guillermo Gorostiza i dominà també insistentment amb José Iraragorri. Joan Josep Nogués i Enric Mas van evitar l'èxit de l'atac bilbaí. Pere Solé va empènyer la selecció nacional i al descans el resultat ja era de 3 a 0. A la segona part els bascos tornaren a atacar de bell antuvi. Semblava repetir-se la primera part. Més tard els catalans tornaren a demostrar la seva superioritat sobre els roig-i-blancs. Els gols foren fets de la manera següent: al minut 22, una pilota treta per Nogués fou recollida per Solé, que d'un tret a l'angle va marcar el primer gol. Setze minuts després, una passada de Solé a Alejandro Morera, i aquest a Pitus Prat, que centrà, i novament Morera, intervingué per marcar el segon. Dos minuts després Solé cedí a Domènech, aquest centrà sobre porta, un jugador (Izpizua) sortí per anul·lar el xut i Pep Espada ho aprofità per desviar a gol. A la segona part, al minut 29, una excel·lent internada de Josep Raich, que lliurà a Prat, que centrà, i novament Morera aprofità per fer un xut espectacular que suposava el quart. Poc després un atac de Domènech que recollí Morera i passà a Raich, que deixà passar la bimba a Prat, el qual tingué cura de marcar el cinquè i darrer gol nacional. Gerardo Bilbao va batre Forniés a manca de tres minuts per al final del partit. En total, l'àrbitre Sr. Esteve i el públic van veure sis gols: 5 a 1. Pep Espada, jugador del FC Palafrugell, fou vist per Oliveras de la Riva jugant amb la selecció i se l'emportà a l'Espanyol. A més de jugador blanc-i-blau, també en seria entrenador.

Catalunya: Nogués (Forniés), Arater, Mas (Saló), Martí (Cifuentes), Solé, Cristià, Pitus Prat, Espada, Raich, Morera i Domènech
El diumenge 15 de juliol de 1934 el FC Badalona va celebrar una festa d'homenatge als seus jugadors, els quals s'adjudicaren anteriorment el torneig de promoció i, per tant, la permanència a la primera categoria nacional. A més d'altres actes, tingué lloc a la tarda, al camp de Sant Adrià, un partit entre el primer equip del Badalona i la selecció nacional. En el descans, el resultat del partit era d'1 a 3 per a la selecció del país. Havien marcat els gols Diego, Garcia i Tejedor, i Forgas el del Badalona. Després el Badalona va aconseguir cinc gols més fets per Francesc Betancourt (que es reconeixia ràpid, ja que era de color i havia jugat a la selecció), Forgues (un altre gol seu) i Garcia (3). Arbitrà Pujol, força encertat. Equips:

FC Badalona: Navés, Borràs (a la segona part Güell), Martín, Calderon, Mena, Josa, Betancourt, Xiol, Garcia, Forgas i Torres (a la segona part Garriga II)

Catalunya: Ros, Lladó, Rafa, Espuny, Font, Cristià, Diego, Parera II, Tejedor, Garcia, Serra
El dia 29 de juliol de 1934 a la Creu Alta de Sabadell va tenir lloc un partit d'homenatge a benefici del jugador Sitges, que uns dies abans havia sofert un accident de moto i es trobava hospitalitzat. El partit fou entre el Sabadell i la selecció nacional i el resultat fou d'empat a un gol. Arbitrà Baonza i els equips es formaren així:

CE Sabadell: Masip, Blanc, Lledó, V. Gràcia, Duran, Mota II, Esteve, Calvet, Gual, Galvany i Parera I

Catalunya: Forniés, Valls, Torredeflot I, Cifuentes, Solé, Argemí, Betancourt, Garí, Garreta, Perpinyà i Pagès
Es disputà un Granollers SC - Catalunya el dia 5 d'agost de 1934 en benefici del periodista esportiu Eduard Otzet. Van vèncer els quadribarrats pel resultat d'1 a 4.

Catalunya: Plany (Girona), Saló (FCB), Torredeflot I (Girona), Rubio (Terrassa), Guzmán (FCB), Argemí (Sabadell), Ors (Iluro), Perpinyà (Júpiter), Mas (Sants), Rubies (Sabadell) i Mulet (Terrassa)
L'onze d'agost l'assemblea de la Federació parlava en aquests termes: "S'acordà a continuació haver vist amb plena satisfacció, i regraciar-la en tota la seva valor, la gestió del seleccionador català el nostre amic Josep Torrents i Font, per la seva encertada tasca portada a cap en el transcurs de la passada temporada". El 15 d'agost de 1934 es va fer un homenatge a l'exjugador de la Unió Esportiva de Sants Josep Calvet, també conegut per Calvet I. També es va aprofitar per fer un partit de bàsquet femení. El partit fou d'un domini accentuat del Sants, ja que les línies de la selecció no s'entengueren gaire, principalment la davantera, la qual es va mostrar poc efectiva en els seus atacs. Al final del partit el marcador reflectí un resultat de 3 a 0 per al Sants.

Catalunya: Iborra (Girona), Villacampa (FCB), Torredeflot I (Girona), Vela (Iluro), Abad (Girona), Bertolí (València), Torredeflot II (València), Rebollo (Júpiter), Escolà (FCB), Bonell (Sants) i Guix (Granollers) -substituït per Llor (Sants)-
El 2 de setembre de 1934 tingué lloc el matx de futbol en homenatge al veterà jugador del FC Martinenc, Bonaventura Vinyes. La selecció absoluta es va veure sorpresa 1-3 per un combinat català 'B' que en principi havia de fer d'espàrring. El domini fou sempre del conjunt 'B' i els gols foren marcats per Eugeni (Catalunya), Torres, Gràcia i Orts. Abans del partit principal se'n jugaren un d'infantil (0-0) i un de femení. Els tres partits es van fer al camp del club Martinenc. Les alineacions foren aquestes:

Catalunya: Casanovas, Agustí (Portabella), Güell (Vinyes), Gómez, Domènech, Sala, Eugeni, Servitges, Garcia, Belando i Bertolí

Combinat Català B: Escodà, Portabella (Agustí), Vinyes (Güell), Altés, Ors, Fresno, Pons, Ors II, Casas, Gràcia i Torres
L'1 de gener de 1935 a Sarrià es va disputar un partit d'homenatge a Josep Pausàs, que es retirava del futbol a causa d'haver-se-li reproduït una lesió al genoll que feia dos anys que s'estava curant, amb un partit Espanyol-Catalunya que acabaria amb el resultat d'empat a tres gols. En el descans del partit 0-1 era el resultat provisional. Amposta havia aprofitat la mala entesa entre Pérez i Albert Martorell per marcar el primer gol del partit. A la segona part, 0-2 de Borràs, 0-3 d'Sangüesa i Amposta que en pròpia porta marcava el primer gol per a alegria de la parròquia blanc-i-blava. Poc després, Pitus Prat escurçava encara més la diferència i Josep Espada deixava escrit el 3-3 definitiu per al palmarès. Els equips van presentar les següents alineacions:

RCD Espanyol: Martorell, Ibáñez, Pérez, Cifuentes, Solé, Sánchez, Pitus Prat, Espada, Edelmiro (Manolín) i Bosch

Catalunya: Solà (Júpiter), Villacampa (Barcelona), Bartomeus (Terrassa), V. Gràcia (Sabadell), Layola (Terrassa), Salas (Barcelona), Sangüesa (Sabadell), Amposta (Sants), Trujillo (Barcelona), Borràs (Sants) i Parera II (Sabadell)
Els següents mesos hi hagué una sèrie de partits frustrats. El 23 de febrer de 1935 s'escrivia: "S'estan fent gestions per a fer venir el dia de Sant Josep la selecció de París, per tal de jugar contra la Selecció Catalana un partit a les Corts a profit de la Mutual Esportiva de Catalunya. De moment, però, sembla que es topa amb una dificultat, o sigui que la Federació Francesa demana 40.000 francs, la qual cosa gairebé faria impossible que s'arribés a concertar el partit". El 9 de març es publicava a La Publicitat: "La Federació Catalana ha rebut un telegrama acceptant de venir el dia 19 d'aquest mes una selecció del Piemont, la qual serà integrada per jugadors del Torino (...), Juventus, Alessandria i Pro-Vercelli (...)". El govern italià no donà autorització per al desplaçament de la selecció del Piemont i la Federació es posà d'acord amb la selecció de Ginebra i la Federació Suïssa el dia 12 de març, però el 17, davant la negativa de la selecció de Ginebra, s'ajornà el partit.
El dia 25 de març de 1935 es va fer a les Corts un partit d'homenatge al millor combatent de boxa que ha donat mai el país: Josep Gironès. Es van enfrontar l'equip Barcelona 1928 i la selecció, això sí, els quadribarrats amb algunes absències que van resultar determinants com per exemple les de jugadors de qualitat que es van alinear amb els blaugranes que havien coincidit uns anys abans. Continuaven en actiu independentment de fer-ho en diferents equips. El partit va acabar 4-0. Els equips van presentar les següents alineacions:

Barcelona 1928: Llorens, Saura, Pedrol, Martí, Castillo, Duran, Piera, Sastre, Samitier, Ramon i Sagi-Barba

Catalunya: Zamora (Calella), Borràs (lluro), Rubies (Granollers), Madico (Terrassa), Albiñana (Europa), Mariages (lluro), Solanas (Horta), Folch (Sants), Vilaseca (Martinenc), Blay (Sant Andreu) i Solé (Mollet)
El 12 de maig de 1935 Catalunya es va enfrontar a l'equip del Sunderland AFC, subcampió anglès, a Montjuïc. El partit Espanyol-Badalona de la Copa d'Espanya s'avançà a la vigília, els altres del mateix diumenge 12 es van suspendre. Com a anècdota que parla de la seriositat del matx, us podem explicar que el Sunderland va desplaçar un cuiner. El dimecres anterior, el seleccionador Torrents i el seu ajudant Llovera van efectuar diverses proves amb els jugadors convocats. Fins i tot d'Oviedo, Madrid, Múrcia, Bilbao i València van arribar peticions d'entrades per al matx. El partit entre el conjunt representatiu del Principat i el del Sunderland va ser a benefici de la Mutual Esportiva de Catalunya. Amb les absències de Ramon Zabalo, Martí Ventolrà, Esteve Pedrol, Elmér Berkessy i Crisant Bosch, havia de ser Josep Escolà qui marqués l'únic gol de Catalunya, que s'avançà al minut 20. Després arribaren set gols més, tots visitants.

Catalunya: Nogués, Rafa, Blanch, Guzmán, Rosalén, Franco, Pitus Prat (Betancourt 45'), Raich, Gual, Escolà i Cabanes
Un altre partit en benefici de la Mutual Esportiva es disputà el 24 de setembre de 1935, entre Catalunya i Andalusia. Catalunya va guanyar per 2 a 0, gols de Crisant Bosch als 38' i Josep Raich als 77'. Arribas va xiular el matx.

Catalunya: Nogués (Martorell 60'), Zabalo (Blanch, 45'), Pérez (Arana, 44'), Argemí, Solé, Balmanya, Pitus Prat, Calvet, Raich, E. Fernández i Bosch
El dia 1 de gener de 1936 Andalusia va guanyar contra Catalunya per 5 a 1. Sota arbitratge de l'andalús Ocaña, el gol nacional el feu Josep Raich.

Catalunya: Iborra, Zabalo, Areso, Argemí, Solé, Lecuona, Ventolrà, Costa, Raich, E. Fernández i Manolín

Andalusia: Eizaguirre, Joaquín, Aedo, Peral, Segura, Fede, Rejón, Tache, Campanal, Bracero i Saro
El mateix dia 1 de gener de 1936 el CE Júpiter va vèncer 3-2 una altra selecció catalana en la final del Torneig Copa Balenguera. A la primera part el domini fou de la selecció, gol de Jaume Sospedra. A la segona part remuntaren Galvany i Perpinyà (2). Sospedra va establir el marcador definitiu abans que sonés el xiulet final del Sr. Casterlenes.

CE Júpiter: Toledano, Colomer, Ibáñez, Font, Sánchez, Peiró (Terradelles), Pérez II, Galvany, Hurra, Perpinyà i Morales

Catalunya: Banús (FCB), Portabella (Sabadell), Aubach (FCB), Esteve (Sabadell), Franco (FCB), Prat (FCB), Romeu (Sabadell), Polo (FCB), Sospedra (Sabadell), Rubio (FCB) i Pagès (FCB)
El 21 de gener de 1936 La Publicitat publicava en portada una foto del partit entre la selecció i el Zidenice txec i subtitulava “Josep Samitier escoltà la darrera ovació en els seus 25 anys de futbol català”. S'havia disputat un partit d'homenatge a Samitier. Al descans el resultat era de 0-1 i a la segona part marcà Josep Samitier. Era l'empat a 1, ja definitiu. El Zidednice venia de guanyar quatre partits seguits a les Illes Balears abans del que ens ocupa. La campiona catalana de natació Carme Soriano havia tirat el Kick-off inicial del partit de futbol. Per la selecció nacional jugaren el dia 19 a un quart de quatre:

Catalunya: Martorell (Llorens), Díaz, Bayo, Argemí, Solé (Berkessy), Balmanya, Pedrol, Raich, Samitier, E. Fernández i Sagi-Barba.

### Els anys de foscor (1936-1976)
Durant la guerra civil la selecció té, evidentment, poca activitat. Únicament es juguen partits organitzats per recollir fons per diverses causes. És en aquesta època també que entra a la selecció catalana el primer jugador de color: es tracta de Francesc Betancourt, un català d'origen cubà que sent els colors. De fet, al llarg de la història de la selecció catalana, han estat molts els jugadors que l'han representat i, tot i no ser catalans de naixement, han fet seva la samarreta.
Després de la guerra, i amb Franco al poder, s'entra en una etapa desoladora per al futbol català. Els decrets dictatorials suprimeixen els campionats regionals, entre moltes altres coses, i per poder continuar amb una selecció nacional i, per tant, poder jugar amb equips internacionals, se li posa el nom camuflat de Selecció de Barcelona. Això si, en els partits regionals, continuarà anomenant Selecció Catalana.
El març de 1948 es dona una situació curiosa. S'ha de disputar un partit en el qual juguen una selecció de Barcelona (amb jugadors del Barça i l'Espanyol) i una de Catalunya (amb jugadors del Sabadell, del Gimnàstic i del Badalona). Dos anys més tard, una altra situació peculiar: en un partit contra el San Lorenzo de Almagro, es forma una mena de Selecció de Països Catalans: una selecció mixta Catalunya-País Valencià. Un fet curiós, si més no, en ple franquisme.
D'aquesta època és també el memorable partit que la selecció juga amb el FC Bolonya, un partit que les 50.000 persones que tenen la sort de veure defineixen com a rodó i inoblidable. El jugador Estanislau Basora diu: "Aquell dia jo era el capità de la selecció que dirigia Lasplazas. Vam jugar un partit extraordinari i vam acabar guanyant per 6-2. M'hauria agradat jugar més partits amb la selecció catalana però en fi, els que vaig disputar els recordo amb molt d'afecte, sobretot el del Bolonya". En aquest partit, per cert, la gran atracció és també la presència de Di Stefano i Kubala jugant amb la selecció.
En la dècada de 1960, la selecció catalana té poca activitat i després de la mort de Franco el 20 de novembre de 1975 tothom creu que començarà una nova etapa. Però inicialment no és així.

#### 1936-1939, la selecció durant la Guerra Civil[Partits 138 a 142]
La majoria de partits de la selecció durant la Guerra Civil foren de caràcter benèfic.
El 6 de setembre de 1936 es va fer a les Corts un partit entre l'equip blaugrana, propietari del terreny, i la selecció catalana, a favor de les milícies antifeixistes.
Els blaugrana, molt superiors, van vèncer 4-0 amb gols d'Escolà, Barceló, Ventolrà i Raúl Rubén Villalba (tots ells jugadors alhora de la selecció nacional).

Catalunya: Nogués, Farró, Blanch (Oro), V. Gràcia, Solé, Muntané, Betancourt, Calvet, Chas (Burillo), Ramon i Pagès
El diumenge 11 d'octubre es va inaugurar el camp de Badalona contra el Barça. Hi assistí el seleccionador Josep Torrents, amb la fi de constatar la forma dels valors d'ambdós equips. El dia 14 la selecció nacional va realitzar un entrenament perquè Torrents pogués tenir més raons per designar l'equip del dia 18. Abans però, el dia 17, es va fer un partit entre dos combinats catalans. El diumenge 18 d'octubre de 1936 es va fer al camp barceloní de les Corts un partit entre les seleccions de Catalunya i el País Valencià. Les seleccions dels dos països eren ben conscients de pertànyer a la mateixa nacionalitat històrica i des del País Valencià es va enviar un camió ple de flors per ofrenar-les a la memòria de l'expresident del Principat Francesc Macià, traspassat el dia de Nadal de 1933. Aquest partit i el de tornada a València s'emmarcarien a benefici dels hospitals i la lluita de les Milícies Antifeixistes. A les tres de la tarda hi va haver un concert de la Banda Municipal Valenciana i una desfilada de les milícies del centre i el sud dels Països Catalans. A dos quarts de quatre arribà el gran partit de futbol entre les potents seleccions de Catalunya i el País Valencià, al descans proves atlètiques per mantenir l'emoció i al final la Generalitat de Catalunya va donar una copa al guanyador del partit, l'entrada del qual valia una pesseta com a preu únic de les localitats. El partit va tenir l'honor de comptar amb l'assistència del cònsol general de l'URSS i la tripulació del vaixell rus Ziryanin, el capità del qual va fer el Kick-off inicial. Abans del partit es van interpretar Els Segadors, La Muixeranga, La Internacional i altres cançons. Fou un gran dia d'homenatge benèfic del País Valencià a Catalunya. Els gols del partit (2-0) van ser obra de Francesc Betancourt al minut 15 i el valencià Juan Ramón en pròpia porta als 63.
El seleccionador valencià Eduard Cubells va arrenglerar aquests jugadors: 

País Valencià: Vidal, Gojenuri, Juan Ramón, Conde, Iturraspe, Dolz, Domènech, Felipe, Amadeo, Calatayud i Estors

Catalunya: Martorell, Zabalo, Pérez, Rovira, V. Gràcia, Muntané, Ventolrà, Clarà, Escolà, Rubies i Betancourt
El dia 15 de novembre es va jugar el matx de tornada del festival pro milícies antifeixistes dut a terme per valencians i principatins. Va ser a l'Estadi de Mestalla, a la capital de la comarca de l'Horta de València. En l'homenatge, l'expedició catalana va suposar un contingent de 400 persones. Els valencians van guanyar 4-0 amb gols a parells de Goiburu i Langarita i arbitratge de Tamarit. Hi havia jugadors de clubs com el Barça, el Sabadell, el Girona i el Granollers, però no de l'Espanyol i el Badalona. Aquests dos equips darrerament esmentats havien de jugar un matx de campionat que havia estat suspès a causa de la pluja caiguda el primer dia de novembre.

País Valencià: Vidal, Melenchón, Juan Ramón, Conde, Iturraspe, Bertolí, Domènech, Goiburu, Langarita, Puig II i Estors

Catalunya: Florenza II, Farró, Torredeflot I, Rovira, V. Gràcia, Mota, Torredeflot II, Escolà, Munlloch, Barceló i Burillo
El dia 15 també va jugar-se el Catalunya del Nord 5-Costa Blava 3. En la formació nord-catalana hi havia Josep Raich, nascut a Molins de Rei el 1913. La selecció rossellonesa donava així cabuda a un bon jugador del Principat, on havia viscut fins a l'esclat de la guerra.
El 17 d'octubre i el 27 de desembre de 1936 la selecció nacional es va dividir en dos equips i va fer dues "costellades" a favor dels refugiats nacionals. El de desembre, a les Corts, estava organitzat pel Sindicat de Periodistes a benefici dels refugiats de la UGT madrilenys. En el partit del desembre els dos combinats es van anomenar Vermell i Blau, el resultat fou de tres a dos gols per al primer equip. Jugaren jugadors com: Joaquín Urquiaga, Ramon Zabalo, Manolín, Pere Solé, Martí Ventolrà, Josep Escolà, Miquel Gual, Josep Barceló, Domènec Balmanya, Francesc Betancourt, Joaquim Rúbies, Guix... Al principi i al final del partit es van tocar Els segadors i La internacional.
A les Corts, el dia 16 de maig de 1937 es disputà un FC Barcelona-Catalunya, per ajudar la Mutual Esportiva i el front de la Guerra Civil de l'Estat. Hi va haver empat a quatre gols, que anaren així: 0-1 Xiol, 1-1 Gual, 1-2 Rubies, 2-2 Gual novament, 3-2 Escolà de penal, 3-3 Xiol, 4-3 Estrada i 4-4 Parera.

FC Barcelona: Iborra, Babot, Rafa, Argemí (Bardina), Franco, Balmanya, Ventolrà, Escolà (Estrada), Gual, Tache i Pagès

Catalunya: Florenza II, Oro, Torredeflot I, Mota, Gómez, Schild, Betancourt, Xiol, Bremón (Amposta 51'), Rubies i Parera I
El 24 de juliol de 1938 Catalunya va guanyar els Leones Rojos (Cos de Carrabiners) per 5 a 1.

Catalunya: Zamora (Avenç), Montero (Sants), Domènech (Europa), Canals (Europa), Abad (Sants), Castro (FCB), Lloret (Sants), Grech (Sants), Martínez-Català (Espanyol), Gerardo (FCB) i Judici (Sants)

#### 1940-1945, Catalunya competeix com a Selecció de Barcelona[Partits 143 a 153]
Amb l'entrada a la dècada de 1940, la nova situació política a Espanya (final de la Segona República Espanyola, inici d'una dictadura militar, supressió de l'autonomia catalana) provoca molts canvis en el panorama futbolístic català, com la supressió del Campionat de Catalunya de futbol, l'espanyolització dels noms dels clubs de futbol catalans, inhabilitació de nombrosos futbolistes (com Josep Escolà), entre d'altres. Pel que fa a la selecció catalana el canvi més important és el canvi de nom, passant a denominar-se Selecció de Barcelona en la majoria de partits internacionals.

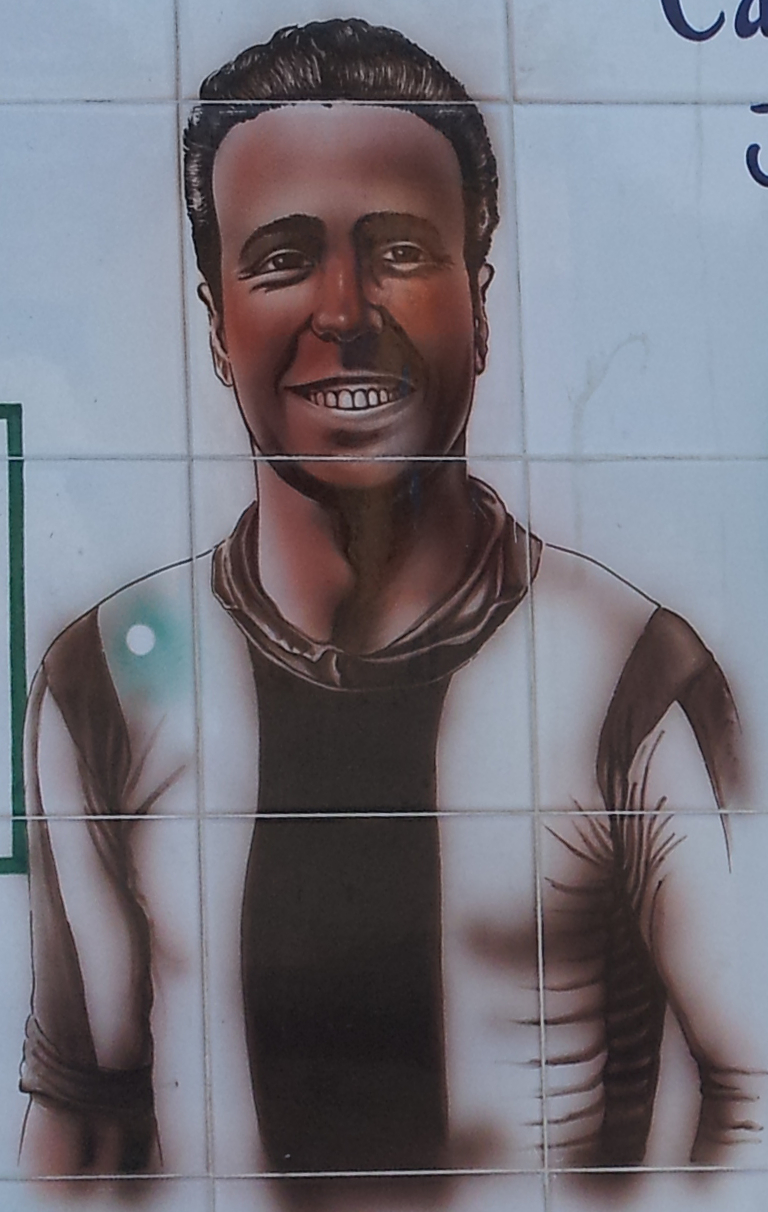
Vicent Martínez Català un valencià que jugà amb Catalunya a començaments dels 40.

El 21 de gener de 1941 a les Corts es va disputar el partit Catalunya-Selecció de Stuttgart en el qual hi va haver un empat a 3. Vilalta arbitrà i els gols van ser de Cardús, Sospedra, Mas, Walz (2) i Koch. Defensaren els colors catalans:

Catalunya: Nogués, Teruel (Elias), Pérez, Cardús, Raich, Franco, Sospedra, Lecue, Martínez-Català, Gonzalvo I i Mas
A l'Estadi de Chamartín, camp del Reial Madrid, es van enfrontar Castella i la selecció del Principat el 16 de març. El partit va acabar amb 4-3 i els gols catalans van ser marcats per Martínez-Català tots tres. Pruden (3) i Barinaga van fer els gols castellans.

Catalunya: Miró, Teruel, Pérez, Raich, Rosalén, Franco, Sospedra, Jorge, Martínez-Català, Gonzalvo I i Mas
Al camp Adolf Hitler de Stuttgart es van enfrontar el 6 de juliol de 1941 les seleccions de Stuttgart i Catalunya. L'àrbitre fou Fing i els gols foren el 0-1 de Jaume Sospedra, l'empat de Fischer i l'1-2 d'A. Gràcia. Pel cantó nacional van jugar:

Catalunya: Martorell, Teruel, Pérez, Arasa, Rovira, Llimós, Sospedra, A. Gràcia, Chas, Escolà (Jorge) i Mas
El 15 de març de 1942 es va jugar a les Corts un Catalunya-Castella, tot un clàssic tant en futbol com en bàsquet. L'àrbitre va ser Agustí Vilalta. Marcaren Antoni Gràcia, Francesc Mas, Macala i Mariano Martín.

Catalunya: Miró (després Argila), Elias, Benito, Franco, Rovira, Llimós, Macala, A. Gràcia, Martín, Betancourt i Mas
Amb motiu del triomf del FC Barcelona a la Copa d'Espanya de 1942 i es va fer el 5 de juliol un partit d'homenatge al club. Contra el Barça es va enfrontar la selecció nacional de Catalunya vestida de blau i amb un escut blaugrana de commemoració al pit. Els gols de la selecció van ser marcats per Ricart i el blaugrana Zabala en pròpia porta.

Catalunya: Martorell (Miquel), Montserrat (Baiges) (Melenchón), Curta, Muntané, Rovira (Enrique), Vendrell, Ricart, Nicola (Blanch), Basilio (Serratusell), Gonzalvo II i Betancourt
El 6 de setembre de 1942 la selecció de Catalunya va tributar un homenatge al jugador Vicenç Gràcia, que vestia per últim cop la samarreta arlequinada del Centre d'Esports Sabadell. Vicenç Gràcia diria anys després que "quant a la selecció catalana, en Lasplazas em cridava gairebé sempre, perquè sabia que li responia al camp". El Sabadell va vèncer 1-0, amb assistència de l'alcalde Marcet.

Catalunya (amb jugadors del Barça i l'Espanyol): Nogués, Arasa, Gonel, Raich, Rosalén, Cardús, Ara, Bernal, César, Barceló i Huguet

CE Sabadell: Pujol, Rubies, Sasot, Bardina, V. Gràcia, Prats, Patro, Pueyo, Cano, Gual i Sergio
El 13 d'octubre de l'any 1943 va tenir lloc al camp Metropolitano de Madrid un Castella-Catalunya. La victòria per 1 gol a 5 va ser per la selecció catalana. Els gols del partit dirigit pel col·legiat Escartín anaren així: 0-1 César, 0-2 Martín, 0-3 Escolà, 1-3 Alonso, 1-4 Bravo i 1-5 Martín. Els vencedors foren:

Catalunya: Trias (Pujol), Teruel, Curta, Raich, Aranaz, Balmanya, Valle (Rosalén), Escolà (Fàbregas), Martín, César i Bravo
A l'Estadi de Mestalla de València es disputà el 27 de març de 1944 un País Valencià 3 -Catalunya 4. L'àrbitre va ser Tamarit. Golejaren: Epi, Josep Valle (2), Silvestre Igoa, Guillermo Gorostiza, Mariano Martín i César.

País Valencià: Eizaguirre, Melenchón, Joan Ramon, Santacatalina, Burset, Santolaria, Epi, Amadeo, Mundo, Igoa i Gorostiza

Catalunya: Martorell, Elias, Curta, Raich, Aranaz (Fàbregas 25'), Balmanya, Juncosa, Jorge, Martín, César i Bravo (Valle 25')
El partit de tornada va tenir lloc a les Corts per Sant Jordi. El partit acabà amb empat a dos gols. Les dianes foren marcades per José Bravo, Pasieguito, Guillermo Gorostiza de penal i Marià Martín. Alineacions:

Catalunya: Martorell, Elias, Mariscal, Cardús, Aranaz, Balmanya, Ara, Gonzalvo II, Martín, César i Bravo

País Valencià: Eizaguirre (Pérez 45'), Álvaro (Baiges 45'), Joan Ramon, Santacatalina, Burset, Santolaria, Epi, Hernández (Pasieguito), Mundo, Igoa i Gorostiza

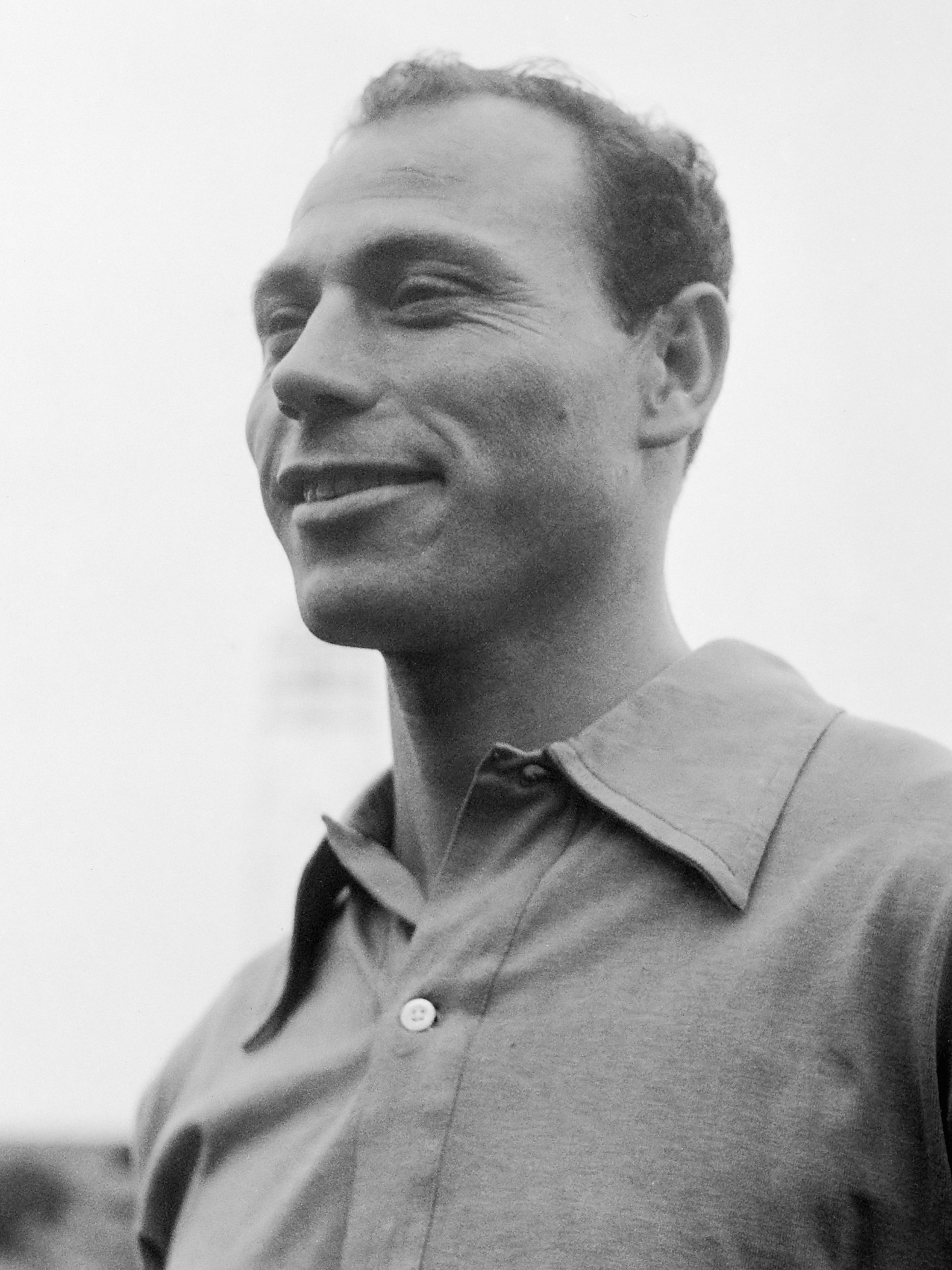
Joaquim Navarro disputà un partit amb Catalunya l'any 1947.

El 3 de setembre de 1944 es disputà un homenatge a l'extrem blanc-i-blau Tin Bosch, un dels herois de la primera Copa d'Espanya guanyada pel club l'any 1929, en el partit conegut com "la final de l'aigua". Es va disputar a Sarrià i van marcar Jorge, Martín i Sauras (2-1). En aquest partit es va lesionar Viela (un extrem esquerre molt hàbil, amb una gran facilitat per driblar tots els contraris que li sortien al pas).

Catalunya: Soro (Gim), Soto (FCB), Montserrat (FCB), Raich (FCB), Corró (FCB), Llimós (Esp), Macala (Zar), Barceló (Gim), Martín (FCB), Balmanya (Gim) i Agustí (Esp)
El següent partit de la selecció va arribar el diumenge 26 d'agost de 1945, a les cinc de la tarda. L'escenari triat per a la confrontació va ser el camp del Club Deportiu Masnou -club que aprofitava l'efemèride del partit internacional per a celebrar el vint-i-cinquè aniversari de la fundació- i el rival l'E. i D. Badalona. Abans es va jugar un partit entre dos combinats de velles glòries locals. El guanyador s'emportà una magnífica copa, donada per "l'Excel·lentíssim Sr. Marquès de Masnou". Com a curiositat direm els preus que hi havia per assistir a aquest interessant partit: tribuna a tres pessetes, seients a dues pessetes, entrada general a quatre pessetes, entrada als socis del Masnou i clubs de categoria estatal a tres pessetes, senyores i menors de 14 anys a dues pessetes. No cal dir que va aixecar molta expectació. Els equips alinearen aquests futbolistes:

EyD Badalona: Dauder, Núñez, Torrents, Arenas, Mundina, Heredia, Roca, Amorós, Medina, Alcácer, Castro.

Catalunya: Trias (Espanyol), Ferrer I (Espanyol), Mariscal (Espanyol), Ferrer II (Espanyol), Villà (Sant Martí), Rovira (Espanyol), Pujadas (Masnou), Olivé (Terrassa), Schild (Espanyol), Jorge (Espanyol), Godàs (Mataró).

#### 1945-1950, victòria sobre Espanya[Partits 154 a 157]
Un nou Catalunya-Castella es va disputar a les Corts el 23 de juny de 1946 amb victòria dels jugadors nacionals per 5 a 2. Marcaren per Catalunya: Ángel Calvo (2), Jaume Sospedra, Pallàs i Mencia (pp). Per Castella marcaren Pruden i Pep Juncosa. En Juncosa era un jugador català que malgrat néixer a les Borges Blanques i començar a despuntar al Reus Deportiu i el RCD Espanyol havia de jugar amb Castella a causa de jugar en aquell moment i durant onze anys a l'Atlètic de Madrid. Quan deixà el futbol, s'instal·là definitivament a la capital del Baix Camp, on visqué fins a la seva mort, l'any 2003.

Catalunya: Velasco (porter), Casas, Curta, Gonzalvo II, F. García, Venys, Sospedra, Hernández, Calvo, Pallàs i Bravo
Un Catalunya - Torino FC va ser disputat a Montjuïc el 7 de setembre de 1947. Els del Piemont van guanyar 0-2 (dos gols de Guglielmo Gabetto als minuts 44 i 56). Vilalta va ser l'àrbitre.

Catalunya: Trias, Elias, Curta, Celma, Fàbregas, Gonzalvo II, Roig, Escolà, Martín, César i Bravo
En el III Catalunya-Espanya, disputat a Sarrià, camp de l'Espanyol el 19 d'octubre de 1947 la selecció catalana va aconseguir per fi derrotar la selecció estatal espanyola. Al minut 2 s'avançà la selecció espanyola amb gol de Bilbao però al minut 11 empatà César Rodríguez per Catalunya. Novament César, un dels jugadors que més cops ha vestit la samarreta quadribarrada, marcava als trenta minuts col·locant un esperançador 2-1. Al minut 67, Toni, que feia dotze minuts que havia entrat al terreny de joc, arrodonia el compte amb la tercera diana catalana. L'àrbitre Azón va xiular aquest partit jugat amb els equips de gala:

Catalunya: Velasco (FCB), Elias (FCB), Curta (FCB), Marià Gozalvo III (FCB), Català (Nàs), Celma (Esp), Navarro I (Sab), Segarra (Esp), César (FCB), Juanete (Nàs) (Toni (Sab) 45') i Panadès (Nàs) (Mario (Sab) 45')

Espanya: Bañón (RM), Clemente (RM), Aparicio (AM), Muñoz (Cel), Antúnez (Sev), Nando (AB), Epi (Val), Vidal (AM), Zarra (AB), Arza (Sev) i Bilbao (AB)
Un partit pro Mutual Esportiva es va jugar al camp del Barça el 21 de març de 1948. Vint mil espectadors van anar a les Corts a veure'l. El duel era entre el combinat de Barcelona, amb samarreta verda i pantaló blanc, i la selecció del país, amb samarreta vermella i pantaló negre, que guanyà la darrera 3 a 5. El duel tornaria a fer-se més endavant, com el juliol de 1973. Els gols van ser de: Colino (2) i Basora (Barcelona) i Peralta (2) i Pallàs (3) per la selecció nacional.

Ciutat de Barcelona: Trias (Ramallets), Casas, Mariscal, Celma, Parra (Roca), Venys, Basora (Noguera), Hernández, Colino, Escolà i Bravo

Catalunya: Velasco, Babot, Bayo, Català, Módol, Perdomo, Roig, Taltavull, Peralta, Pallàs i Panadès

#### 1950-1960, neix laSelecció de futbol de Catalunya-Llevant[Partits 158 a 169]
El 23 de febrer de 1950 es disputà un partit entre la selecció de futbol de Catalunya-Llevant i el prestigiós club argentí San Lorenzo de Almagro. El San Lorenzo de Almagro s'havia fundat l'any 1908. L'uniforme dels seus jugadors és una samarreta de ratlles verticals blau i grana, pantalonets blancs i mitgetes blavoses. El resultat del partit, jugat a les Corts, va ser de 2-1 per als catalano-valencians. Gonzalvo II en pròpia porta va fer als vint-i-vuit minuts el primer gol argentí però César Rodríguez al minut seixanta-tres i Rosendo Hernández vint més tard van aconseguir la remuntada. Va ser un gran partit arbitrat per Azón. Les entrades populars es van exhaurir.

Catalunya-Llevant: Eizaguirre, Asensi, Parra, Gonzalvo II (Calvet 80'), Puchades, Basora, Hernández, César, Igoa i Seguí

San Lorenzo de Almagro: Blazina, Martínez, González, Resquín, Zubieta, Berterame, Farro, Pappa, Uñate, Rial i Silva

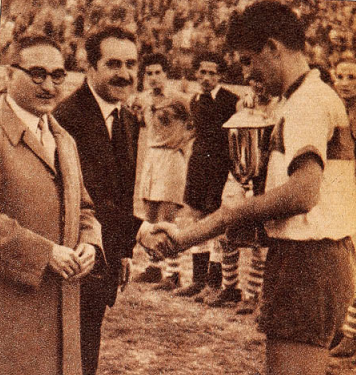
Trofeu del Torneig internacional de Pasqua organitzat per la Federació Catalana el 1950 i guanyat per Universidad Católica.

Per Pasqua es va organitzar el mateix any 1950 i a les Corts un triangular entre la selecció nacional, la Universidad Católica de Santiago de Xile i el Saarbrucken, equip de l'aleshores protectorat francès del Saarland. El dissabte de la Setmana Santa, dia 8 d'abril, la selecció del Principat va empatar a 1 amb gol d'Artigas enfront de la Universidad Católica. Infante aconseguí l'empat a l'últim minut. El xilè Fernando Riera, jugador rival, arribaria a entrenar l'Espanyol.

Catalunya: Ramallets, Teruel, Calvet, Sagrera, Seguer (Fàbregas), Oliva, Cánovas, Taltavull (Seguer), César, Artigas (Taltavull) i Bravo (Egea)
El 9 d'abril es va jugar un nou partit del Torneig internacional de Pasqua. César va jugar força malament i va ser esbroncat pel públic quadribarrat. Catalunya tampoc va guanyar aquest cop al Saarbrucken: s'avançà Grau però en feu dos Binkert.

Catalunya: Ramallets, Teruel, Corró, Sagrera, Calvet, Oliva, Grau, Taltavull, César (Seguer), Artigas i Egea
Al camp Galileu de Sants es va jugar el 9 d'agost de 1953 un partit entre una selecció catalana de Tercera i categories inferiors contra una selecció de Primera i Segona divisió. Alfredo Di Stéfano era a la llotja. El jugador que es convertiria en llegenda madridista no es va voler perdre aquest partit en benefici de l'exjugador, delicat de salut, Celestino Sánchez. El resultat de tot plegat va ser un 0-6 entre els jugadors més modests i els de primera divisió. Per cert, el mateix dia va jugar-se l'Espanyol-Catalunya de categoria de veterans amb resultat de tres a dos per als blanc-i-blaus.

Catalunya: Casafont, Martínez, Tarragó, Agut, Ayza, Colomé, Panadès, Gaju, Cano, Oliveros i Rodri

Selecció 1a i 2a divisió: Bru, Navarro, Mòdol, Pica, Iriarte, Sagrera, Roig, Egea, Bardina, Arroyo i Herrera
El 19 d'abril de 1954 es disputà un partit d'homenatge a Telmo Zarra entre una selecció del Centre-Nord i una dels Països Catalans que guanyaren els primers per 4 a 3.

Centre-Nord: Carmelo (Eizaguirre), Martín (Lesmes I), Oliva (Venancio), Lesmes II, Muñoz (Mújica, Di Stefano), Garay, Atienza, Coque, Zarra, Di Stefano (Panizo) i Gainza

Catalunya-Llevant: Domingo, Argilés, Biosca, Segarra, Pasieguito, Puchades, Basora, Wilkes, Kubala (Marcet), César i Manchón
L'any 1954, a dia 26 de juny, la selecció catalana va jugar al Volksparkstadion (estadi del parc del poble) d'Hamburg, davant 40.000 espectadors enfront Alemanya del Nord. Es va guanyar 1-3 amb gols de l'espanyolista Julià Arcas, Wehrmann, Just Tejada i Estanislau Basora.

Catalunya: Ramallets, Argilés, Parra, Segarra, Flotats, Bosch, Basora, Luis Suárez (Faura), César, Arcas i Tejada
El 26 de gener de 1955 més de 50.000 espectadors van presenciar l'espectacle d'un Catalunya-FC Bologna. L'entrenador del conjunt italià declararia: "Mai en els meus trenta anys llargs d'intensa vida futbolística he vist un equip que jugués com la selecció de Catalunya a la primera part". Els gols van ser d'Agustí Faura, Ladislau Kubala (2), Dagoberto Moll (2), Alfredo Di Stéfano i Pivatelli del Bolonya també dos. L'entrada valia 15 pessetes, una nota de societat que il·lustra més aquesta ressenya. Als segons de començar el partit, Faura amb una diana feia l'1-0. Tres minuts després, Kubala marcava el segon. En el 3-0 Kubala cedia d'esperó a Di Stéfano, que foradava la xarxa. El quart gol fou obra de Kubala, l'astre barcelonista. Pivatelli feu el primer gol per al rival. Després vingueren dos gols més de Moll per a la selecció i el temps de descans. A la segona part, Pivatelli establia el 6-2 definitiu. El Bolonya tenia a les seves files els internacionals italians Ballaci, Capello, Pivatelli… i cracs danesos com Jensen i Pilmark.

Catalunya: Domingo, Argilés, Parra, Gimeno, Gàmiz, Faura (Marià Gozalvo III), Basora (Mandi), Villaverde, Di Stéfano, Kubala i Moll
El 1956 la Federació Catalana de Futbol aconseguí portar un equip anglès de primera divisió, el Luton Town. El 26 de gener els seleccionadors nacionals van ser José L. Lasplazas i Domènec Balmanya. Entre els catalans hi havia la figura espanyolista Julià Arcas, però no va marcar. Els gols foren: 1-0 Luis Suárez, 2-0 Kubala, 2-1 Turner, 3-1 Kubala.

Catalunya: Ramallets, Argilés, Biosca, Faura (Cata), Bosch, Segarra, Arcas (Casamitjana), Villaverde, Kubala, Luis Suárez (Ruiz) i Manchón
L'1 de setembre es va fer a les Corts davant 50.000 espectadors el partit Catalunya-Reial Madrid. No es va poder superar el Madrid, que guanyà per 3 a 7. La selecció catalana arribà a avançar-se 3-1 en el marcador amb gols de Juan Armando Benavídez, Francesc Sampedro i Julià Arcas. Els catalans van jugar amb:

Catalunya: Ramallets, Biosca, Argilés, Gràcia, Bosch, Casamitjana, Arcas, Villaverde, Benavídez, Sampedro i Tejada. Després intervingueren Luis Suárez, Vicente, Vergés i Eulogio Martínez
El 29 de juny de 1957 el CF Reus Deportiu va jugar contra una selecció regional i en homenatge a M. Martí, partit no inclòs al palmarès, però sí el següent: El 12 de juliol de 1957 es produí el retorn esperat de la selecció nacional a l'Estadi Municipal de Montjuïc. El rival, la selecció de Rio de Janeiro va veure's clarament superat pels homes de Catalunya, per 4 a 1. Els gols foren marcats pel madridista Alfredo Di Stéfano (2) i els comtalistes Duró i Blanquera.

Catalunya: Alborch (Sant Andreu), Arqué (Terrassa), Rodri (Comtal), Bartolí (Sabadell) -després Garcia (Adrianenc)-, Sanchís (Barça), Ribelles (UE Lleida), Panicot (Vic), Duró (Comtal, filial del Barça), Di Stéfano (Reial Madrid), Blanquera (Comtal) i Bosch (Sants)
Per celebrar les noces d'or del CE Europa, el 29 d'agost de 1957 es va disputar un partit entre el llegendari club gracienc -que els anys noranta guanyaria dos títols de Catalunya contra el Barça- i la selecció del país. Els locals van guanyar rotundament per 5 a 0.

Catalunya: Santos (Esp) -Isidro (FCB)-, Olmedo (FCB), Parra (Esp), Gimeno (Esp), Totó (Sab), Solanas (Esp), Pla (Esp), Pagès (Sab), Martínez I (Sab), Ribelles (FCB) i Calvet (Eur)
El 12 de març de 1958 els internacionals catalans van guanyar 0-1 a Berlín contra la selecció local. Va ser el debut de Pere Estrems. El gol va ser marcat pel jugador Ramón Villaverde al minut 40.

Catalunya: Estrems, Segarra, Brugué, Faura, Vergés, Casamitjana, Basora, Villaverde, Evaristo, Benavídez i Torres

#### 1960-1975, poc partits[Partits 170 a 176]
Per les noces d'or de l'Associació Lisboeta de futbol es va fer un partit Lisboa-Catalunya el 14 de setembre del 1960 a Lisboa. El partit va acabar empatat a 3 amb gols de Martí Vergés, Domínguez (2), Germano i Santana (2). Al camp Alvalade Catalunya arrenglerà aquests homes:

Catalunya: Ramallets, Muñoz, Bartolí, Gràcia, Vergés, Sastre, Tejada, Ribelles, Domínguez, Ribera i Camps.
El dia 8 de desembre de 1966 es va fer un partit benèfic que aplegà només 15.000 persones. Catalunya empatà a 3 amb una selecció d'estrangers, tal com havia passat a Lisboa. Les dianes foren clavades per Pereda, Vidal I (2), Kocsis i Seminario (2).

Catalunya: Benegas, Isidro, Olivella, Eladi, Marañón, Juan Manuel, Pereda, Vidal I, Vidal II, Marcial i Pujol (després Pepe Martínez, Osorio, Torrent, Borràs, Mas, Pintos, Zaldúa i Rué)
Un Catalunya-CF Atlante de Mèxic benèfic pro Creu Roja es va disputar al Camp Nou de Barcelona el 6 de novembre de 1968 davant 8.000 espectadors. Carles Rexach i Lluís Pujol van fer els dos gols (2-0).

Catalunya: Sadurní (Pepe Martínez), Torres, Gallego, Eladi, Glaría, Zabalza, Rexach, Pereda, Ortuño, Marcial i Pujol (després Franch, Olivella, Rodilla, José María, Zaldúa, Osorio i Marañón)
Un País Basc-Catalunya es va jugar a San Mamés el 21 de febrer de 1971 en homenatge a Juan Gardeazábal. 25.000 persones van presenciar el gol local de Marañón i els dos gols principatins de Rafael De Diego. El partit, que acabà 1 a 2, tingué aquests protagonistes:

Catalunya: Sadurní, Rifé II, Pini (Montesinos), Paredes, Lico, Torres, García Soriano, Carbonell, Zaldúa (Amiano 45'), De Diego i José María
El 29 de juliol de 1973 a Sarral (Alt Camp) es va fer un partit entre les seleccions de Barcelona i de Catalunya. La primera comptava amb jugadors només de clubs de la ciutat de Barcelona (Barça i Espanyol), la del país comptava amb jugadors del Nàstic, el Sabadell, el Terrassa i el Sant Andreu. Es tractava d'un homenatge a Pau Porta, president de la FCF i una celebració de les bodes d'or del Club Deportiu Sarral. Al matí va tenir lloc l'acte litúrgic a l'ermita dels sants Cosme i Damià. Després un dinar de germanor. Primer va marcar Palau per a la selecció del Principat, l'empat a 1 fou obra de Rivero i després vingueren els dos gols de Monteagut. Venceren els barcelonins 1-3. Va ser una gran jornada, a la qual assistí Ladislau Kubala. L'alcalde de Sarral va lliurar a en Pau Porta una reproducció de la Dama del Paraigua barcelonina. Els equips van presentar aquests jugadors:

Catalunya: Salvadiego, Fuentes, Urrutia, Moya, Paquito, Rojas, Palau, Solé, Zaldúa, Branko, Lavín. També López, Maello, Torres, Masip, Soto i González.

Ciutat de Barcelona: Blanch, Macizo, Marfil, Alsó, Vendrell, Olmo, Rivero, Huertas, Monteagut, Costa, Botella. També Corominas, López, Capó, Trenzada i Puig.
Es va disputar a La Condomina, Múrcia, el 22 de novembre de 1973, un partit pro damnificat per les inundacions. El seleccionador del Principat fou José Santamaría, entrenador de l'Espanyol, que segons la premsa de l'època substituïa temporalment a José L. Lasplazas, que tenia una indisposició. La selecció es va desplaçar de Barcelona a Alacant en avió tant a l'anada com a la tornada. Van ser baixa Quique Costas, Juan Carlos, Juan Manuel Asensi i Marcial Pina (tots quatre del Barça) i l'espanyolista Roberto Martínez, tots cinc concentrats amb l'equip estatal. Malgrat aquestes cessions hi va haver una bona entrada, amb presència destacada de les autoritats de la localitat i la demarcació. El Principat va vèncer 1-2 amb els gols marcats pel barcelonista Hugo Sotil i el murcià Casco de penal.

Catalunya: Borja, Ramos, Gallego, Ochoa, Ortiz Aquino, Poli, Rexach, Solsona, Cruyff, Martín i Sotil (més tard també jugaren Mora, Paquito, Herrera, Zaldúa, Martí Filosia, Totó, Prieto i Cos)
El dilluns 13 d'octubre de 1975 es va fer el partit RCD Espanyol-Catalunya amb resultat favorable per al país de 2 a 3. Era un dels actes establerts dins del programa del 75è aniversari del club i en record dels llegendaris campionats de Catalunya disputats les primeres quatre dècades de segle xx. Un equip perico s'enfrontà a la selecció nacional absoluta que guanyà 2-3 amb jugadors de tots els clubs no desapareguts que havien participat en els campionats de Catalunya. En el descans hi va haver un festival folklorista amb cobles i ballades de sardanes.

RCD Espanyol: Bertomeu, Palau, Ochoa, Rovira, Barbero, Marfil, Balmas, José Manuel, Cunillera, Canito i Huertas

Catalunya: Comas (Sant Andreu), Valdés (Terrassa), Genovart (Sants), Ríos (Júpiter), Quique Costas (Barça), Tetua (Sant Martí), José Luis (Badalona), Longhi (Sant Andreu), Monteagut (Europa), Fernández (Sabadell) i Fernández (Palafrugell)

### Anys de transició (1976-1995)

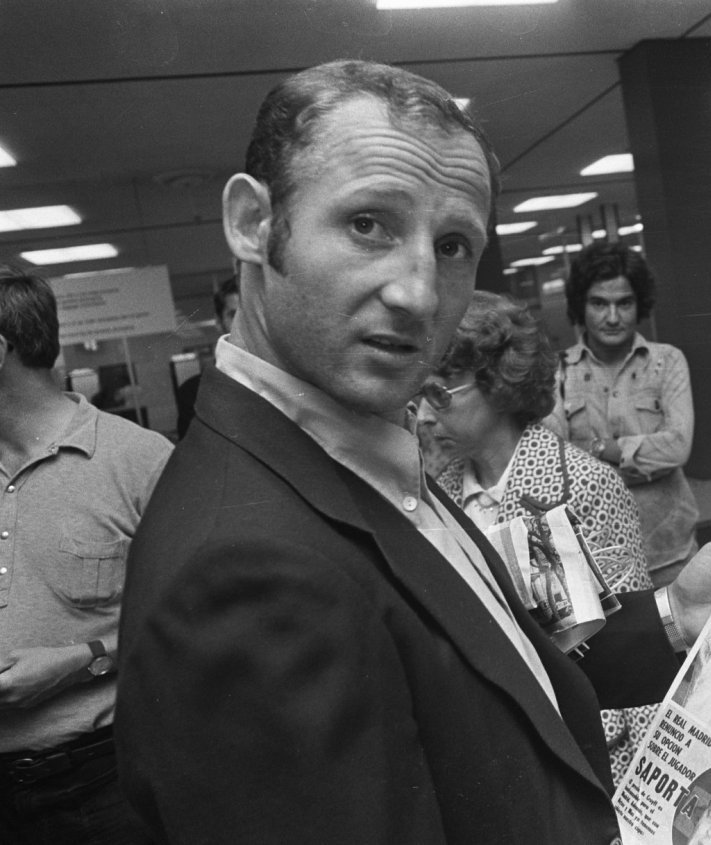
Francisco Fernández Gallego.

Després de jugar amb Rússia el 9 de juny de 1976, la selecció catalana no torna a jugar fins al cap de 14 anys i en un partit benèfic que, a més, no organitza la federació sinó que és una iniciativa sabadellenca.
Un homenatge a Kubala el 1993 i un enfrontament amb el mateix Barça dos anys més tard, són els partits que disputa la selecció catalana abans del mític Catalunya-Bulgària del 1997. És en aquest partit que la Federació Catalana vol consolidar definitivament la selecció i donar-li caràcter anual. I així és perquè un any després, el 22 de desembre de 1998, la selecció catalana s'enfronta a Nigèria. El partit és apoteòsic i la selecció guanya per 5-0 al seu rival, que és ni més ni menys, que el botxí d'Espanya al mundial dels EUA.
Si el Catalunya-Bulgària ja va ser tot un esdeveniment, en aquest partit l'opinió pública catalana es bolca encara més en tot plegat i és el moment també de la presentació en societat de la Plataforma Pro Seleccions Catalanes amb Xavier Vinyals al capdavant. Comença aquí un moviment popular per reclamar una selecció pròpia per Catalunya.

#### Els partits[Partits 177 a 180]
El 9 de juny de 1976 s'enfrontaren al Camp Nou Catalunya i Rússia. L'equip rus era dirigit per Aleksandr Sevídov i el català per Josep Gonzalvo. Arbitrà López Cuadrado davant la presència de 35.000 espectadors. El primer gol el marcà Neeskens de cap a passada de Caszely en acabar la primera part. En el 14 de la segona, Aleksandr Maksimenkov empatà. Dos minuts més tard, Mora aturà un penal a Oleg Dolmàtov.

Rússia: Nikolai Gontar (Dinamo Moscou), Serguei Nikulin (Dinamo Moscou), Serguei Xvetsov (CSKA Moscou), Serguei Olxanski (CSKA Moscou), Aleksandr Nóvikov (Dinamo Moscou), Aleksei Petruixin (Dinamo Moscou), Iuri Txesnokov (CSKA Moscou) -substituït per Vladímir Sàkharov (Torpedo Moscou)-, Oleg Dolmàtov (Dinamo Moscou), Andrei Iakubik (Dinamo Moscou), Aleksandr Maksimenkov (Dinamo Moscou) -substituït per Guennadi Ievriujikhin (Dinamo Moscou)- i Anatoli Xèpel (Dinamo Moscou)

Catalunya: Mora, Ramos, Costas, Verdugo, Ortiz Aquino, Neeskens, Rexach, Solsona, Cruyff -substituït per Cuesta-, Marcial -substituït per Fernández Amado- i Caszely
El 26 de desembre de 1990 es disputà un partit per les víctimes del terrorisme a la Nova Creu Alta que enfrontà al CE Sabadell i a la selecció catalana dirigida per Ladislau Kubala. Foren els àrbitres Enríquez Negreira, Mazorra Freire i Vico Díaz davant 5.500 espectadors. Marcaren Stòitxkov de falta al minut 26 i empatà Manolo en el 31.

CE Sabadell: Huguet (Albarrán), Arturo (Saura), Milenkovic, Gallart, García Jiménez, Fradera (Raigón), Tanev (Joaquín), Brasi (Moragues), Manolo (Roberto i Campuzano), Priego (Lino) i Barbarà

Catalunya: Busquets, Sala (Aguado), Albesa, Sergi López (Herrera), Eloy, Àlex Garcia, Roberto Fresnedoso (Àlex), Stòitxkov, Orejuela (Escaich), Sirakov (Màgic Díaz) i Roura (Pinilla)
El 24 d'abril de 1993, a l'Estadi Olímpic de Montjuïc es disputà un partit d'homenatge a Ladislau Kubala. La selecció de Catalunya, dirigida per Carles Reixach i Josep Maria Fusté, s'enfrontà a un combinat de jugadors estrangers de la lliga espanyola. Arbitrà Casajuana Rifà, davant 38.850 espectadors. Jugaren equips diferents en cada part. El partit acabà amb empat a quatre gols marcats per Polster ('4), Escaich ('25), Carlos ('26), Carlos ('28), Javi ('37), Polster ('41), Amarildo ('77) i Gudelj ('81). Els millors foren Javi, amb tres assistències i un gol per Catalunya i Polster, amb dos gols pels estrangers.

Selecció estrangers: N'Kono, Kuznetsov, Spasić, Najdoski, Witschge, Višnjić, Lukic, Prosinečki, Urban, Esnáider i Polster. A la segona part Varvodic, Mijić, Jurić, Đukić, Mokh, Milanko, Gračan, Bursac, Amarildo, Gudelj i Šuker

Catalunya: Emili, Geli, Òscar, Julià, Soler, Vilanova, Vinyals, Martín, Javi Garcia (Barbarà '43), Kubala (Escaich '10) i Carlos. A la segona part Busquets, Jordi (Sergi '64), Alejo, Tomàs, Sánchez Jara, Moragues (Maqueda '77), Márquez, Barbarà (Aguilà '73), Carreras, Lluís i Roura
El darrer partit de la selecció abans de l'aposta internacional endegada per la Federació es disputà al Nou Estadi de Tarragona el 25 de juny de 1995. Davant mitja entrada i arbitrats per Rafael Vilaseca Arroyo, s'enfrontaren la selecció catalana, sense jugadors del RCD Espanyol, i el Futbol Club Barcelona. Pitxi Alonso debutava a la banqueta de la selecció, mentre que Johan Cruyff dirigia el Barça. Guanyà Catalunya per 5 gols a 2.

FC Barcelona: Lopetegui, Gonzalo (Quique Álvarez '45), Abelardo, José Mari (Bakero '45), Sánchez Jara (Pirri '29), Patri (Hagi '45), De la Peña (Eskurza '63), Korneiev (Stòitxkov '39), Nadal, Escaich (Jon Bakero '45) i Quique Martin

Catalunya: Rodri (Arumí '64), Ferrer, Alejo (Navarro '81), Aguado (Ramis '45), Sergi, Amor (Quique '77), Carreras (Lima '64), Guardiola, Jordi Cruyff (Vizcaíno '45), Pinilla (Oribe '77) i Carlos (Manel '81)

### Època moderna (1995-avui)

#### L'aposta internacional

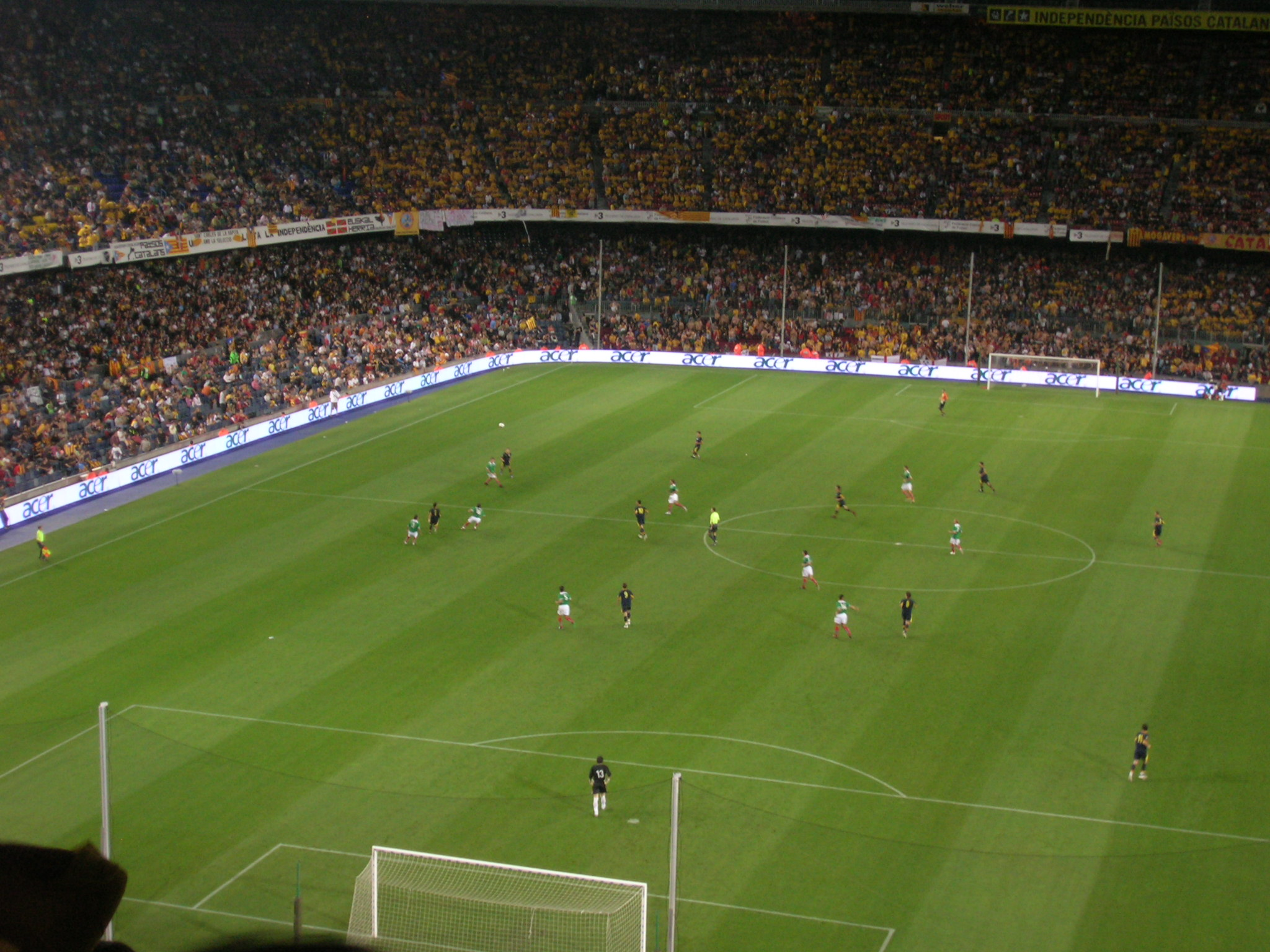
Imatge del partit de la Selecció de Catalunya contra la Selecció de futbol del País Basc (2006) (2)

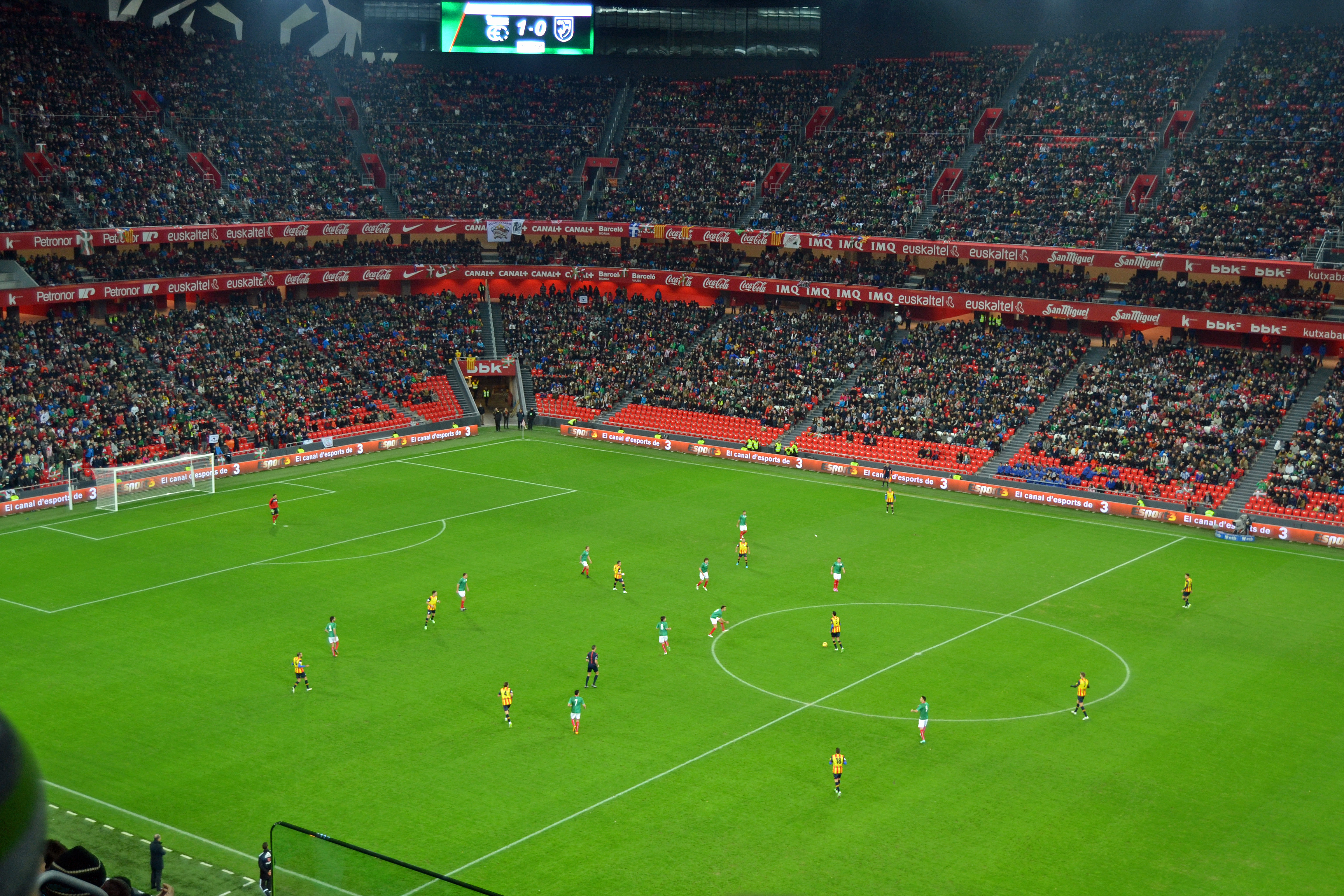
Imatge del partit de la Selecció de Catalunya contra el País Basc a l'Estadi de San Mamés, el 28 de desembre del 2014.

El 1995 la Federació Catalana de Futbol (FCF) va oferir a Pitxi Alonso, exfutbolista valencià, la possibilitat d'entrenar la selecció absoluta de Catalunya. Poc es pensava, tal com ell mateix reconeix ara, que arribaria a fer una convocatòria per jugar contra el Brasil o l'Argentina, amb un Camp Nou ple a vessar i estant en primera plana de l'actualitat esportiva.
Els inicis de Pitxi, però, van ser complicats: els clubs -sobretot els de fora de Catalunya- no estaven disposats a cedir els seus jugadors a la selecció i posaven tants entrebancs com podien per impedir haver de deixar-los participar amb el combinat català. Amb tot, aquests conflictes es van anar polint a poc a poc i parcialment -ja que va arrossegar-los durant tota la seva trajectòria com a preparador-, gràcies la proliferació de seleccions autonòmiques, cosa que restava importància al partit anual de Catalunya.

#### Les primeres cites amb Alonso com a tècnic[Partits 181 a 185]
Així, el primer gran partit de la selecció de Pitxi Alonso va arribar l'any 1997 contra Bulgària (1-1), un conjunt on participava un dels estrangers del Barça més implicats en els combinats catalans, Hristo Stoítxkov, tot i que al final no va poder jugar. Era la primera gran festa del futbol català després de molts anys i unes 35.000 persones van aplegar-se a l'Estadi de Montuïc amb moltes ganes i més il·lusió. L'exdavanter culer i perico Daniel García Lara, Dani, va fer el gol català, mentre que el gol dels búlgars va ser un autogol del defensa nascut a Galícia Quique Álvarez.
Un any més tard, el 1998, el conjunt dirigit per Pitxi va demostrar que estava en fase de creixement amb un nou partit, llavors contra Nigèria (5-0), que va citar a prop de 54.000 persones. Òscar Garcia -dos cops-, Albert Celades, Raúl Tamudo i Joan Barbarà van festejar el gran augment de públic amb un gran partit, on Catalunya començava a exhibir part del seu potencial.
A partir de llavors, encara amb la il·lusió intacta, l'era Alonso va entrar en una fase de certa monotonia. Els partits de la selecció se succeïen, però molts demanaven fer un pas més per no avorrir els aficionats. Amb tot, les coses no van canviar gaire i Iugoslàvia (1-0) va ser el rival del 1998, en el darrer partit que Pitxi i els seus van jugar a l'Estadi de Montjuïc.
Des de llavors, els partits passaven a disputar-se a l'estadi del FC Barcelona, el Camp Nou. El primer partit, contra Lituània (5-0), es disputà al Camp Nou després de 24 anys d'absència. El segon partit fou contra Xile (1-0).

#### Els partits contra el Brasil: la revifalla[Partits 186 a 189]

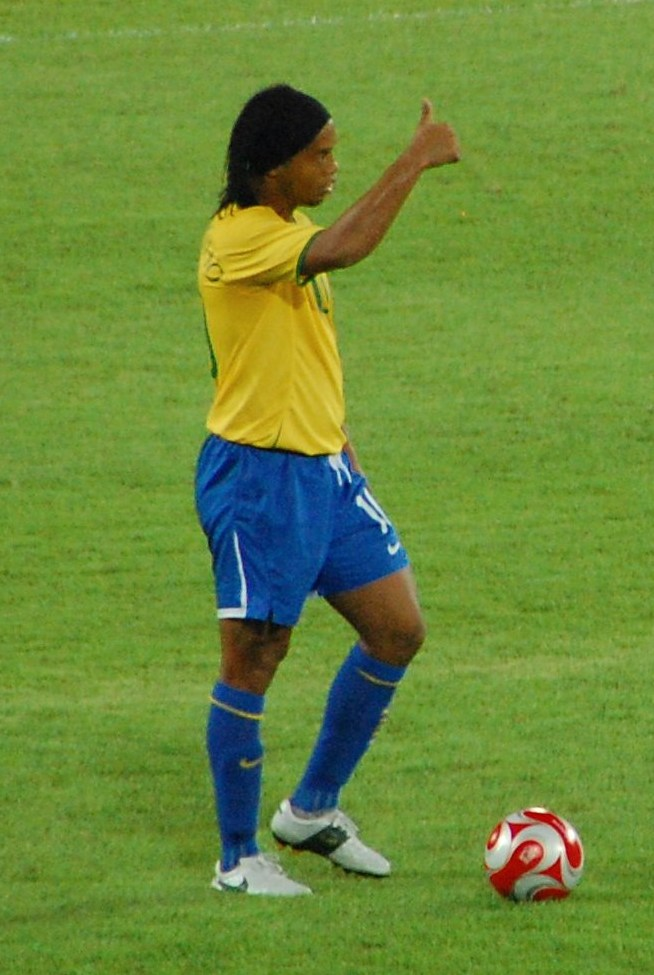
Ronaldinho

Tot i la situació de certa rutina en què es trobava la selecció catalana, els dirigents de la FCF van saber trobar una solució original: un doble compromís contra el Brasil de Ronaldinho i companyia. El primer partit va ser el del 2002, solucionat amb un 1-3 a favor dels brasilers gràcies als gols dels llavors encara futurs jugadors culers Ronaldinho i Edmílson. Aquell partit, que suposava la primera derrota de Pitxi com a seleccionador català, va deixar com a nota més positiva el rècord de públic per veure un partit del combinat català: prop de 98.000 espectadors.
El segon encontre amb Brasil (2-5) es va disputar dos anys més tard, ja que entre tots dos partits els jugadors catalans van jugar contra la Xina (2-0). Llavors, en el segon partit, els sud-americans arribaven com a campions del món i van fer gala de la seva condició. Van golejar els catalans, però el públic va sortir satisfet pel gran espectacle ofert per tots dos conjunts. A més a més, Gerard López i Sergio García de la Fuente van fer dos gols al campió del món, una fita a l'abast de pocs combinats. Per a Pitxi, els dos partits contra el Brasil i la imatge del Camp Nou ple a vessar són dels millors records del seu pas per la selecció.

#### El desgast[Partits 190 a 196]

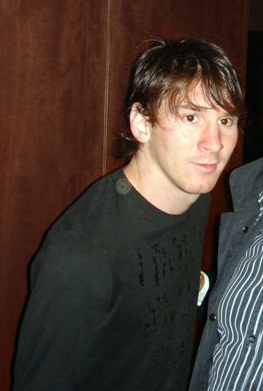
Lionel Messi jugà també contra Catalunya

Després del partit contra l'Argentina (0-3), Alonso ja va parlar de canvi de cicle. Poc després, confirmava que no tenia cap intenció de renovar el seu contracte com a tècnic de la selecció de Catalunya, que finalitzava el 30 de juny. El partit contra Paraguai del 2005 al Camp Nou, ja amb Pere Gratacós a la banqueta, només va aplegar 33.000 assistents, i l'any següent, al partit contra Costa Rica a l'Estadi Olímpic de Terrassa, tan sols hi van assistir 8.155 espectadors.
El mes de setembre del 2007, la Federació Espanyola de Futbol no autoritza el Catalunya-Estats Units previst per al 14 d'octubre al·legant que els partits de la selecció catalana no han d'interferir els de l'espanyola ni els clubs de la lliga. Segons la federació espanyola, la selecció catalana de futbol només pot jugar un partit l'any coincidint amb les festes nadalenques. La secretària general de l'Esport de la Generalitat, Anna Pruna, va recomanar a la Federació Catalana de Futbol la celebració del partit amistós a despit de no haver rebut el permís requerit a la Reial Federació Espanyola de Futbol advocant un "acte de sobirania". Finalment, el partit no es va arribar a disputar mai.
Durant el 2008, es varen fer dos partits més, un encontre contra l'Argentina (0-1) i un altre contra la selecció de Colòmbia (2-1).

#### 2009-2013 Johann Cruyff seleccionador[Partits 197 a 200]

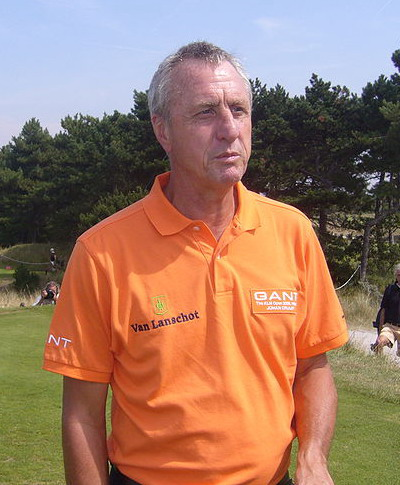
Johann Cruyff

Amb l'arribada a la Presidència de la Federació Catalana de Futbol de Jordi Casals es va voler impulsar la selecció, així es van prendre una sèrie de noves mesures. Per tal d'aconseguir un ressò internacional, es proposà Johann Cruyff pel càrrec de Seleccionador Nacional, que acceptà, produint un gran ressò internacional i comptant com ajudant amb el també exblaugrana Òscar Garcia; es creà el Trofeu Catalunya Internacional, que en la primera edició es jugà al Camp Nou contra Argentina el 22 de desembre del 2009, títol que s'adjudicà Catalunya amb un resultat de (4-2); i es redissenyà la samarreta de Catalunya, semblant a la que utilitzà Johan Cruyff amb la selecció catalana el 1976. i que a partir de llavors equiparà la marca esportiva Astore.
El mes de novembre de 2012, la Federació Catalana de Futbol anuncià que Johan Cruyff deixaria el càrrec de seleccionador català després del partit del mes de desembre del mateix any, partit que s'acabara disputant el 3 de gener del 2013 a l'Estadi de Cornellà.

#### 2013 - Gerard López seleccionador[Partits 201…]
L'exfutbolista Gerard López substituí Cruyff com a seleccionador. Va fer el seu debut en el partit contra la Selecció de Cap Verd el desembre de 2013 (4-1). La sisena i última edició del Trofeu Catalunya Internacional es disputà en un partit contra Tunísia el 28 de desembre de 2016 a l'Estadi de Montilivi de Girona.

## Partits internacionals des del 1997
| Any          | Estadi         | Seu                   | Equip local | Resultat | Equip visitant | Gols                                                              | Espectadors |
| ------------ | -------------- | --------------------- | ----------- | -------- | -------------- | ----------------------------------------------------------------- | ----------- |
| 1997 detalls | Montjuïc       | Barcelona             | Catalunya   | 1-1      | Bulgària       | Dani / Quique Álvarez (pp)                                        | 35.300      |
| 1998 detalls | Montjuïc       | Barcelona             | Catalunya   | 5-0      | Nigèria        | Òscar (2), Celades, Tamudo i Barbarà                              | 53.630      |
| 1999 detalls | Montjuïc       | Barcelona             | Catalunya   | 1-0      | Iugoslàvia     | Òscar                                                             | 43.700      |
| 2000 detalls | Camp Nou       | Barcelona             | Catalunya   | 5-0      | Lituània       | Òscar (2), Jordi Cruyff, Gerard López i Xavi                      | 48.000      |
| 2001 detalls | Camp Nou       | Barcelona             | Catalunya   | 1-0      | Xile           | Luis García                                                       | 60.000      |
| 2002 detalls | Camp Nou       | Barcelona             | Catalunya   | 1-3      | Brasil         | Luis García / Ronaldinho (2) i Edmílson                           | 96.700      |
| 2002 detalls | Camp Nou       | Barcelona             | Catalunya   | 2-0      | Xina           | Roger Garcia i Luque                                              | 63.400      |
| 2003 detalls | Camp Nou       | Barcelona             | Catalunya   | 4-2      | Equador        | Sergio Garcia (2), Xavi i Luis García / Ordóñez i Espinoza        | 67.100      |
| 2004 detalls | Camp Nou       | Barcelona             | Catalunya   | 2-5      | Brasil         | Gerard i Sergio Garcia / Ronaldo (2), Baptista (2) i Oliveira     | 83.300      |
| 2004 detalls | Camp Nou       | Barcelona             | Catalunya   | 0-3      | Argentina      | Scaloni, Maxi i Galletti                                          | 65.300      |
| 2005 detalls | Camp Nou       | Barcelona             | Catalunya   | 1-1      | Paraguai       | Jonathan Soriano / Dante López                                    | 33.000      |
| 2006 detalls | Estadi Olímpic | Terrassa              | Catalunya   | 2-0      | Costa Rica     | Piti i Roger Garcia                                               | 8.155       |
| 2006 detalls | Camp Nou       | Barcelona             | Catalunya   | 2-2      | País Basc      | Verdú i Luque / Aduriz i Llorente                                 | 56.354      |
| 2007 detalls | San Mamés      | Bilbao                | País Basc   | 1-1      | Catalunya      | Aduriz / Bojan                                                    | 40.000      |
| 2008 detalls | Camp Nou       | Barcelona             | Catalunya   | 0-1      | Argentina      | Lavezzi                                                           | 42.380      |
| 2008 detalls | Camp Nou       | Barcelona             | Catalunya   | 2-1      | Colòmbia       | Bojan i Verdú / Fredy Montero                                     | 29.300      |
| 2009 detalls | Camp Nou       | Barcelona             | Catalunya   | 4-2      | Argentina      | Sergio Garcia, Bojan, Sergio Gonzàlez, Moisés / Pastore, Di María | 53.120      |
| 2010 detalls | Montjuïc       | Barcelona             | Catalunya   | 4-0      | Hondures       | Coro, Sergio Garcia, Bojan (2)                                    | 28.150      |
| 2011 detalls | Montjuïc       | Barcelona             | Catalunya   | 0-0      | Tunísia        |                                                                   | 36.545      |
| 2013 detalls | Cornellà       | Cornellà de Llobregat | Catalunya   | 1-1      | Nigèria        | Sergio González / Dike                                            | 27.234      |
| 2013 detalls | Montjuïc       | Barcelona             | Catalunya   | 4-1      | Cap Verd       | Sergio Garcia (2), Bojan, Oriol Riera / Djaniny                   | 25.000      |
| 2014 detalls | San Mamés      | Bilbao                | País Basc   | 1-1      | Catalunya      | Aduriz / Sergio Garcia                                            | 40.000      |
| 2015 detalls | Camp Nou       | Barcelona             | Catalunya   | 0-1      | País Basc      | Aduriz                                                            | 51.224      |
| 2016 detalls | Montilivi      | Girona                | Catalunya   | 3-3      | Tunísia        | Gerard Moreno, Sergio García, Joan Verdú / Youssef Msakni (3)     | 8.311       |
| 2019 detalls | Montilivi      | Girona                | Catalunya   | 2-1      | Veneçuela      | Bojan Krkić, Javi Puado / Roberto Rosales                         | 12.671      |
| 2022 detalls | Montilivi      | Girona                | Catalunya   | 6-0      | Jamaica        | Gerard Deulofeu (3), Marc Barta, Ferran Jutglà, Javi Puado        | 6.124       |
| 2024 detalls | Nova Creu Alta | Sabadell              | Catalunya   | 2-2      | Panamà         | Ferran Jutglà, Carles Aleñá / Eric Davis, Freddy Góndola          | 5.859       |
| 2025 detalls | Johan Cruyff   | Sant Joan Despí       | Catalunya   | 2-0      | Costa Rica     | Antoniu Roca, Carles Aleñá                                        | 5.352       |

## Jugadors

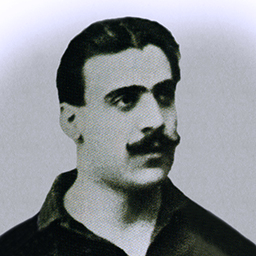
Paco Bru

### Alguns jugadors dels primers anys (1904-1920)
- Porters: Lluís Renyé • Lluís Bru • Pere Gibert • Joan Bordoy
- Defenses: Josep Quirante • Francesc Bru • José Irízar • Manuel Amechazurra • Santiago Massana • Armet-Pacan • Eduard Reguera
- Centrecampistes: Emili Sampere • Hermenegild Casellas • Alfred Massana • Cristòfol Salvó • Pere Monistrol • Ramon Torralba • Fèlix de Pomés • Gabriel Bau
- Davanters: Àngel Ponz • Gustavo Green • Romà Forns • Carles Comamala • Enric Peris de Vargas • Armet-Kinké • Casimir Mallorquí • Paulino Alcántara • Vicenç Martínez • Francesc Vinyals

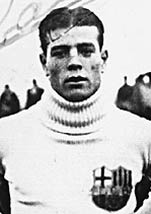
Ricard Zamora

### Alguns jugadors dels anys daurats (1920-1936)
- Porters: Ricard Zamora • Ramon Bruguera • Antoni Estruch • Ramon Llorens • Joan Josep Nogués • Llàtzer Florenza
- Defenses: Salvador Martínez Surroca • Josep Planas • Francesc Alcoriza • Ricardo Saprissa • Ramon Zabalo • Manuel Oro
- Centrecampistes: Josep Samitier • Agustí Sancho • Domènec Carulla • Ramon Trabal • Pere Solé • Patricio Caicedo • Càndid Mauricio • Cristòfol Martí
- Davanters: Antoni Alcázar • Joan Pellicer • Climent Gràcia • Emili Sagi-Barba • Manuel Cros • Josep Sastre • Vicenç Piera • Martí Ventolrà • Patrici Arnau • Pitus Prat • Josep Escolà • Crisant Bosch • Esteve Pedrol

### Alguns jugadors dels anys de foscor (1936-1976)

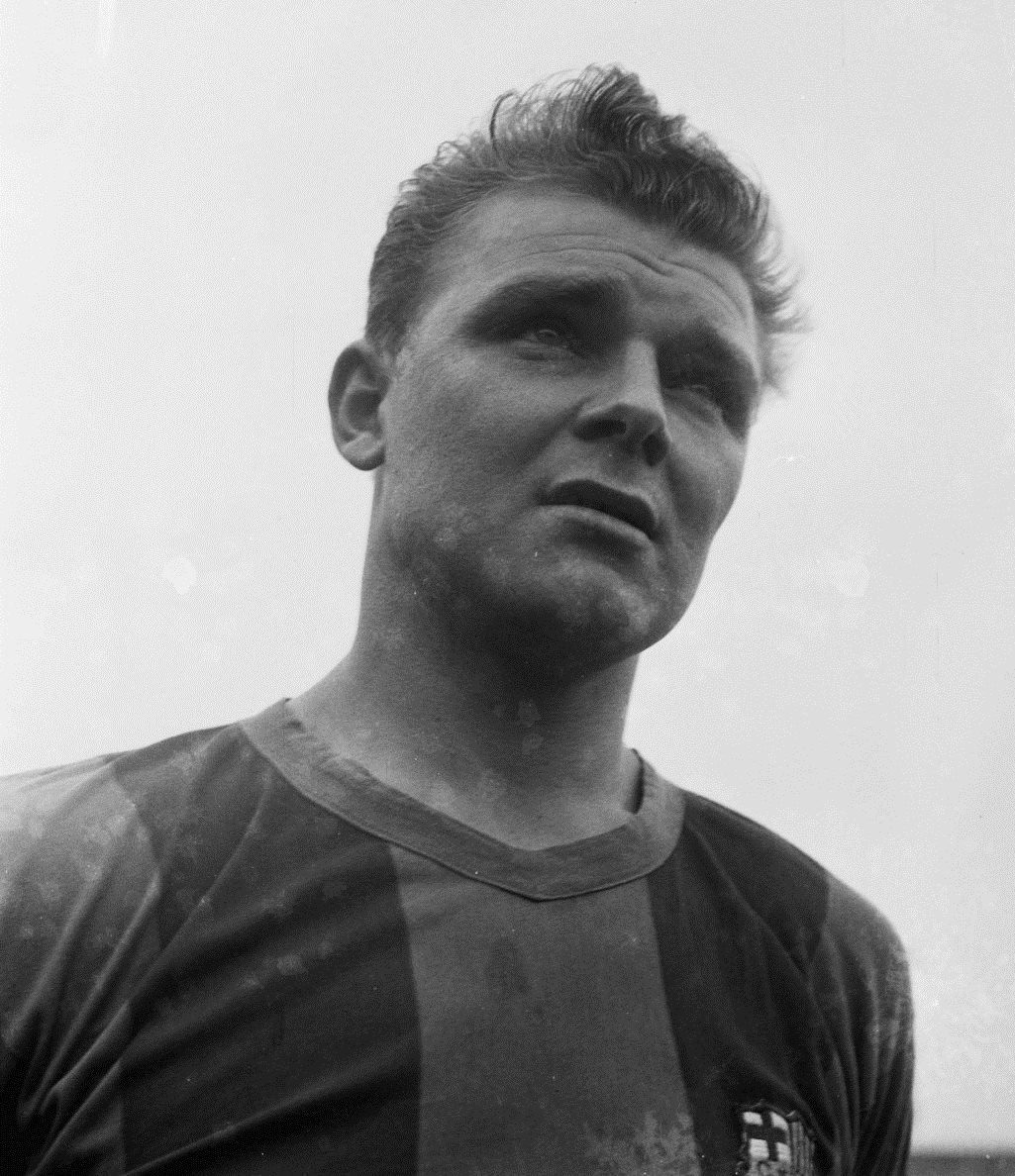
Ladislau Kubala

- Porters: Albert Martorell • Josep Trias • Antoni Ramallets • Josep Vicente • Salvador Sadurní
- Defenses: Josep Seguer • Joaquim Brugué • Gustau Biosca • Joan Segarra • Josep Parra • Josep Puig Curta • Antoni Argilés • Eladi Silvestre • Antoni Torres
- Centrecampistes: Josep Raich • Manel Rosalén • Domènec Balmanya • Isidre Rovira • Francesc Calvet • Antoni Franco • Fèlix Llimós • Juli Gonzalvo I • Josep Gonzalvo II • Marià Gozalvo III • Ferran Olivella • Daniel Solsona
- Davanters: Francesc Betancourt • Marià Martín • Estanislau Basora • Josep Juncosa • Eduard Manchón • Jordi Vila • Ladislau Kubala • César Rodríguez • Julià Arcas • Just Tejada • Carles Rexach

### Alguns jugadors dels darrers anys (1976-avui)

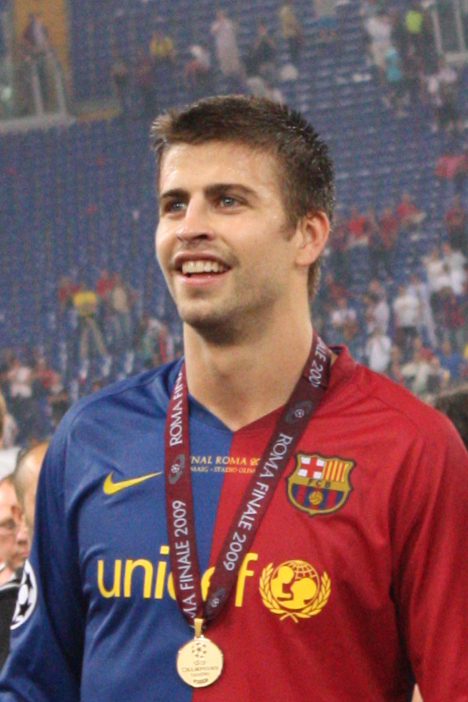
Gerard Piqué, un dels jugadors de la selecció catalana

- Porters: Toni Jiménez • Francesc Arnau • Albert Jorquera • Víctor Valdés
- Defenses: Albert Ferrer • Quique Álvarez • Sergi Barjuan • Curro Torres • Carles Puyol • Gerard Piqué
- Centrecampistes: Miguel Ángel • Albert Celades • Gerard López • Jonathan • Jofre Mateu • Roger • Sergio González • Pep Guardiola • Xavier Hernández
- Davanters: Jordi Cruyff • Dani • Sergio García • Albert Luque • Óscar • Raúl Tamudo • Antoni Pinilla • Bojan Krkić

### Jugadors actuals
Els jugadors actuals de la selecció catalana són contrastats internacionalment, la majoria del que podria ser l'onze inicial són la base de l'actual campiona d'Europa i del món. Molts d'ells, campions de lliga i de la champions League com el FC Barcelona o el Manchester United FC.
A títol individual, jugadors de la selecció han obtingut diferents reconeixements com Xavi Hernández que ha obtingut la tercera plaça a la pilota d'Or i millor jugador de l'Eurocopa 2008, Víctor Valdés dos cops el Trofeu Zamora,o Cesc Fàbregas entre altres han vist reconeguda la seva feina.
Els jugadors que van jugar contra Jamaica el 25 de maig de 2022 foren:
| Número       | Nom             | Posició | Data de naixement / Edat   | Partits | Gols    | Equip actual            |
| Porters      | Porters         | Porters | Porters                    | Porters | Porters | Porters                 |
| ------------ | --------------- | ------- | -------------------------- | ------- | ------- | ----------------------- |
| 1            | Dani Cárdenas   | POR     | 28 de març de 1997         | 1       | 0       | Rayo Vallecano          |
| 13           | Édgar Badía     | POR     | 12 de febrer de 1992       | 2       | 0       | Elx CF                  |
| Defenses     |                 |         |                            |         |         |                         |
| 3            | Marc Cucurella  | LE      | 22 de juliol de 1998       | 1       | 0       | Chelsea FC              |
| 5            | Marc Bartra     | CEN     | 15 de gener de 1991        | 6       | 0       | Reial Betis             |
| 12           | Brian Oliván    | LE      | 1 d'abril de 1994          | 1       | 0       | RCD Espanyol            |
| 15           | Álex Moreno     | LE      | 8 de juny de 1993          | 3       | 0       | Aston Villa             |
| 16           | Sergi Gómez     | CEN     | 28 de març de 1992         | 1       | 0       | RCD Espanyol            |
| 17           | Edgar González  | CEN     | 1 d'abril de 1997          | 1       | 0       | Reial Betis             |
| 21           | Salva Ferrer    | LD      | 21 de gener de 1998        | 1       | 0       | Anorthosis Famagusta FC |
| 22           | Òscar Mingueza  | LD      | 13 de maig de 1999         | 1       | 0       | Celta de Vigo           |
| 23           | Arnau Martínez  | LD      | 25 d'abril de 2003         | 1       | 0       | Girona FC               |
| Migcampistes |                 |         |                            |         |         |                         |
| 4            | Oriol Romeu     | MCD     | 24 de setembre de 1991     | 4       | 0       | FC Barcelona            |
| 6            | Riqui Puig      | MC      | 13 d'agost de 1999         | 2       | 0       | LA Galaxy               |
| 8            | Carles Aleñá    | MC      | 5 de gener de 1998         | 2       | 0       | Getafe CF               |
| 15           | Gerard Gumbau   | MCD     | 18 desembre 1994 (24 anys) | 2       | 0       | Granada CF              |
| 18           | Àlex Collado    | MCO     | 22 abril 1999 (24 anys)    | 1       | 0       | Al-Okhdood              |
| 21           | Aleix García    | MCD     | 28 juny 1997 (21 anys)     | 1       | 0       | Royal Excel Mouscron    |
| 23           | Riqui Puig      | MC      | 13 agost 1999 (19 anys)    | 1       | 0       | FC Barcelona            |
| Davanters    |                 |         |                            |         |         |                         |
| 7            | Marc Cardona    | DC      | 8 juliol 1995 (23 anys)    | 1       | 0       | Osasuna                 |
| 9            | Sergio García   | DC      | 9 juny 1983 (35 anys)      | 16      | 9       | RCD Espanyol            |
| 10           | Bojan Krkić     | MP      | 28 agost 1990 (28 anys)    | 8       | 7       | Montreal Impact         |
| 19           | Javi Puado      | ED      | 25 maig 1998 (20 anys      | 1       | 1       | RCD Espanyol            |
| 22           | Pere Milla      | EE      | 23 setembre 1992 (26 anys) | 1       | 0       | Elx CF                  |
| 17           | Gerard Deulofeu | ED      | 13 març 1994 (25 anys)     | 2       | 2       | Watford FC              |

- Seleccionador:  Gerard López

Els jugadors seleccionables que pertanyen a les principals lligues són:
| Nom             | Posició | Data de naixement / Edat           | Equip actual          |
| Porters         | Porters | Porters                            | Porters               |
| --------------- | ------- | ---------------------------------- | --------------------- |
| Pau López       | POR     | 13 de desembre de 1994 (27 anys)   | Olympique de Marsella |
| Jordi Masip     | POR     | 3 de gener de 1989 (31 anys)       | Reial Valladolid      |
| Kiko Casilla    | POR     | 2 d'octubre 1986 (34 anys)         | Leeds United FC       |
| Dani Cárdenas   | POR     | 28 de març de 1997                 | Llevant UE            |
| Édgar Badía     | POR     | 12 febrer 1992 (30 anys)           | Elx CF                |
| Defenses        |         |                                    |                       |
| Héctor Bellerín | LD      | 19 de març de 1995 (30 anys)       | Reial Betis           |
| Pablo Maffeo    | LD      | 12 de juliol de 1997 (27 anys)     | RCD Mallorca          |
| Arnau Martínez  | LD      | 25 d'abril de 2002 (22 anys)       | Girona FC             |
| Sergi Roberto   | LD      | 7 febrer 1992 (33 anys)            | Como1907              |
| Héctor Fort     | LD      | 2 d'agost de 2006 (18 anys)        | FC Barcelona          |
| Pau Cubarsí     | CEN     | 22 gener 2007 (18 anys)            | FC Barcelona          |
| Eric García     | CEN     | 9 gener 2001 (24 anys)             | FC Barcelona          |
| Marc Bartra     | CEN     | 15 gener 1991 (34 anys)            | Trabzonspor           |
| Sergi Gómez     | CEN     | 28 de març de 1992 (33 anys)       | RCD Espanyol          |
| David López     | CEN     | 9 d'octubre de 1989 (35 anys),     | Girona FC             |
| Óscar Mingueza  | CEN     | 13 de maig de 1999 (25 anys)       | Celta de Vigo         |
| Víctor Ruiz     | CEN     | 25 gener 1989 (36 anys)            | Reial Betis           |
| Edgar González  | CEN     | 1 d'abril de 1997 (27 anys)        | Reial Betis           |
| Marc Cucurella  | LE      | 22 juliol 1998 (26 anys)           | Chelsea FC            |
| Alejandro Balde | LE      | 18 octubre 2003 (21 anys)          | FC Barcelona          |
| David Juncà     | LE      | 16 novembre 1993 (31 anys)         | Celta de Vigo         |
| Àlex Moreno     | LE      | 8 juny 1993 (31 anys)              | Reial Betis           |
| Sergi Gómez     | LE      | 4 de setembre de 2000 (24 anys)    | Manchester City FC    |
| Migcampista     |         |                                    |                       |
| Marc Casadó     | MCD     | 14 de setembre de 2003 (21 anys)   | FC Barcelona          |
| Marc Roca       | MCD     | 26 de novembre de 1996 (24 anys)   | Leeds United FC       |
| Oriol Romeu     | MCD     | 24 setembre 1991 (31 anys)         | Girona FC             |
| David López     | MCD     | 9 d'octubre de 1989 (33 anys)      | RCD Espanyol          |
| Pere Pons       | MCD     | 20 febrer 1993 (29 anys)           | Deportivo Alavés      |
| Gerard Gumbau   | MCD     | 18 desembre 1994 (28 anys)         | Elx FC                |
| Pol Lozano      | MCD     | 6 d'octubre de 1999 (23 anys),     | RCD Espanyol          |
| Aleix García    | MCD     | 28 juny 1997 (21 anys)             | Bayer Leverkusen      |
| Joan Jordán     | MC      | 6 juliol 1994 (28 anys)            | Sevilla FC            |
| Rubén Alcaraz   | MC      | 1 de maig de 1991 (31 anys)        | Reial Valladolid      |
| Carles Aleñá    | MC      | 5 de gener de 1998 (24 anys)       | Getafe CF             |
| Àlex Granell    | MC      | 2 agost 1988 (34 anys)             | Girona FC             |
| Riqui Puig      | MCO     | 13 agost 1999 (23 anys)            | Los Angeles Galaxy    |
| Óscar Melendo   | MCO     | 23 agost 1997 (21 anys)            | Granada FC            |
| Davanters       |         |                                    |                       |
| Gerard Moreno   | DC      | 7 d'abril 1992 (32 anys)           | Vila-real CF          |
| Ferran Jutglà   | DC      | 1 de febrer de 1999 (edad 25 anys) | Club Bruixes          |
| Iker Bravo      | DC      | 15 de gener de 2005 (20 anys)      | Bayer Leverkusen      |
| Mariano Díaz    | DC      | 1 d'agost de 1993 (29 anys)        |                       |
| Marc Cardona    | DC      | 8 juliol 1995 (29 anys)            | UD Las Palmas         |
| Marc Guiu       | DC      | 04/01/2006 (19)                    | Chelsea FC            |
| Adama Traoré    | ED      | 25 de gener de 1996 (29 anys)      | Fulham FC             |
| Lamine Yamal    | ED      | 13/07/2007 (17)                    | FC Barcelona          |
| Carles Pérez    | ED      | 16 de febrer de 1998 (24 anys)     | Getafe CF             |
| Gerard Deulofeu | ED      | 13 març 1994 (27 anys)             | Udinese Calcio        |
| Javi Puado      | ED      | 25 maig 1998 (24 anys)             | RCD Espanyol          |
| Dani Olmo       | EE      | 7 maig de 1998 (26 anys)           | FC Barcelona          |
| Keita Baldé     | EE      | 8 de març 1995 (27 anys)           | RCD Espanyol          |
| Cristian Tello  | EE      | 11 d'agost de 1991 (33 anys)       | Al Fateh SC           |
| Ansu Fati       | EE      | 31/10/2002 (22)                    | FC Barcelona          |

## Seleccionadors
| Seleccionador                      | Període           |
| ---------------------------------- | ----------------- |
| Raine Gibson                       | 1911 - 1912       |
| Josep Torrents                     | 1932 - 1936       |
| Lluís Blanco                       | 1937              |
| José L. Lasplazas                  | 1941 - 1971       |
| José Emilio Santamaría             | 1973              |
| Josep Gonzalvo                     | 1976              |
| László Kubala                      | 1990              |
| Carles Reixach i Josep Maria Fusté | 1993              |
| Àngel "Pitxi" Alonso               | 1995 - 2005       |
| Pere Gratacós                      | 2005 - 2009       |
| Johan Cruyff                       | 2009 - 2013       |
| Gerard López                       | 2013 - 2016       |
| Sergio González                    | 2016 - 2018       |
| Gerard López                       | 2018 - actualitat |

## Estadis

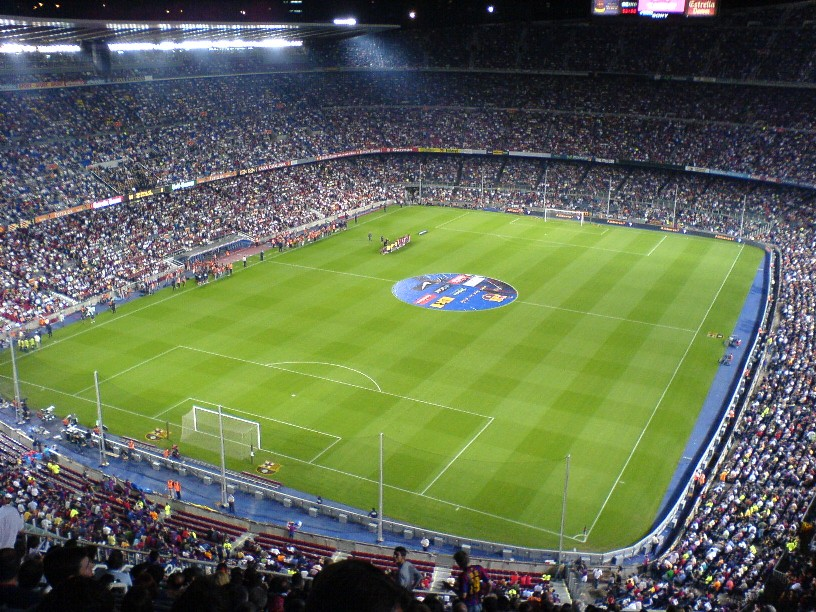
Estadi del Camp Nou de Barcelona

Al llarg de la història, la selecció catalana ha disputat els seus partits en dfierents estadis de Catalunya.
| Ocasions | Estadis                      | Localitat               |
| -------- | ---------------------------- | ----------------------- |
| 37       | Camp de les Corts            | Barcelona               |
| 22       | Camp del carrer Indústria    | Barcelona               |
| 16       | Camp Nou                     | Barcelona               |
| 13       | Estadi de Montjuïc           | Barcelona               |
| 10       | Estadi de Sarrià             | Barcelona               |
| 10       | Camp de l'Hospital Clínic    | Barcelona               |
| 7        | Estadi de la Creu Alta       | Sabadell                |
| 7        | Camp del carrer Galileu      | Barcelona (Sants)       |
| 4        | Camp del Martinenc           | Barcelona (Sant Martí)  |
| 3        | Camp del Guinardó            | Barcelona (Guinardó)    |
| 3        | Camp del barri de Manresà    | Badalona                |
| 3        | Estadi de Montilivi          | Girona                  |
| 1        | Camp de les Hermanitas       | Tarragona               |
| 1        | Camp del carrer Santa Coloma | Barcelona (Sant Andreu) |
| 1        | Camp de la Ronda Alfons X    | Mataró                  |
| 1        | Camp de Malgrat              | Malgrat de Mar          |
| 1        | Feliu i Codina               | Barcelona (Horta)       |
| 1        | Camp de Sant Adrià           | Sant Adrià de Besòs     |
| 1        | Camp del carrer Girona       | Granollers              |
| 1        | Camp del Poblenou            | Barcelona (Poblenou)    |
| 1        | Camp del Masnou              | El Masnou               |
| 1        | Camp del carrer Sardenya     | Barcelona (Gràcia)      |
| 1        | Camp de Sarral               | Sarral                  |
| 1        | Nou Estadi                   | Tarragona               |
| 1        | Estadi Olímpic de Terrassa   | Terrassa                |
| 1        | Estadi Cornellà-El Prat      | Cornellà-el Prat        |
| 1        | Estadi Johan Cruyff          | Sant Joan Despí         |

## Palmarès
- Copa Príncep d'Astúries de futbol 
  - Campió 1916, 1924, 1926: 3
  - Finals jugades 1915, 1916, 1917, 1924, 1926 : 5
- Trofeu Catalunya Internacional  
  - Campió 2009, 2010, 2013: 3
  - Finals jugades 2009, 2010, 2011, 2012, 2013, 2016: 6

## Galeria

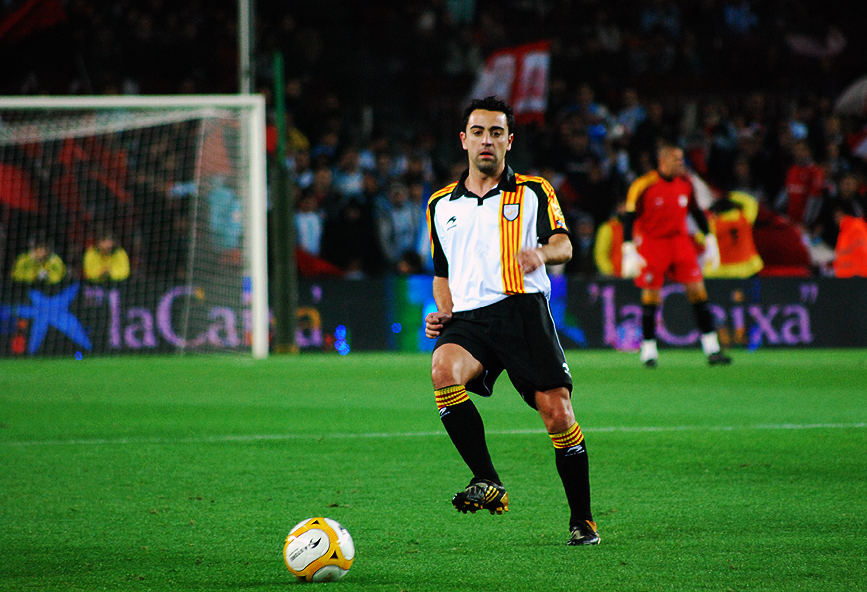
Xavi el 2009 contra l'Argentina
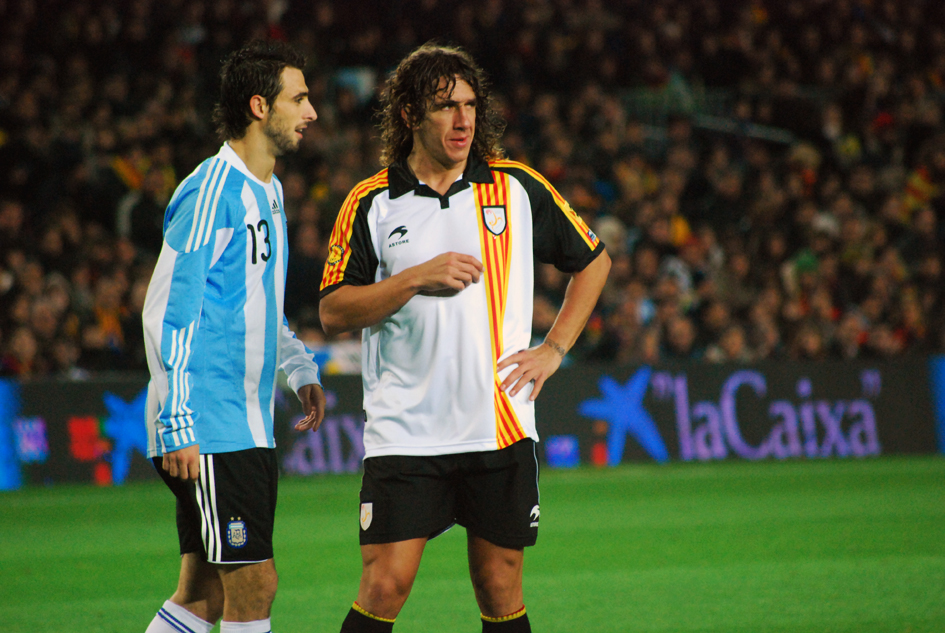
Puyol el 2009 contra l'Argentina
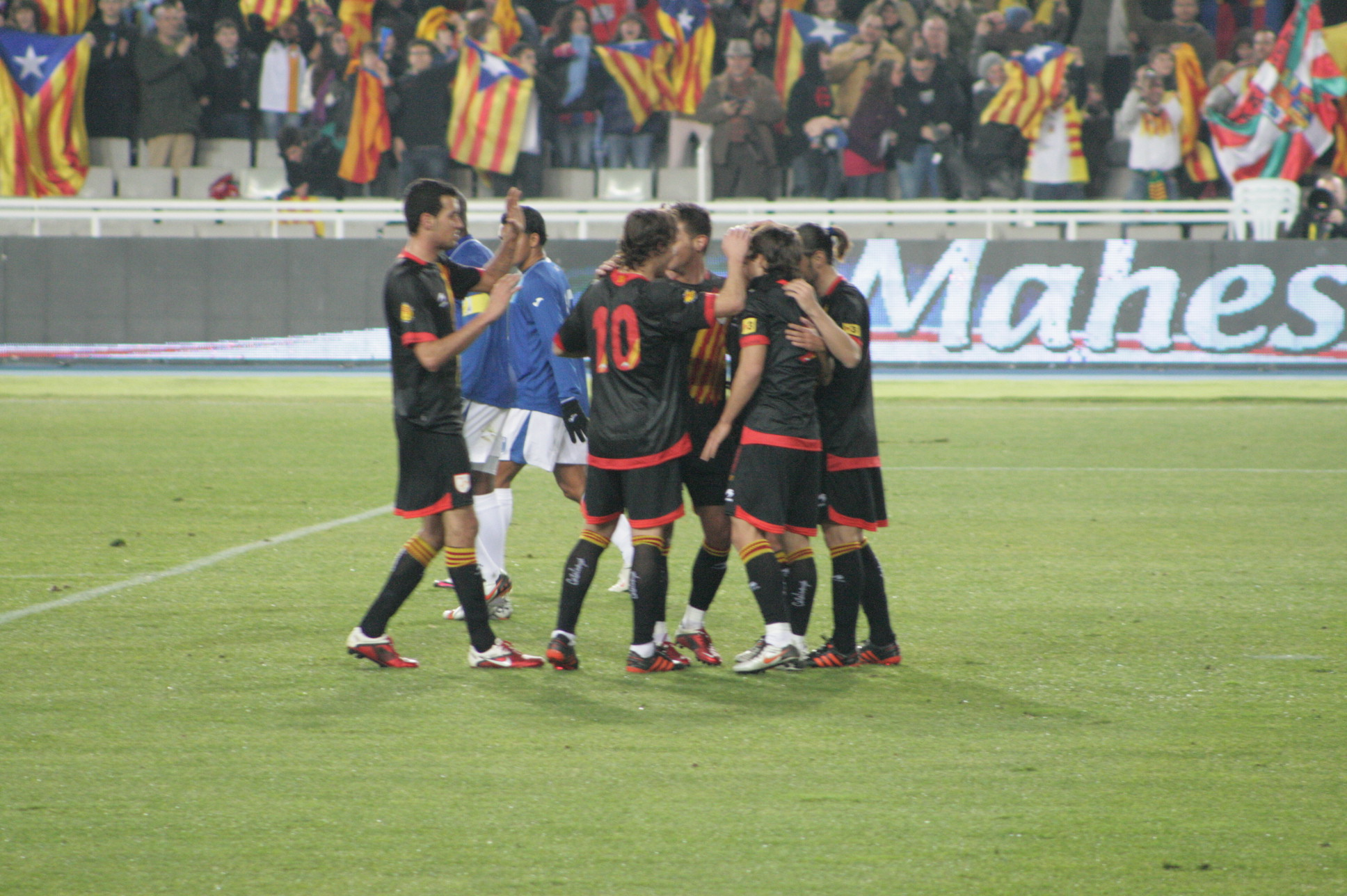
Partit Catalunya-Hondures, 2010
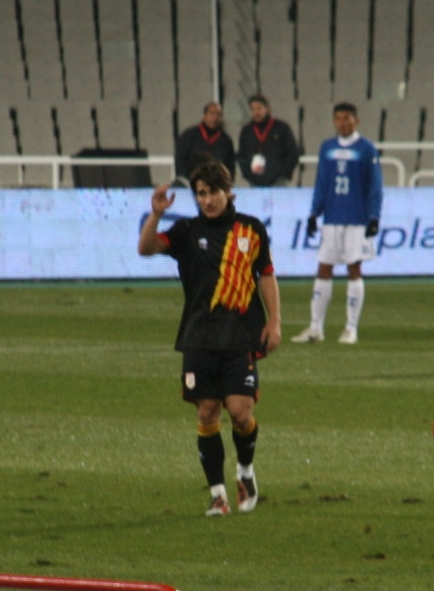
Bojan Krkic el 2010
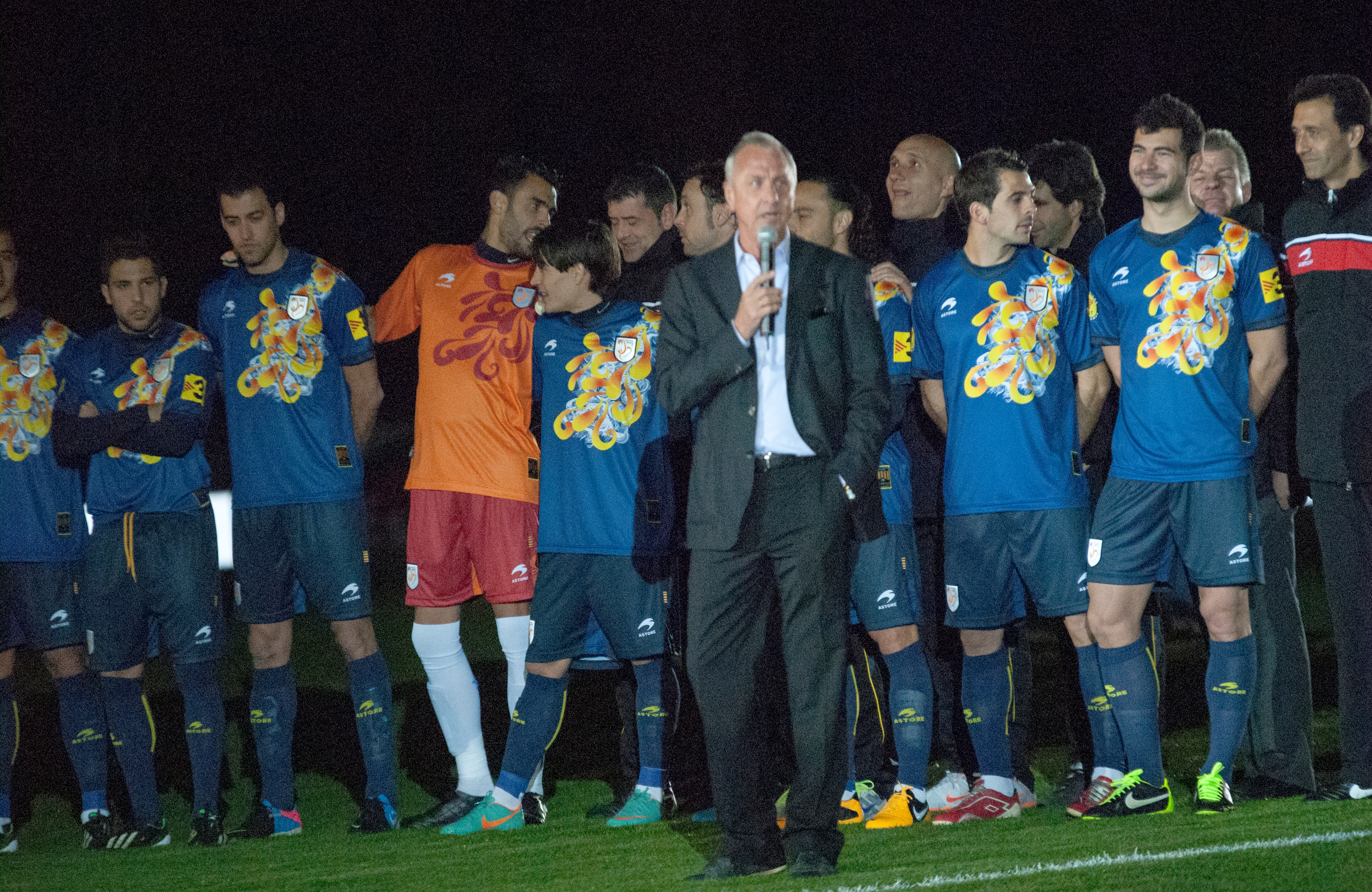
Cruyff, com a entrenador de la selecció
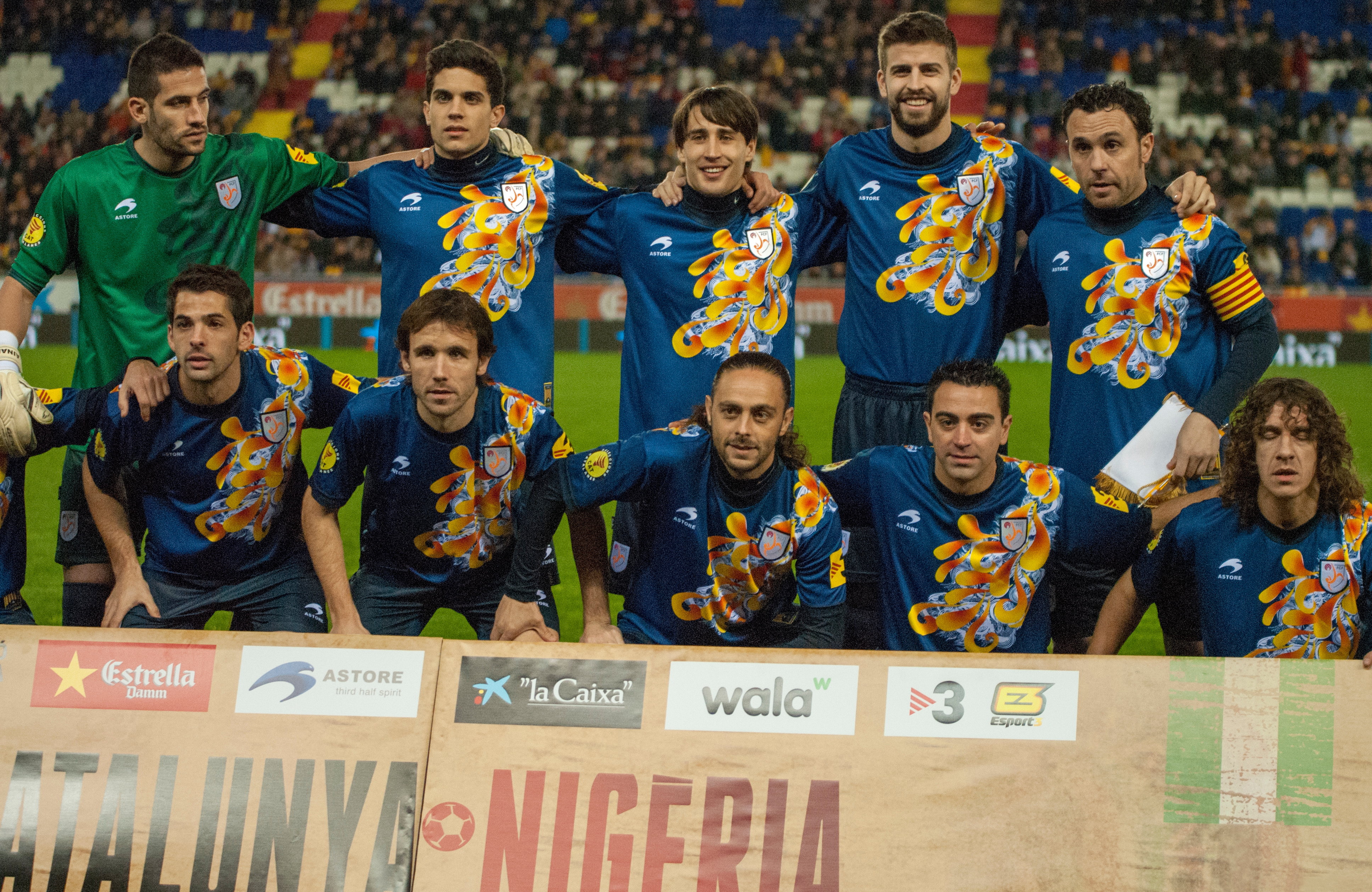
Catalunya-Nigèria, de gener de 2013
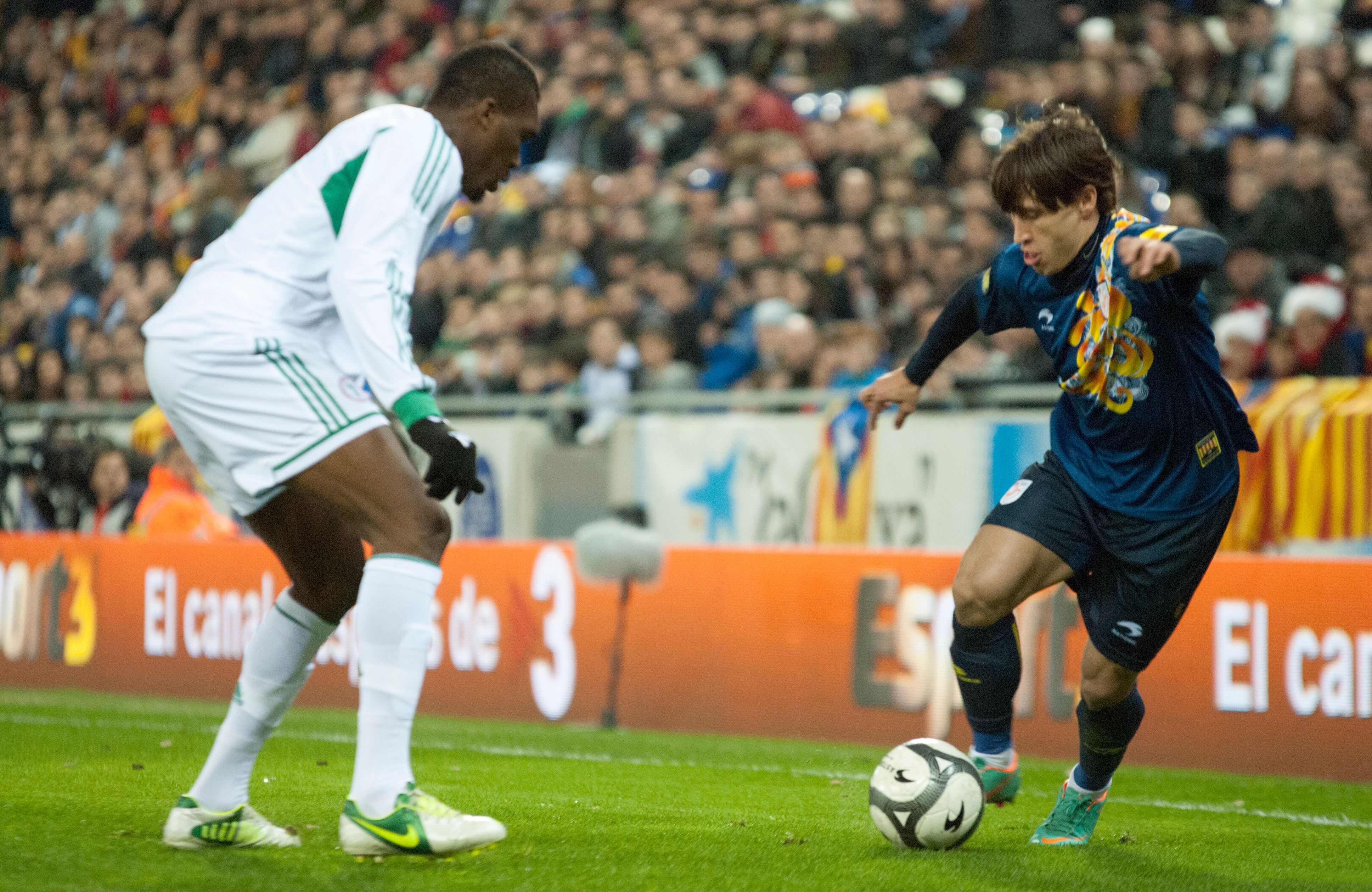
Bojan Krkic el 2013
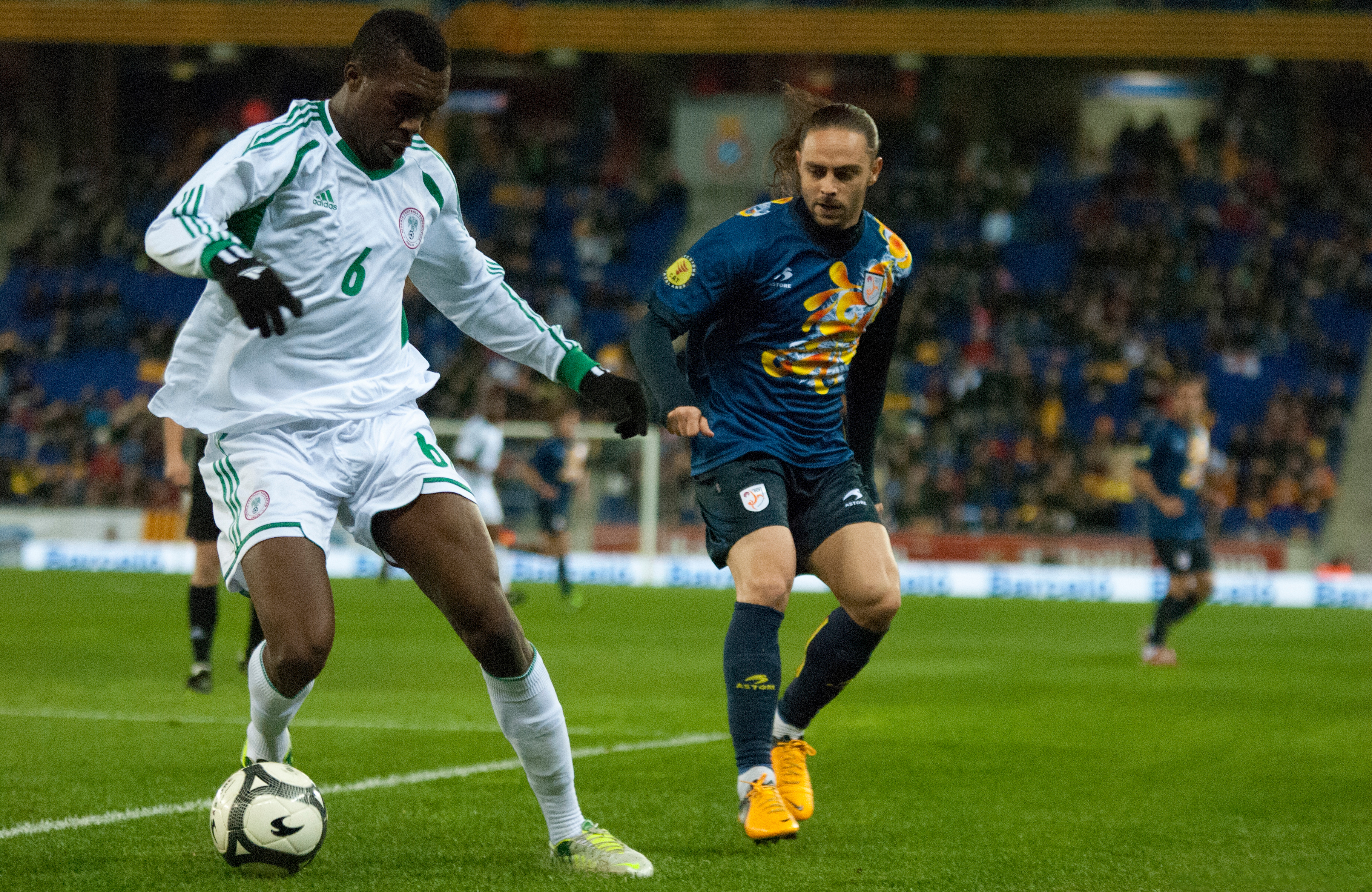
Sergio García el 2013 contra Nigèria
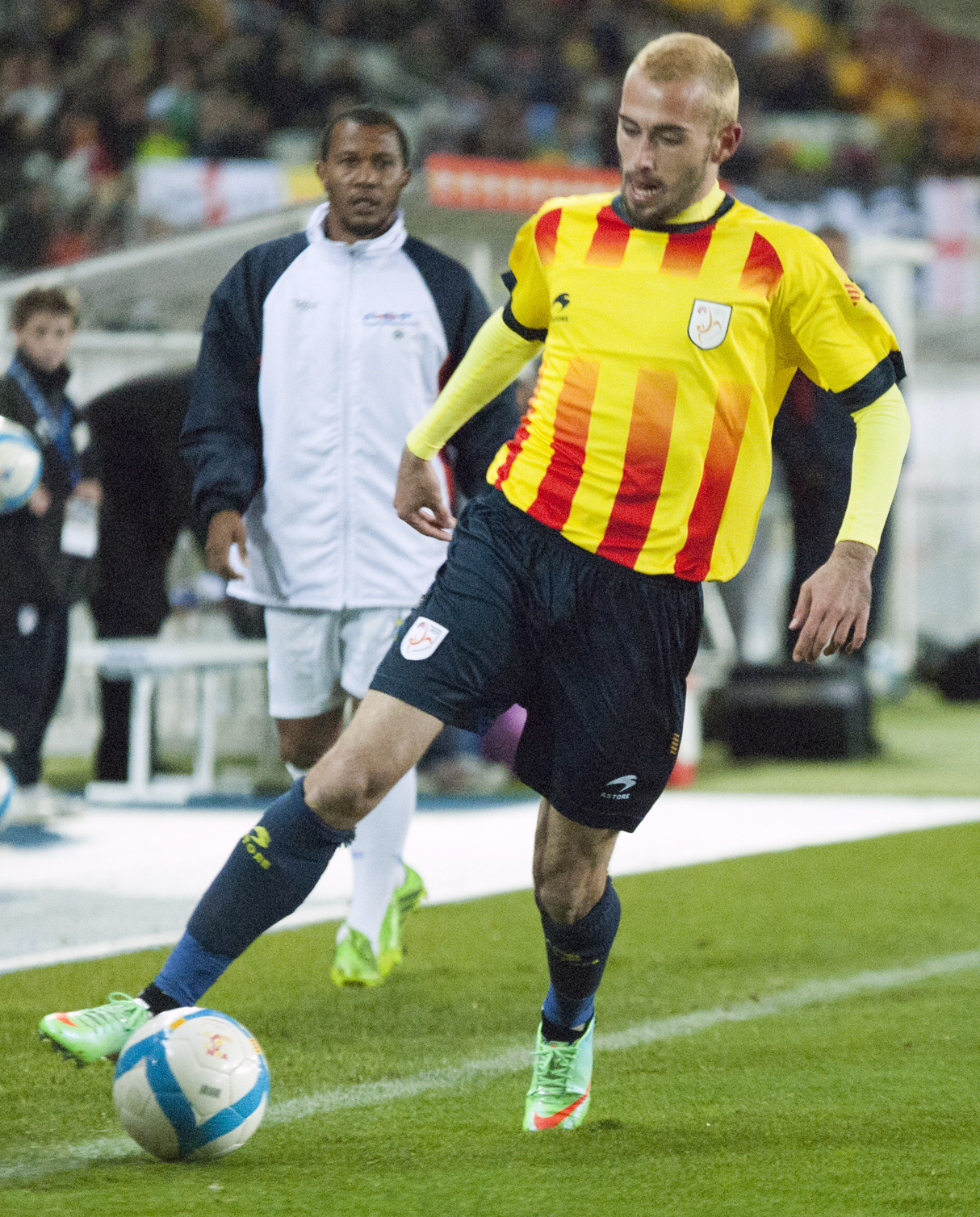
Aleix Vidal el 2013
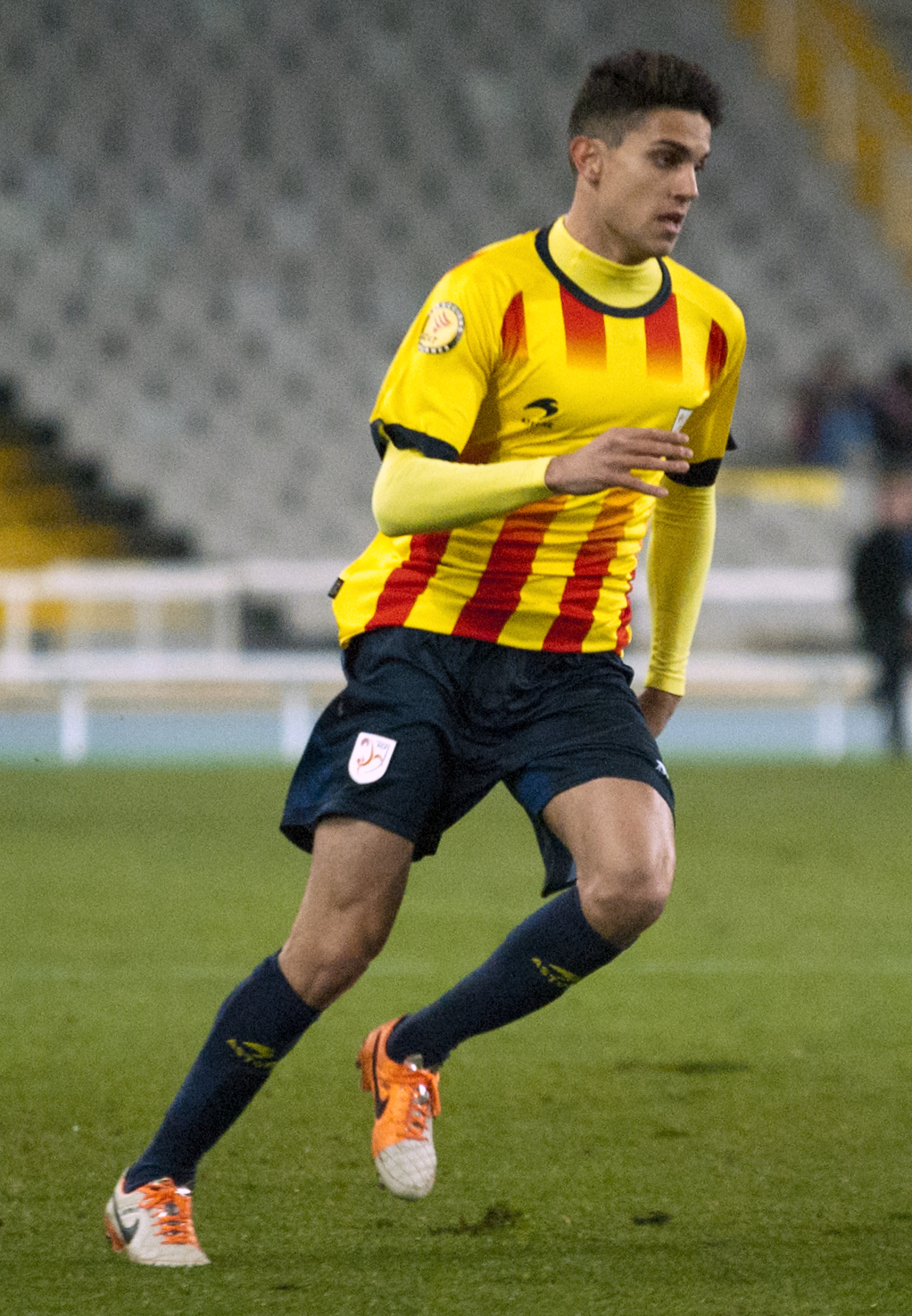
Marc Bartra el 2013
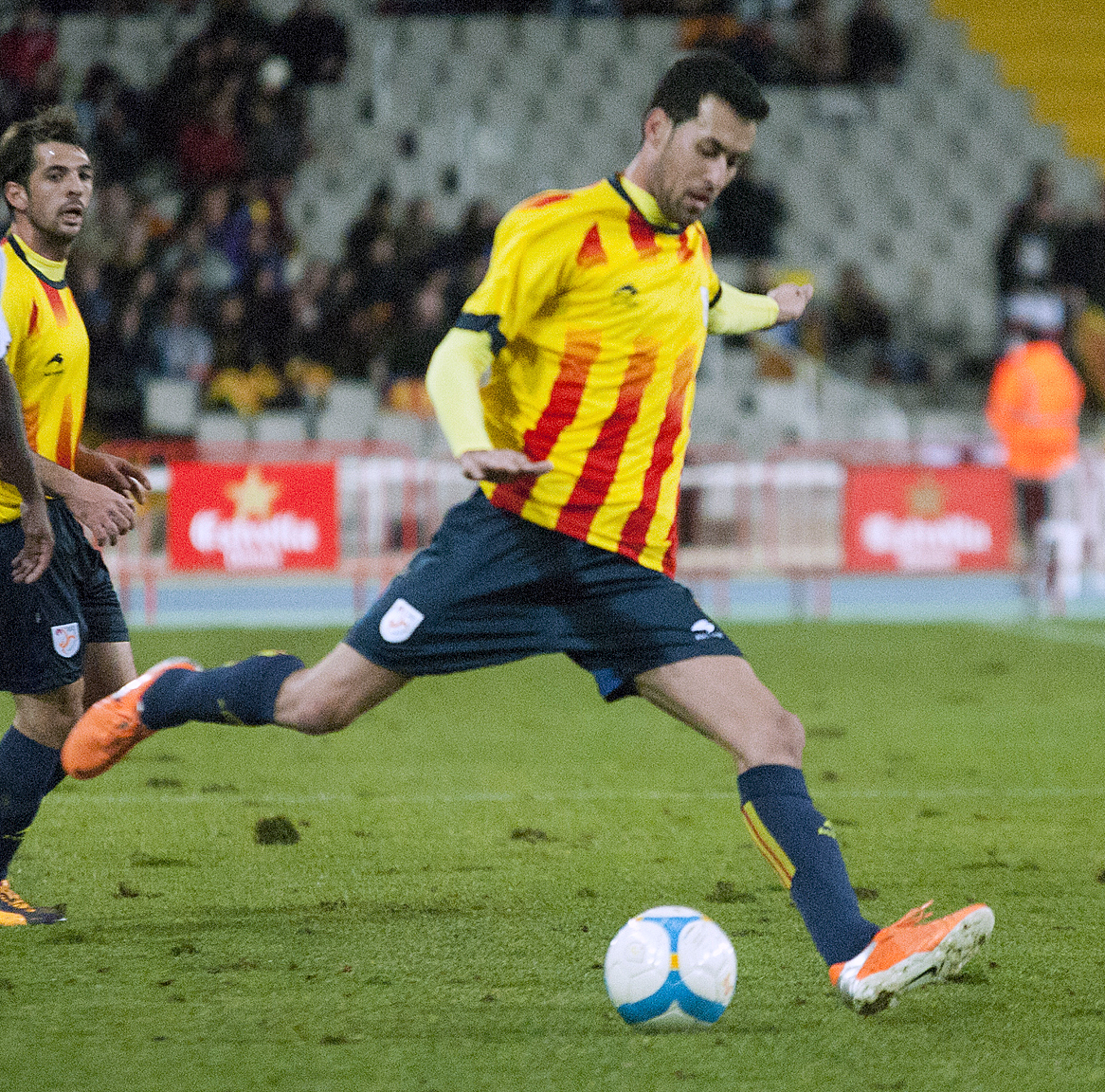
Sergio Busquets el 2013
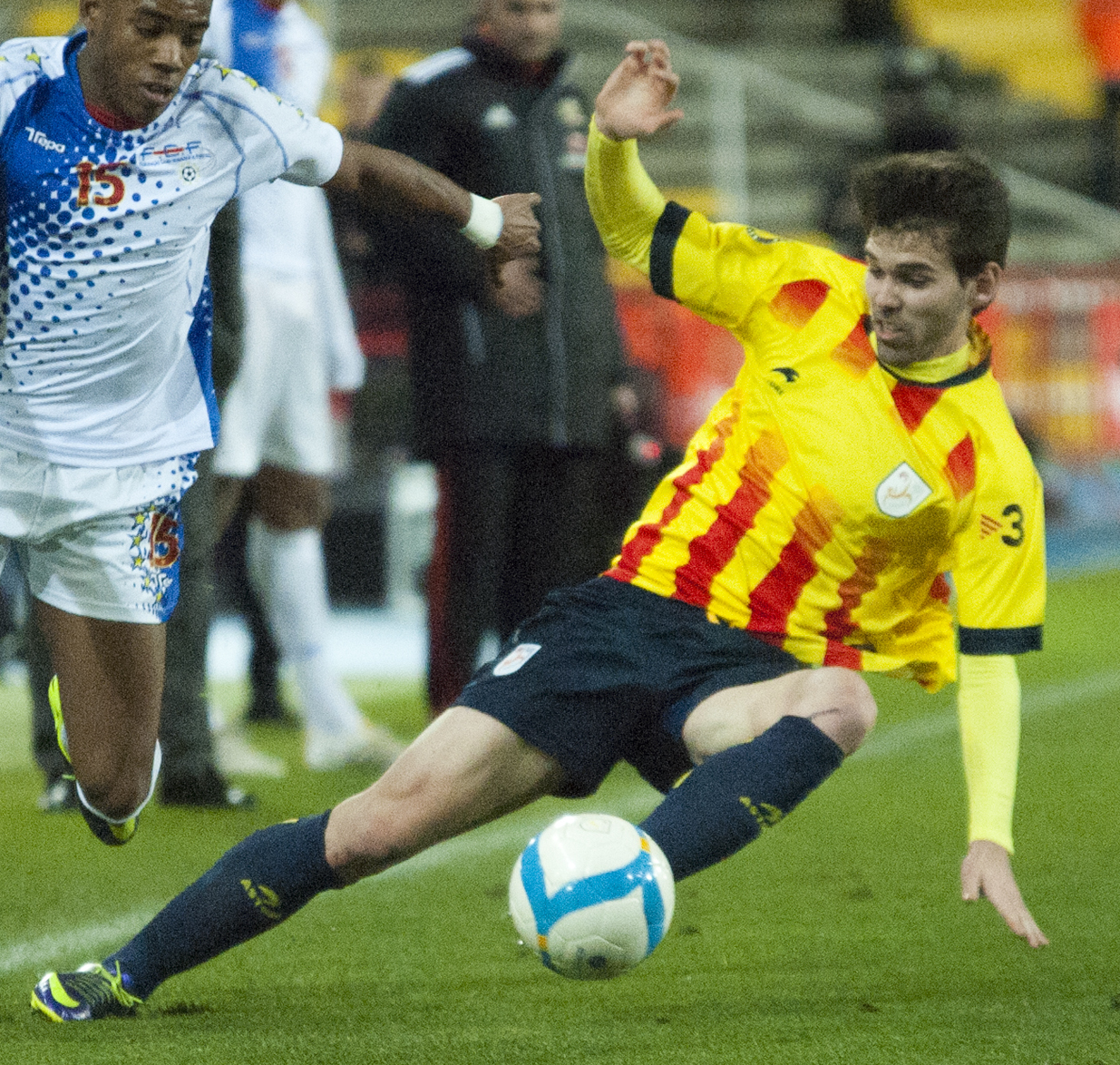
Víctor Álvarez el 2013